# Eberswalde

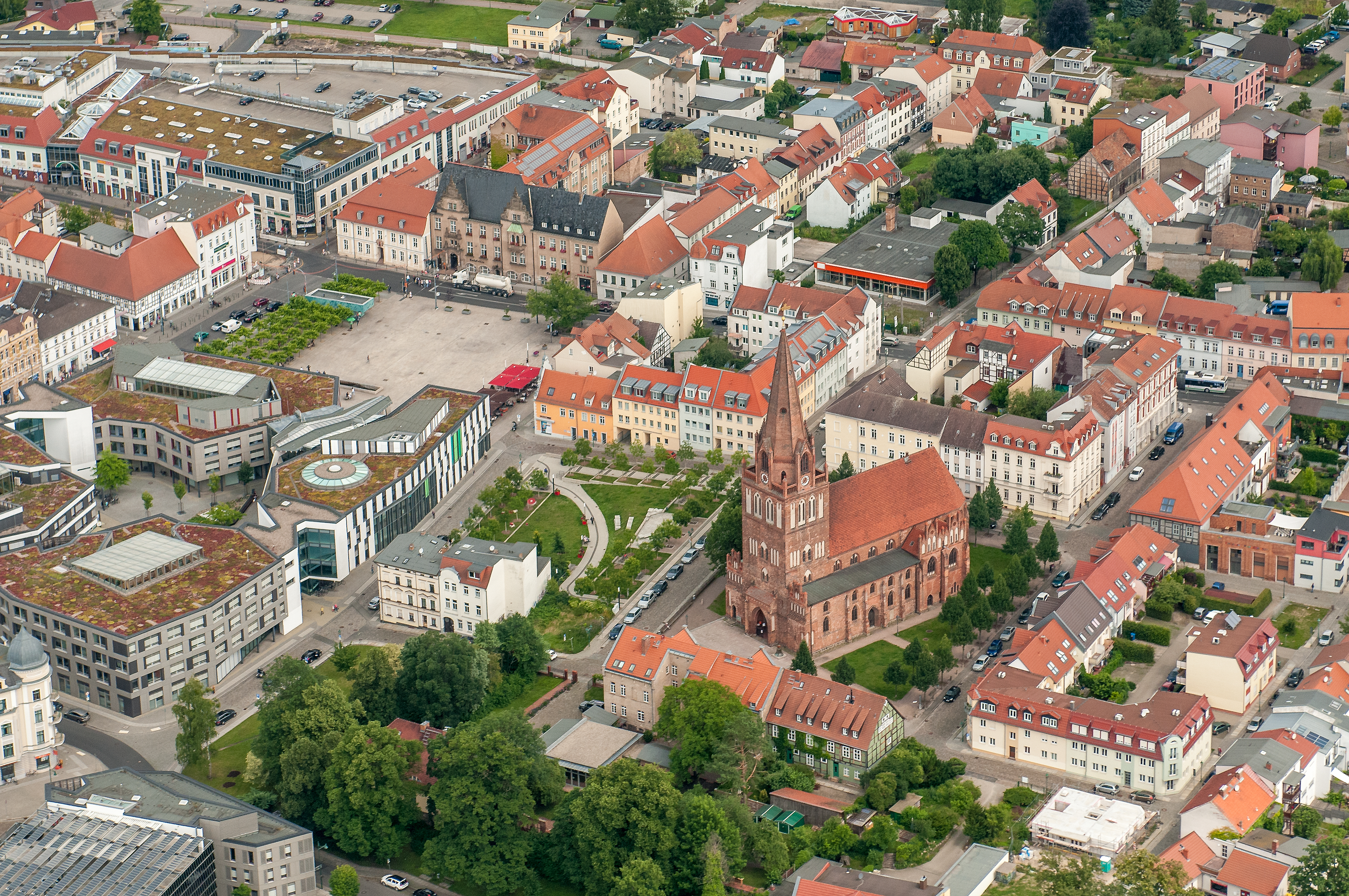
Stadtzentrum

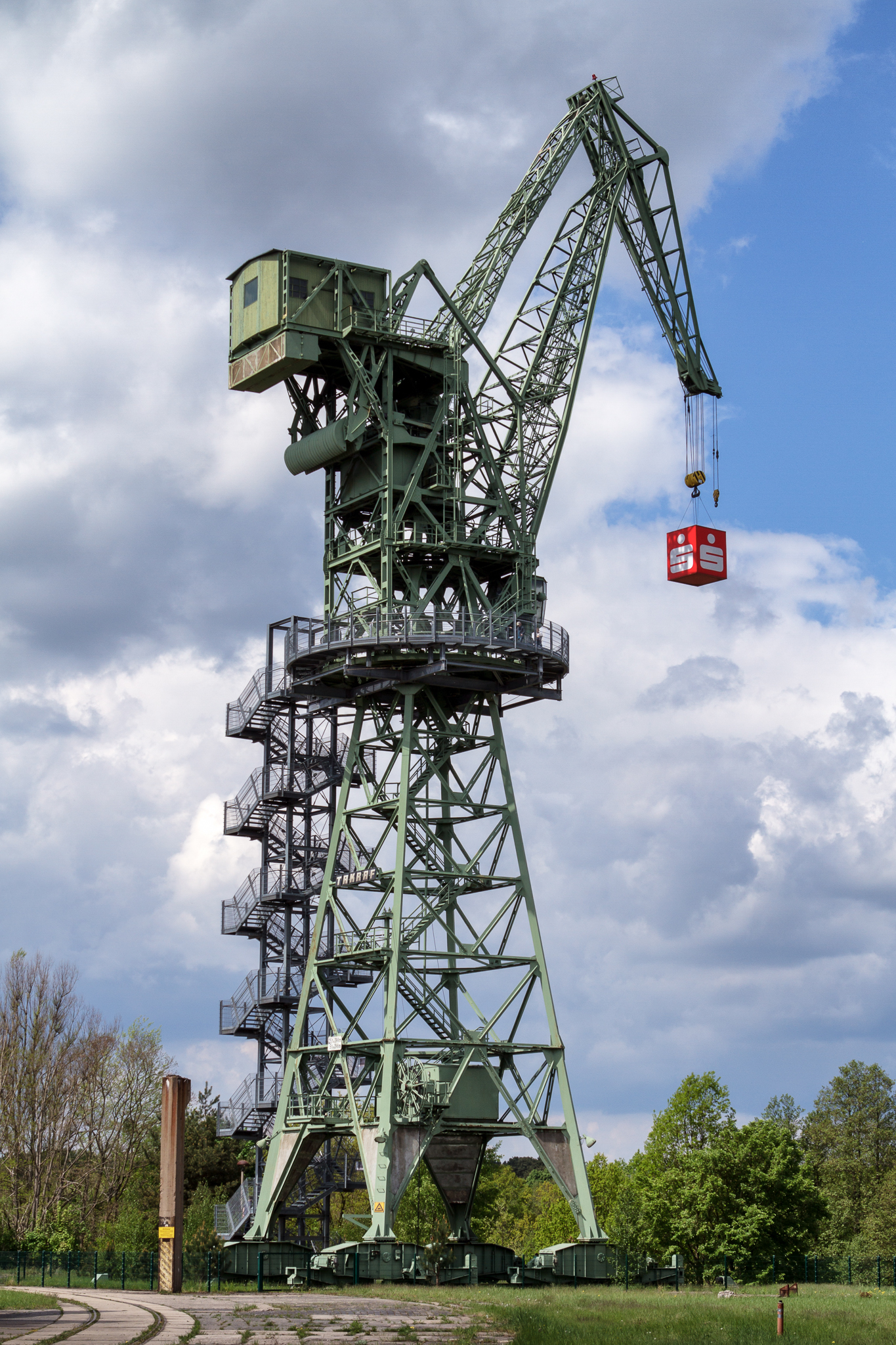
Der Montageeber, ein Wahrzeichen der Stadt im Familiengarten

Eberswalde, im 13. Jahrhundert entstanden, ist seit 1990 die Kreisstadt des Landkreises Barnim im Nordosten des Landes Brandenburg.
Sie wird auch Waldstadt genannt, denn ringsum dehnen sich Waldgebiete aus – südlich der Naturpark Barnim, nördlich das Biosphärenreservat Schorfheide-Chorin mit dem Totalreservat Plagefenn. Die Gemeinde besitzt seit dem 14. Jahrhundert Waldflächen. Von den 1468 ha sind etwa 1000 ha Erholungswald, 271 ha Naturschutzgebiete und ökologisch bedeutsame Lebensräume. Der etwa 1080 ha große Stadtforst dient zugleich als Wirtschaftswald. Der Begriff „Waldstadt“ wurde bereits im 19. Jahrhundert in Publikationen und auf Postkarten verwendet und dies im 20. Jahrhundert von dem Stadthistoriker Rudolf Schmidt gefördert.
Bis zur Wende bestimmte hauptsächlich die Schwerindustrie (Kran- und Rohrleitungsbau, Walzwerke und andere Großbetriebe) den Stadtcharakter, wovon auch die Namen einiger Ortsteile, wie Eisenspalterei, Kupferhammer und Messingwerk zeugen.

## Geographie

### Lage
Eberswalde liegt circa 40 Kilometer nordöstlich der Berliner Stadtgrenze und etwa 22 Kilometer westlich der Oder (Hohenwutzen). Nach Bad Freienwalde beträgt die Entfernung ungefähr 17 Kilometer in ostsüdöstlicher Richtung.
Unmittelbar nördlich der Stadt verläuft der Oder-Havel-Kanal. Im Zentrum mündet der Fluss Schwärze in den Finowkanal.

### Geologie
Eberswalde liegt inmitten des nach der Stadt benannten Eberswalder Urstromtals, das in der jüngsten, der Weichsel-Eiszeit entstanden ist. Da sich die Finow kräftig in den Boden des Urstromtales eingeschnitten hat, liegt die Altstadt deutlich tiefer als der eigentliche Boden des Urstromtales. Lediglich einige Stadtteile wie Nordend, Ostende und Südend befinden sich im Niveau des Urstromtales oder schon außerhalb davon an den Hängen des Barnim. Als Baugrund ist überwiegend Sand und Kiessand anzutreffen, jedoch treten auch großflächig Eisstauseeablagerungen auf, die früher in zahlreichen Tongruben am Stadtrand oder in der Umgebung abgebaut wurden, zum Beispiel im Ortsteil Macherslust. Der Grundwasserpegel liegt in der Innenstadt nur wenige Meter unter der Oberfläche. Einige Gebäude der Innenstadt sind deshalb als Pfahlbauten errichtet, was Neubauvorhaben hydrostatisch sehr kompliziert und teuer macht.

### Ausdehnung des Stadtgebiets
Eberswalde erstreckt sich entlang des Finowkanals auf einer Länge von 14,1 km in ostwestlicher Richtung. Die größte Ausdehnung in nordsüdlicher Richtung besteht zwischen Nordend und Südend mit einer Länge von 7,7 km.

### Nachbarstädte und -gemeinden
Die nächstgelegenen Städte sind Bernau bei Berlin (Richtung Westsüdwest), Joachimsthal (Richtung Nordwest) und Oderberg (Richtung Osten). Eberswalde grenzt an folgende Gemeinden (im Uhrzeigersinn, von Norden beginnend): Britz, Chorin, Niederfinow, Hohenfinow, Breydin, Melchow und Schorfheide (Ortsteil Finowfurt).

## Stadtgliederung

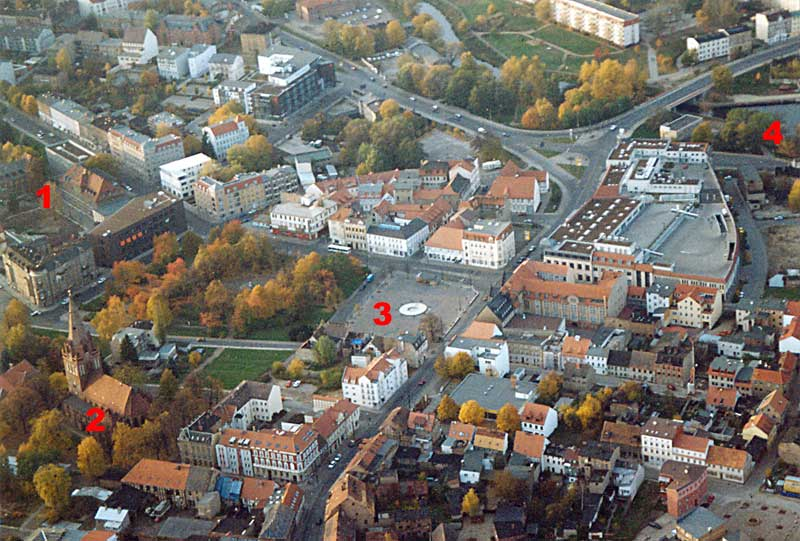
Stadtzentrum Eberswalde

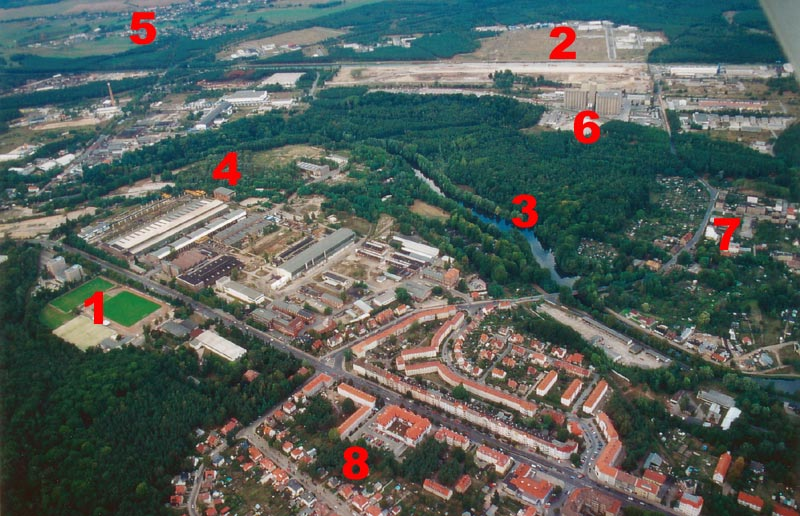
Stadtteil Westend mit Erläuterungen:
1 Westend-Stadion,
2 Technologie- und Gewerbepark,
3 Finowkanal,
4 Gelände der Landesgartenschau 2002,
5 Lichterfelde,
6 Mischfutterwerk,
7 Ortsteil Kupferhammer,
8 Ortsteil Westend

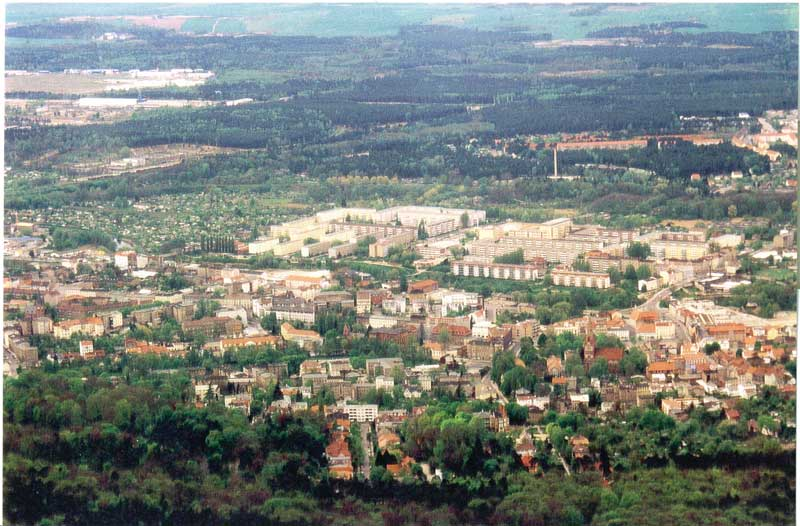
Luftbild

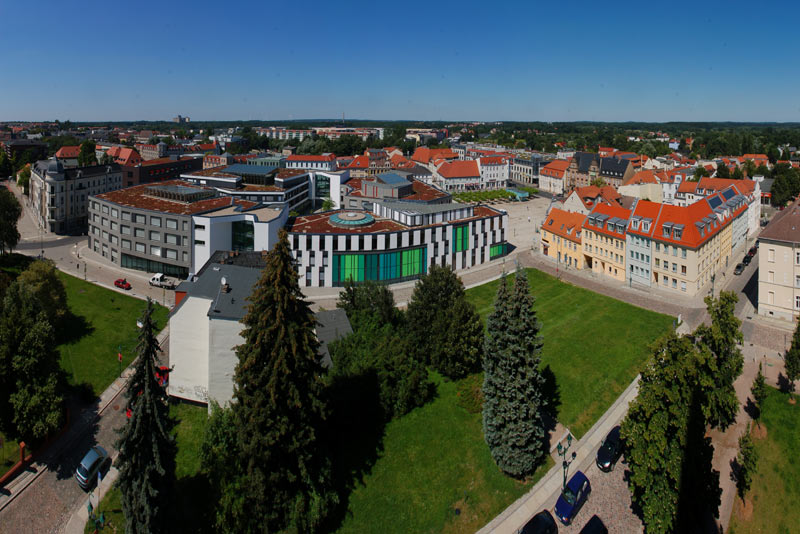
Blick von der Maria-Magdalenen-Kirche auf die Innenstadt

Zur Stadt Eberswalde gehören folgende Ortsteile:
- Brandenburgisches Viertel
- Clara-Zetkin-Siedlung
- Eberswalde 1
- Eberswalde 2
- Finow
- Sommerfelde
- Spechthausen
- Tornow

Hinzu kommen die Wohnplätze Eisenspalterei, Finowtal, Försterei Kahlenberg, Kupferhammer, Macherslust, Mäckersee, Nordend, Ostende, Stadtmitte, Stadtsee, Westend und Wolfswinkel.
Das Stadtzentrum von Eberswalde wurde zum Ende des Zweiten Weltkrieges stark beschädigt, die Bebauung weist noch immer große Lücken auf (Stand in den 2010er Jahren). Wo bis Kriegsende noch Wohnhäuser standen, wurden in der DDR-Zeit überwiegend Grünflächen angelegt, die seit 1990 nach und nach wieder bebaut werden. Neben dem historischen Marktplatz mit Löwenbrunnen entstand so der Pavillonplatz, auf dem im Jahr 2007 das neu gebaute Verwaltungsgebäude Paul-Wunderlich-Haus eröffnet wurde. Der jetzige Marktplatz ist etwa doppelt so groß wie der historische, die nördliche Hälfte entstand durch die Schäden des Krieges. Einige Reste der mittelalterlichen Stadtmauer in der Nagelstraße gehören ebenso zum Stadtzentrum wie das Leibnizviertel (umgangssprachlich auch „Keks-Ghetto“ genannt; benannt nach dem Universalgelehrten Gottfried Wilhelm Leibniz), eine Neubausiedlung aus DDR-Zeiten. Die erhaltenen mehrgeschossigen Gebäude im Stadtzentrum gehören zur Gründerzeit und entstanden zwischen 1880 und 1914. In diesen Jahren dehnte sich Eberswalde stark vom Marktplatz Richtung Westen aus, da sich der Bahnhof der Stadt etwa zwei Kilometer außerhalb befand; der Grund dafür war, dass die Eberswalder Stadtväter damals die Eisenbahn nicht wünschten, sich aber schnell die Notwendigkeit einer Verkehrsanbindung der Bahn ergab. Entlang der Eisenbahnstraße entstanden so die ersten Wohnhäuser, diese Straße kann noch heute als Hauptstraße von Eberswalde angesehen werden.
Der Stadtteil Nordend liegt an der Landesstraße 200 Richtung Angermünde am Hang des Eberswalder Urstromtals. Hier findet sich neben dem Martin Gropius Krankenhaus überwiegend Eigenheimbebauung.
In Ostende am südlichen Rand des Urstromtals stehen ebenfalls überwiegend Eigenheime. Beide Stadtteile entstanden im Rahmen der Stadterweiterung zwischen den Weltkriegen.
Das ehemalige Kasernengelände am südlichen Ortsausgang wird seit Ende der 1990er-Jahre Südend genannt. Die ehemaligen Artilleriekasernen wurden in der NS-Zeit gebaut, waren bis 1994 im Besitz der Gruppe der Sowjetischen Streitkräfte in Deutschland (später Westgruppe der Truppen) und sind zu großen Teilen zu einem Behördenzentrum mit Finanzamt und Landeskriminalamt ausgebaut worden. Neben diesen Kasernen sind einige Wohngebäude angeordnet.
Nach dem Ersten Weltkrieg begann eine Erweiterung der Stadt westlich des Bahnhofes, der neue Stadtteil erhielt den Namen Westend. In der Gegend um den Luisenplatz nahe dem Bahnhof sowie entlang der Heegermühler Straße entstanden mehrgeschossige Wohnbauten. Hinter der Boldtstraße wurden die Ardeltwerke gebaut, dies war ein metallverarbeitender Betrieb, der im Deutschen Reich 1933 bis 1945 für die Rüstungsproduktion eingesetzt wurde. Für die wohlhabenderen Angestellten des Werkes wurden Eigenheime in Westend errichtet. Hinter dem Betrieb, aus dem in den 1950er-Jahren der VEB Kranbau Eberswalde wurde, beginnt Finow (ehemals Heegermühle). Der ehemals eigenständige Ort Finow wurde 1970 mit Eberswalde zur Stadt Eberswalde-Finow zusammengelegt. Der Ortsteil Kupferhammer liegt jenseits des Finowkanals nördlich von Westend und ist geprägt von Eigenheimbebauung sowie dem stadtbildprägenden Mischfutterwerk.
Der hier anschließende Ortsteil heißt Wolfswinkel und ist ein ehemaliges Industriegebiet. Die Bezeichnung Eisenspalterei ist allerdings üblicher. Hier befanden sich neben dem Walzwerk-Altwerk der Rohrleitungsbau Finow (ehemals Seiffert-Werke), heute verkleinert als Finow Rohrsysteme GmbH. Das große ehemalige Fabrikgelände des Rohrleitungsbaus ist in ein Gewerbezentrum umgewandelt worden. Auf dem Gelände des Altwerkes fand im Jahre 2002 die zweite Brandenburgische Landesgartenschau statt. Als Nachnutzung des 17 ha großen Geländes wurde daraus der Familiengarten Eberswalde.
Südlich von der Eisenspalterei wurde Ende der 1970er-Jahre mit dem Bau eines Neubauviertels begonnen. Ursprünglich Max-Reimann-Viertel getauft, heißt es seit der Wende Brandenburgisches Viertel. Die Errichtung wurde notwendig, da mit der Inbetriebnahme eines großen fleischverarbeitenden Betriebes in Britz (Schlacht- und Verarbeitungskombinat Eberswalde/Britz – SVKE), einige tausend Menschen nach Eberswalde zogen und für diese nicht genügend Wohnraum zur Verfügung stand. Dieser Stadtteil wird im Volksmund seit Baubeginn Ghetto genannt und wurde bis zur Wende kontinuierlich weiter ausgebaut. Um die Jahrtausendwende wurde jedoch mit dem Rückbau oder einem Teilabriss aufgrund des hohen Leerstandes der Wohnungen begonnen.
Weiter westlich folgt das eigentliche Finow mit historischem Ortskern, den Neubausiedlungen (Ringstraße/Kopernikusring) und dem ausgedehnten Gelände des Walzwerk-Neuwerks, auf dem sich einige kleinere Firmen ansiedelten. Zu Finow gehört ebenfalls die Messingwerksiedlung, die von dem Industriellen Gustav Hirsch für seine Arbeiter errichtet wurde, sowie jenseits des Oder-Havel-Kanals die Clara-Zetkin-Siedlung, die fast ausschließlich aus Eigenheimen besteht.
Die Dörfer Sommerfelde (östlich von Eberswalde), Tornow (östlich von Sommerfelde) und Spechthausen (südlich von Eberswalde) gehören seit 1993 und 2006 ebenfalls zur Stadt.

## Geschichte

### Herkunft und Entwicklung des Stadtnamens

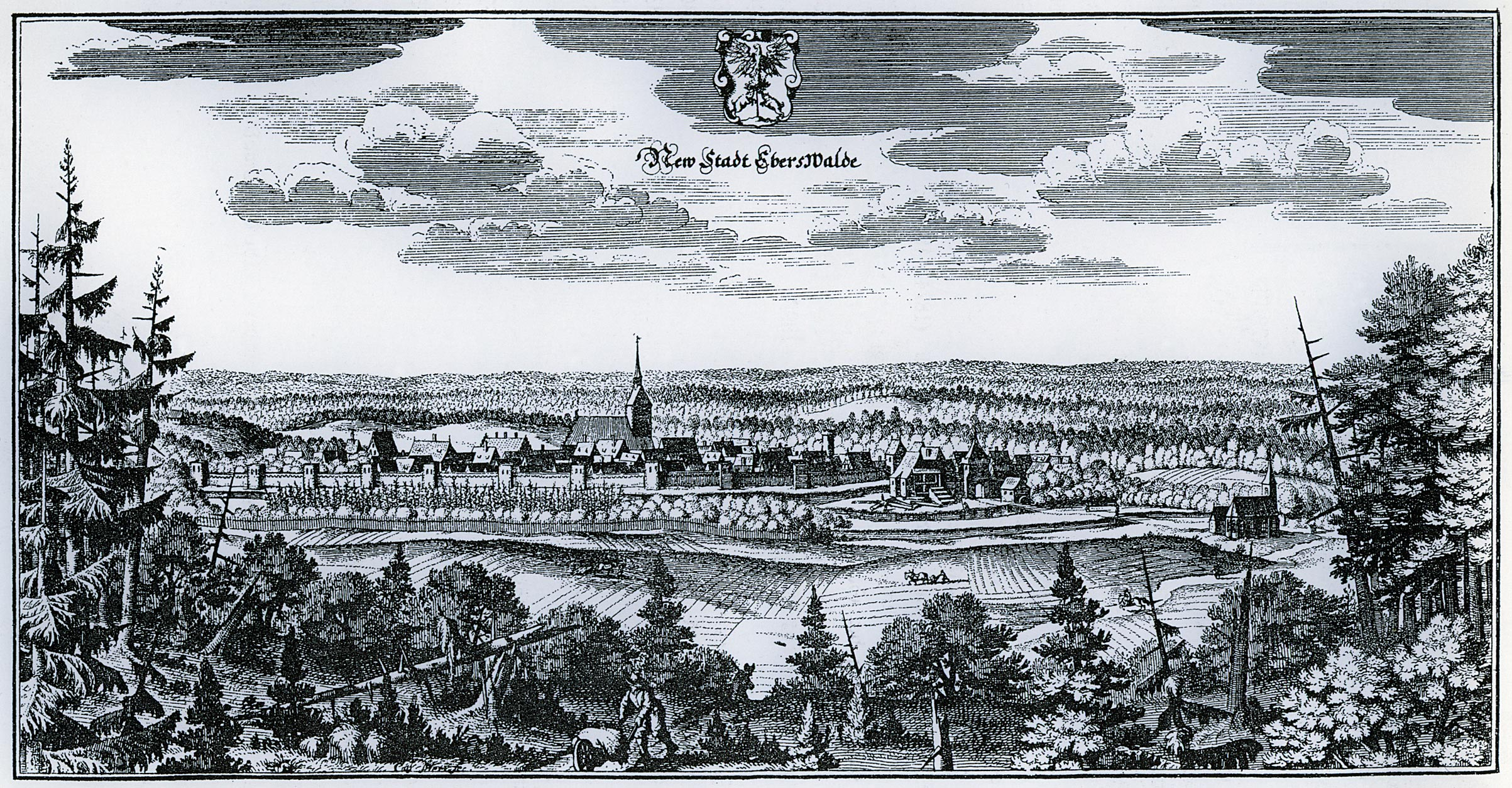
Ältestes bekanntes Bild der Stadt Eberswalde, um 1625 (nach Merian)

Karte von Eberswalde, um 1750

Der Name Eberswalde geht auf das männliche Wildschwein zurück, das auch das Wappentier ist. Die wald- und wildschweinreiche Umgebung, insbesondere die Schorfheide nordwestlich der Stadt, wirkten hier namensgebend. Der Ortsname bedeutet genau Waldsiedlung eines Ever (Kurzform von Vollnamen wie Everhard, Everger und anderen, zu mittelniederdeutsch ever, = Eber).
Die erste urkundliche Erwähnung von eversvolde stammte aus dem Jahr 1276. Während des gesamten 14. und 15. Jahrhunderts wurden vor Ort häufig Urkunden der Markgrafen von Brandenburg ausgestellt. In allen Dokumenten ab 1294 fand sich nur der Eigenname Everswolde. Die für Kaiser Karl IV. angefertigte Beschreibung der Mark Brandenburg von 1373 sprach ganz ähnlich von civitas Everswalde. Im nicht vor 1376 niedergeschriebenen Landbuch Kaiser Karls IV. tauchte erstmals die Doppelbezeichnung Eberswalde vel Nova civitas – Eberswalde oder Neustadt auf. Warum es zu dieser Namenswahl kam, blieb ungeklärt. Die Formulierung fand ab 1378 in markgräflichen Urkunden Verwendung. Für die nächsten Jahrhunderte sollte es bei Neustadt Eberswalde bleiben.

### Ur- und Vorgeschichte
Bereits in ur- und vorgeschichtlicher Zeit besaß die hiesige Furt durch die Finow eine große Bedeutung und Anziehungskraft. Die ältesten archäologischen Funde stammten aus der Jüngeren Altsteinzeit und der Jungsteinzeit. Während der Bronzezeit waren das Finowtal und seine unmittelbare Umgebung dichter besiedelt. Der in dieser Epoche angefertigte Eberswalder Goldschatz (9. Jahrhundert v. Chr.) erlangte überregionale Bekanntheit und zählt zu den bedeutendsten seiner Art in Mitteleuropa. Etwa ab 600 begann die Einwanderung der Slawen. Westlich der Hospitalkapelle St. Georg soll sich ein befestigter Wohnplatz der Elbslawen befunden haben. Nachgewiesen wurde ein Slawischer Burgwall nördlich des Nachbarorts Finowfurt.

### Anfänge der deutschen Ortschaft

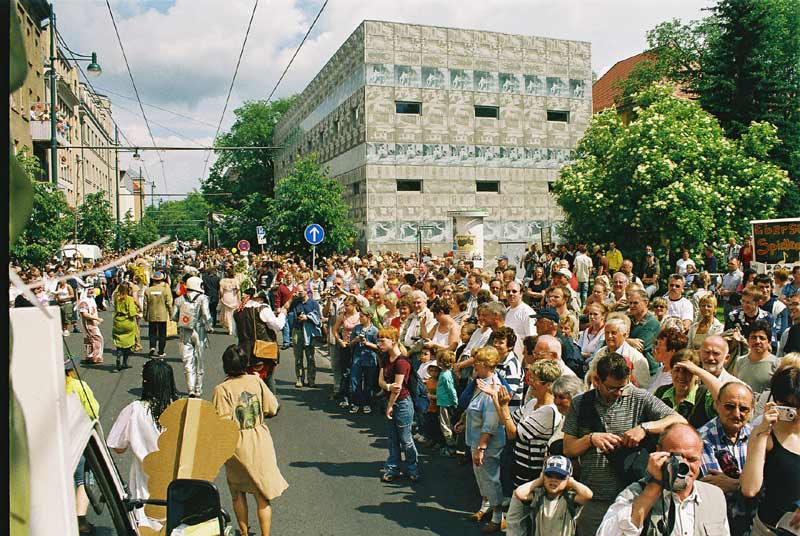
Während der 750-Jahrfeier der Stadt Eberswalde: Blick auf die Bibliothek der FH

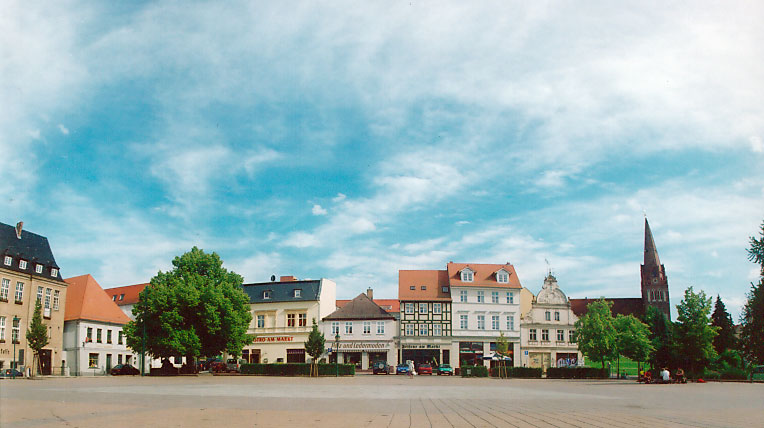
Marktplatz Eberswalde mit Maria-Magdalenen-Kirche

Johann Albrecht Beling berichtete in seiner Eberswalder Chronik aus dem Jahre 1769 von je einem Dorf südlich und nördlich der Eberswalder Furt. Beide wurden im Zuge der Deutschen Ostsiedlung vermutlich Ende des 12. Jahrhunderts gegründet. Die Böden der hiesigen Feldflur waren nicht besonders fruchtbar, sie lieferten nur geringe Erträge. Von Anfang an mussten die Einwohner mit Handel und Gewerbe ihr Einkommen bestreiten. Aus dem südlichen Dorf Eberswalde entwickelte sich schnell eine Marktsiedlung. Die genaue Lage von Jakobsdorf konnte nicht abschließend geklärt werden. Alle seine Hufen befanden sich aber nachweislich nördlich der Finow, entlang des Rosengrunds und der Oderberger Straße.
Im Jahr 1212 schloss Albrecht II., Markgraf von Brandenburg ein militärisches Bündnis mit dem gebannten Kaiser Otto IV. Zum einen ging es dem Askanier um die Abwehr der in die Germania Slavica vordringenden Dänen, zum anderen um die territoriale Erweiterung der Markgrafschaft Brandenburg. Vermutlich unternahm Albrecht bereits 1213 einen Feldzug nach Pommern. Wohl um diese Ereignisse herum wurde die unweit nördlich der Finow verlaufende Grenze zur pommerschen Uckermark befestigt. Dabei entstand mutmaßlich auch die weiter östlich, am Ausgang des Finowtals gelegene Burg Oderberg. Südlich der Eberswalder Furt wurde auf einem Sporn des Barnimplateaus (heute Schloss- oder Hausberg) eine Feste errichtet. Diese Ebersburg wurde zur zweiten Keimzelle der mittelalterlichen Stadt. Am Fuß des Schlossbergs entwickelte sich das Suburbium Ebersberg.
Die Ernennung des Dorfs zum Oppidum Eberswalde soll anno 1254 durch Johann I., Markgraf von Brandenburg erfolgt sein, was zur 750-Jahr-Feier im Jahr 2004 führte. Eine urkundliche Bestätigung dafür wurde bisher nicht gefunden. Entgegen früheren Annahmen wuchsen die beiden südlichen Siedlungen nicht mit dem jenseits der Finow gelegenen Jakobsdorf baulich zusammen. Die erste Erwähnung für die Ebersburg stammte von 1261, die der Ortschaft eversvolde aus einer von Albrecht III. unterzeichneten Urkunde vom 23. April 1276.

### Erhebung zur Stadt und weitere Entwicklung

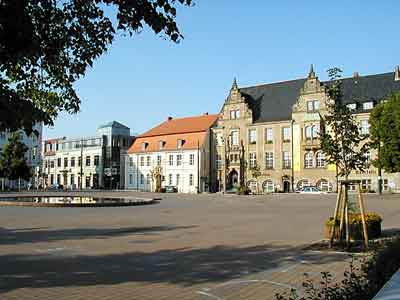
Marktplatz, Blick zum Rathaus

Der Einheit aus Marktflecken und Burgsiedlung wurde schließlich das Stadtrecht verliehen. Wann genau, wurde nicht überliefert. Mit Hilfe zweier Informationen ließ sich der Zeitraum auf um 1275 eingrenzen. Zum einen die oben aufgeführte Ersterwähnung von 1276, zum anderen die Ausgrabungen in der Töpferstraße. Letztere ergaben eine erste Ausbauphase des eher randseitigen Quartiers um 1283. Der Grundriss der Stadt lässt noch heute die nach einheitlichem Plan angelegte Gitterform gut erkennen. Breite Straße sowie der Straßenzug aus Zum Untertor, Mühlenstraße und Kirchgasse (heute An der Friedensbrücke und Erich-Schuppan-Straße) nahmen den Fernverkehr auf. Westlich der beiden Hauptachsen bildete die Hinterstraße (heute Kirchstraße) eine dritte Nord-Süd-Verbindung. In Querrichtung gliederten sechs, annähernd parallele Nebenstraßen das Gebiet. Im Zentrum lag zwischen beiden Hauptstraßen der Marktplatz, darauf ein vermutlich massiv ausgeführtes Rathaus. Den höchsten Punkt der Altstadt, südlich des Markts beanspruchte der ebenfalls rechteckige Kirchplatz. Der Bau der Stadtkirche St. Maria Magdalena begann wahrscheinlich nach 1280. Eine Anfang des 14. Jahrhunderts errichtete Stadtmauer mit 34 Wiekhäusern sowie vorgelagerten doppelten Wällen und Gräben umgab das Areal. Vier Tore ermöglichten das Betreten oder Verlassen. Auf der Innenseite der Mauer verlief ein ringartiger Straßenzug. Bald nach der Erhebung zur Stadt gaben die Jakobsdorfer ihren Wohnplatz auf und übersiedelten nach Eberswalde.
Die erste Urkunde, in der Eberswalde genannt ist, stammt von 1294. Sie betrifft eine Schenkung des Markgrafen Albrecht für einen Altar in der dortigen Pfarrkirche. Die Grenzbriefurkunde vom 24. August 1300 bezeichnete Eberswalde erstmals als Stadt (civitas). Laut dem Dokument war sie zu diesem Zeitpunkt in allen wesentlichen Elementen ausgebildet. Außerdem führte es die städtischen Gemarkungsgrenzen und Privilegien sowie eine seit alters her bestehende Zoll-Stätte zu Land und zu Wasser auf. Der Landesherr gewährte anno 1306 Eberswalde die Zollfreiheit in der gesamten Mark Brandenburg, zudem durfte sie nun selbst Zölle erheben. Der 1307 den umliegenden Dörfern (Karutz, Gersdorf, Sommerfelde) auferlegte Mahlzwang stellte eine weitere Einnahmequelle dar. Im Jahr 1317 kam mit der Verlegung der Handelsstraße Frankfurt–Stettin über Eberswalde der Straßen- und Stapelzwang hinzu. In den folgenden Jahrzehnten kaufte der Rat den Markgrafen weitere Rechte und Grundstücke ab, so 1326 das Untergericht sowie den Marktplatz und das Rathaus, 1350 die Holzgerechtsame, 1353 die Mühle und schließlich 1431 das Obergericht, zunächst wiederkäuflich, dann 1543 erblich.
Eine dominierende Rolle unter den Zünften und Gilden spielten die Bäcker, Gewandschneider, Knochenhauer und Schuster, die als Viergewerke bezeichnet wurden. Diese Vorrangstellung zeigt sich u. a. im besonderen Mitspracherecht bei der Wahl des Bürgermeisters und der Ratsherrn. Zu den wichtigsten Erwerbszweigen gehörte das Bierbrauen. Mit ungefähr 70 Grundstücken verbanden sich Braugerechtsamen. Für die umliegenden Dörfer bestand ein Abnahmezwang. Weitere Einnahmen wurden aus der Viehzucht, der Fischerei und dem Holzverkauf gezogen. Zu Lasten von Niederfinow und Oderberg entwickelte sich Eberswalde ab 1317 zum wirtschaftlichen Zentrum des Oberbarnims. Mit rund 1.200 Einwohnern zählte sie aber zu den kleineren Städten der Mittelmark.
Die Stadtkirche Eberswalde unterstand anfangs als Tochterkirche der Pfarrkirche in Heegermühle. In Umkehrung der Verhältnisse wurde sie 1317 deren Mutterkirche. Im Laufe des 14. Jahrhunderts ließen sich in der Ortschaft Mönche verschiedener Bettelorden und Bruderschaften nieder. Die Urkunden sprachen von Franziskanern aus Angermünde, Dominikanern aus Strausberg und Augustiner-Eremiten aus Königsberg. Die Stadt wies ihnen Hausstätten auf dem Gelände des heutigen Pfarr- und Gemeindehauses (Kirchstraße) zu, aber vor allem im Kalandshof (am Westende der heutigen Ratzeburgstraße, Erstnennung 1339). Das Heilig-Geist-Hospital (Ecke Steinstraße/An der Friedensbrücke, Erstnennung 1322) kümmerte sich um die Kranken, Siechen und Durchreisenden. Nach Errichtung der Stadtbefestigung übernahmen um Mitte des 14. Jahrhunderts zwei neu erbaute Hospitäler diese Aufgaben, an der südlichen Ausfallstraße das St.-Gertrud und an der nördlichen das St.-Georg (Leprosorium, Ersterwähnung 1359, um 1620 verfallen). Um dieselbe Zeit wurde das Heilig-Geist-Hospital inklusive seiner Ländereien an den Stadtrat verschenkt.
Das Landbuch Kaiser Karls IV. von 1375 vermerkte mehrere Rechtsverhältnisse zu Eberswalde. Stadtherr war der Markgraf von Brandenburg. Ihm standen die Urbede (30 Barrenmark Silber im Wert von 34 Schock an Böhmischen Groschen), Einnahmen aus dem Obergericht, das Kirchenpatronat (die Vergabe von Ludwig I. ans Kloster Zehdenick wurde nicht vollzogen und von Papst Urban V. widerrufen) und die Zollabgabe (einschließlich der angegliederten Zollstätte Niederfinow [Vino] 80 Schock Böhmische Groschen) zu. Der Nebenabschnitt Burgen-Anordnung von 1377 wies der Ebersburg (Nyerstad) Einkünfte über 100 Schock Böhmische Groschen zu. Im 15. Jahrhundert begann der Verfall der Anlage.
Die Brandkatastrophe von 1499, durch Unvorsichtigkeit beim Malzdörren ausgelöst, zerstörte die Stadt bis auf ihre steinernen Gebäude – das Rathaus, zwei Kurfürstenhäuser und die Kirche – völlig und warf sie in ihrer Entwicklung weit zurück. Der Wiederaufbau, aber auch die neue Stadtverfassung des Kurfürsten Joachim I. von 1515 führten zu einem neuen Aufschwung. So wurde die Stadt durch Aufkommen des metallverarbeitenden Handwerks zum frühesten Industrieort der Mark Brandenburg. Im Jahr 1532 gab es zwei Kupferhämmer, die 1603 an die Finow verlegt wurden. Am Kienwerder entstanden Eisen-, Blech-, Drahthämmer und Messerschmieden, außerdem wurden eine Papierfabrik, Tuchmachereien und Ziegeleien errichtet, besonders am Finowkanal, der 1620 nach 15-jähriger Bauzeit mit elf Schleusen in Betrieb genommen worden ist.

### Dreißigjähriger Krieg
Im Dreißigjährigen Krieg erlitt Eberswalde Zerstörungen und Verwüstungen. Neben den Lasten häufiger Einquartierungen und hohen Kontributionen mussten die Eberswalder Tribut an Herrscher und Heerführer entrichten. So kampierte am 20. Juni 1628 Feldmarschall Wallenstein in der Stadt, und vom 18. zum 19. Dezember 1632 ist der in der Schlacht von Lützen gefallene schwedische König Gustav Adolf in der Stadtkirche Maria Magdalena aufgebahrt worden. Unter großem Aufgebot an Geld und Naturalien musste der jeweils riesige Tross der Begleiter von den Bürgern versorgt werden. Eberswalde erholte sich von den Auswirkungen des Krieges nur langsam.
1643, gegen Ende des Dreißigjährigen Krieges, gab es in Eberswalde noch 33 Häuser (vorher 216) und 168 Einwohner, davon 28 Bürger (Personen mit Bürgerrecht) und 140 Inwohner (Personen ohne Bürgerrecht). 1722 waren es wieder 1205 Einwohner, so viel wie vor dem Krieg. Der Finowkanal war zerstört.

### Einwanderung und Wirtschaftsaufschwung
Im Jahr 1693 wurde eine reformierte Gemeinde aus 22 Schweizer Familien angesiedelt. Auf Kosten des Kurfürsten wurde für sie eine eigene Straße erbaut und Schweizer Straße genannt. Zwischen 1743 und 1755 wanderten 120 Scheren- und Messerschmiede, Schlosser und Feilenhauer aus Thüringen und dem Rheinland mit ihren Familien ein. Der wieder einsetzende wirtschaftliche Aufschwung führte zwischen 1743 und 1746 zum erneuten Ausbau des Finowkanals, der sowohl als Verkehrsweg wie auch als Energiequelle große Bedeutung für die Stadt und die Industrie gewann. Mit dem Kanal entstand ein Wasser- und Schifffahrtsamt. Auf dem Kupferhammer der Stadt ist der Kessel für die erste 1785 in Deutschland in Betrieb genommene Dampfmaschine hergestellt worden.

### Eberswalde als Luftkurort

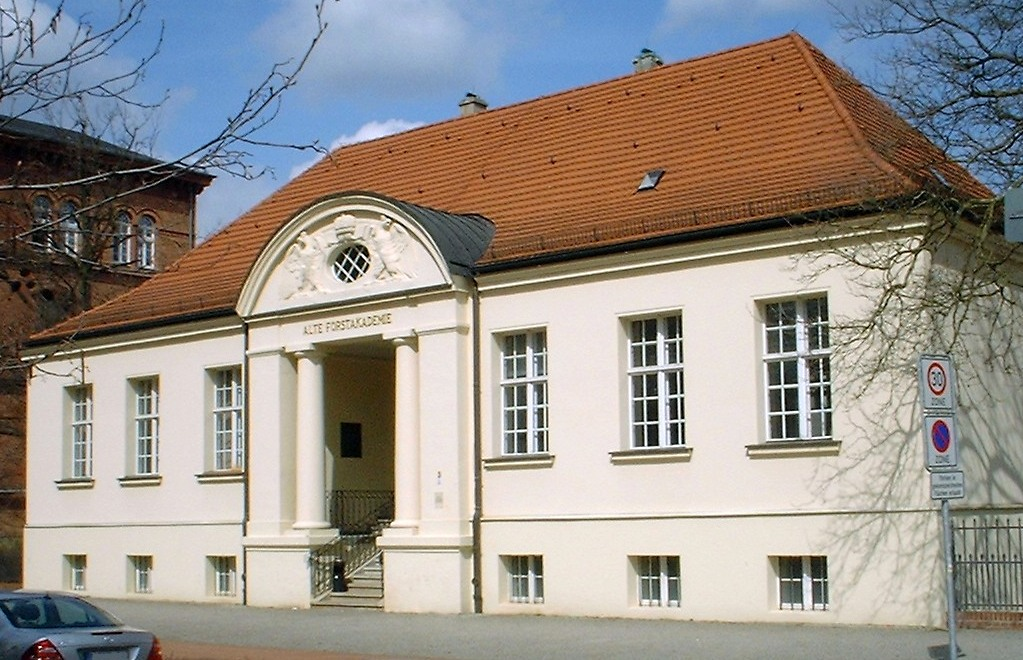
Alte Forstakademie

Neben der Entwicklung Eberswaldes als Industriestandort bildete sich der Ruf der Stadt als Bade- und Luftkurort sowie als Waldstadt heraus. Ab 1750 wurde ein Gesundbrunnen betrieben. Es gab zahlreiche Versuche, die eisenhaltigen Quellen für einen Kur- und Bäderbetrieb zu nutzen. Dem Profil eines Kur- und Erholungsortes diente auch ab 1795 die Schaffung von Promenaden und Schmuckanlagen. 1898 wurde der Badebetrieb wegen Unrentabilität eingestellt, und Eberswalde verlor seinen Ruf als Badestadt. Luftkurort jedoch blieb die Stadt auch weiter.
Am 1. Mai 1830 ist auf Grund der ausgedehnten Wälder der Umgebung die Forstakademie von Berlin nach Eberswalde verlegt worden. Der praxisbezogene Unterricht in den forstlichen Lehrrevieren und die wissenschaftlichen Leistungen der hier wirkenden Forstwissenschaftler begründeten Eberswaldes Ruf als Waldstadt.

### Industriezeitalter

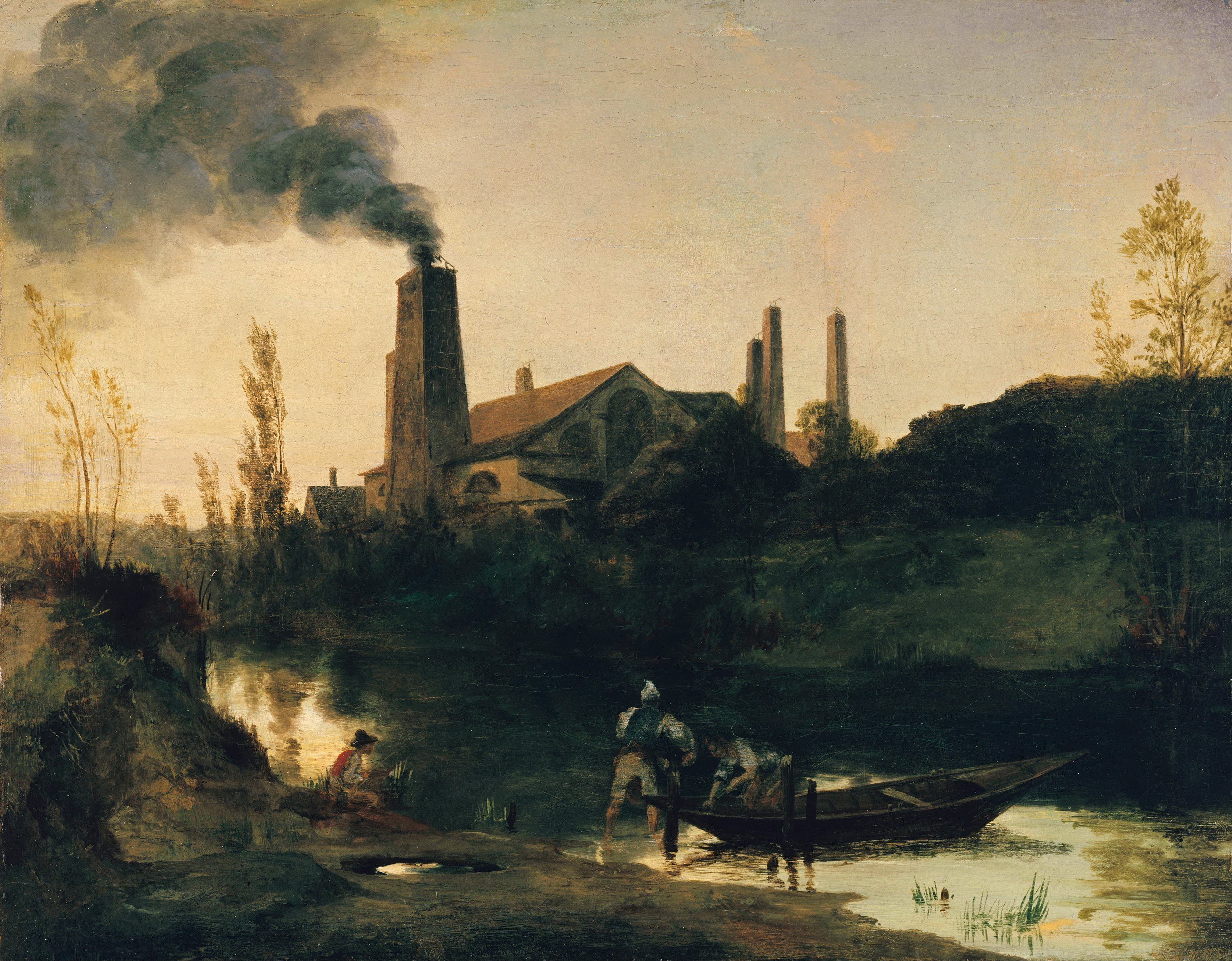
Walzwerk Neustadt-Eberswalde, Blick vom Stichkanal, den späteren Sinterausläufen, auf das Altwerk, Carl Blechen, um 1830

Die industrielle Entwicklung ab Mitte des 19. Jahrhunderts fand ihren Niederschlag in der Gründung zahlreicher Fabriken (1851 Landmaschinenfabrik, 1852 Dachpappen- und Asphaltwerke Büsscher & Hoffmann, 1858 Seidenwarenfabrik, 1869 Hufnagelfabrik, 1883 und 1893 Eisengießereien, 1902 Ardeltwerke, heute Kranbau Eberswalde). Am 23. November 1877 fand die Inbetriebnahme des ersten Fernsprechapparates in Deutschland zwischen Eberswalde und der Postagentur Schöpfurth, dem heutigen Finowfurt, statt. Mit steigenden Zahl der Einwohner stieg auch der Bedarf an Postdienstleistungen, wodurch es 1891 bis 1892 zum Bau des Postamtes kam.
Mit der sich beschleunigenden Industrialisierung wurde die Stadt zu einem Eisenbahnknotenpunkt ausgebaut. Am 30. Juli 1842 ist die Bahnverbindung nach Berlin und am 15. August 1843 nach Stettin fertiggestellt worden, 1866 nach Bad Freienwalde (Oder) und Frankfurt (Oder), 1898 nach Templin sowie 1907 nach Schöpfurth (Eberswalde-Finowfurter Eisenbahn). Am 7. Januar 1878 wurde die Reparaturwerkstatt der Berlin-Stettiner Eisenbahn eröffnet. Später wandelte sie sich zum Reichsbahnausbesserungswerk. Die Deutsche Eisenbahn Service AG betreibt es heute als Reparaturwerkstatt. Außerdem entstand die Eisenbahnbrücke in der Nähe des Bahnhofes, die am 27. Juni 1910 polizeilich abgenommen wurde.
Parallel dazu wurde das Straßennetz ausgebaut (1843 nach Bad Freienwalde, 1848 nach Oderberg, 1860 nach Joachimsthal, 1873 nach Schöpfurth). Am 1. September 1910 eröffnete die städtische Straßenbahn Eberswalde. Sie verkehrte bis 2. November 1940. Einen Tag später nahm der elektrische Oberleitungsbus seinen Betrieb in Eberswalde auf.
Am 30. Mai 1877 erfolgte die offizielle Umbenennung in Eberswalde. Von 1970 bis 1993 war mit Eberswalde-Finow erneut ein Doppelname in Gebrauch.

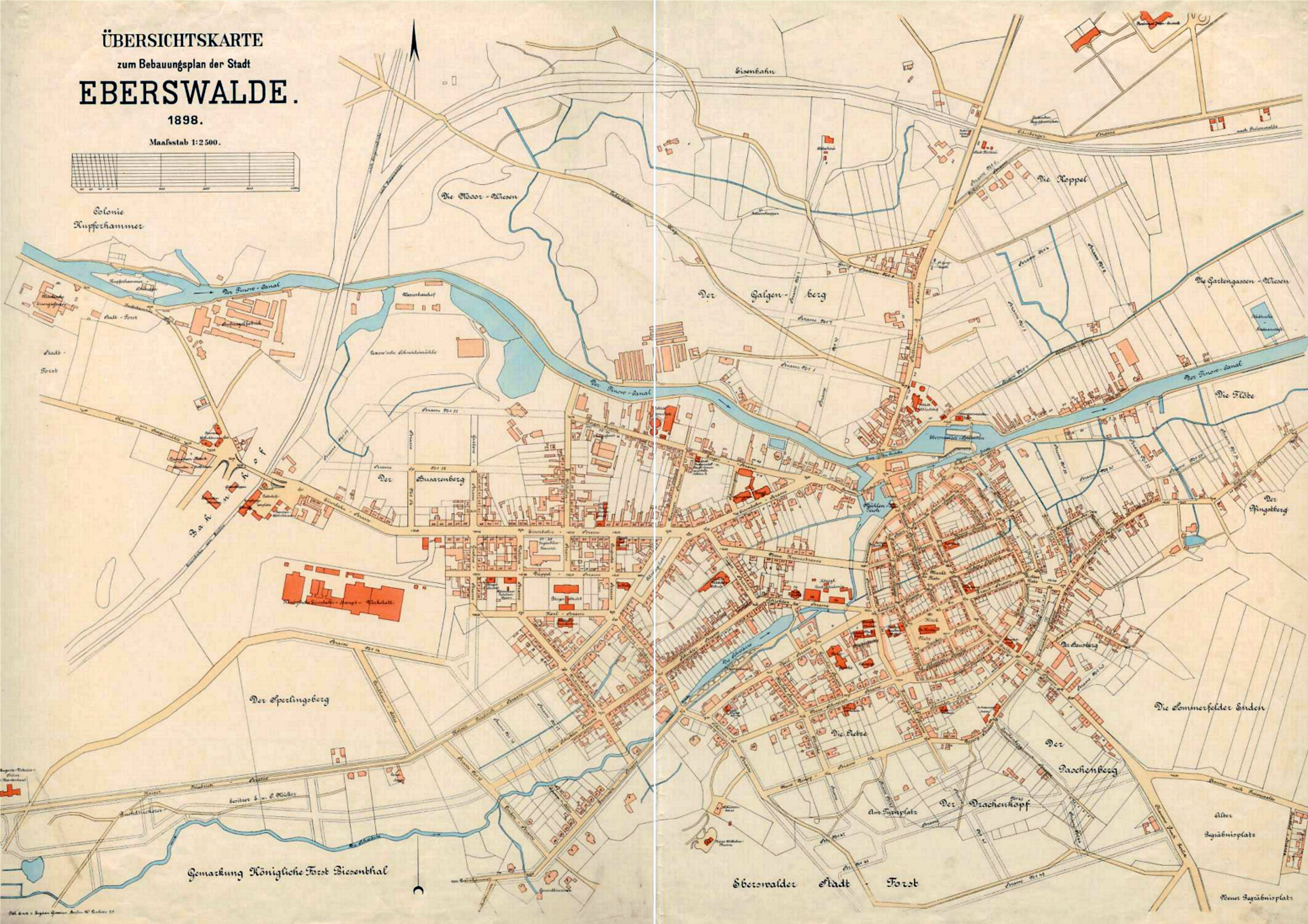
Übersichtskarte zum Bebauungsplan der Stadt Eberswalde, 1898

Als der Finowkanal trotz dauernder Ausbesserungen und Veränderungen dem Verkehrsaufkommen, der Schiffstechnik und dem Energiebedarf nicht mehr gewachsen war, wurde der neue Oder-Havel-Kanal geschaffen und 1914 eingeweiht.
Ausgebaute Verkehrsstraßen und die seit Mitte des 19. Jahrhunderts angesiedelten Fabriken bewirkten eine explosionsartige städtische Entwicklung. Hatte Eberswalde 1831 noch 4.388 Einwohner, so ergab eine Volkszählung im Jahre 1910 eine Einwohnerzahl von 26.075. Damit schied Eberswalde am 1. April 1911 aus dem Verband des Kreises Oberbarnim aus und bildete einen eigenen Stadtkreis.
Im Zuge der Novemberrevolution von 1918 kam es zu Streiks, Demonstrationen und schließlich zur Bildung eines Arbeiter- und Soldatenrates.
Während des Kapp-Putsches im März 1920 beteiligte sich die Arbeiterschaft im Finowtal nahezu vollständig am Generalstreik zur Abwehr des Putsches. In Eberswalde übernahm ein Aktionsausschuss der vereinigten Arbeiterparteien die Kontrolle. Eine Arbeiterwehr mit rund 2000 Bewaffneten wurde gebildet, um die öffentliche Ordnung aufrechtzuerhalten. Am Bahnhof Eberswalde kam es am 16. März 1920 zu bewaffneten Auseinandersetzungen zwischen der Besatzung eines Panzerzuges und Eberswalder Arbeitern. Auch in der Umgebung von Eberswalde kam es zu Kämpfen zwischen bewaffneten Arbeitern und Militär.

Adlerapotheke im Jahr 1898
Gartengasse an der Stadtmauer ca. 1906 (heute Goethestraße)
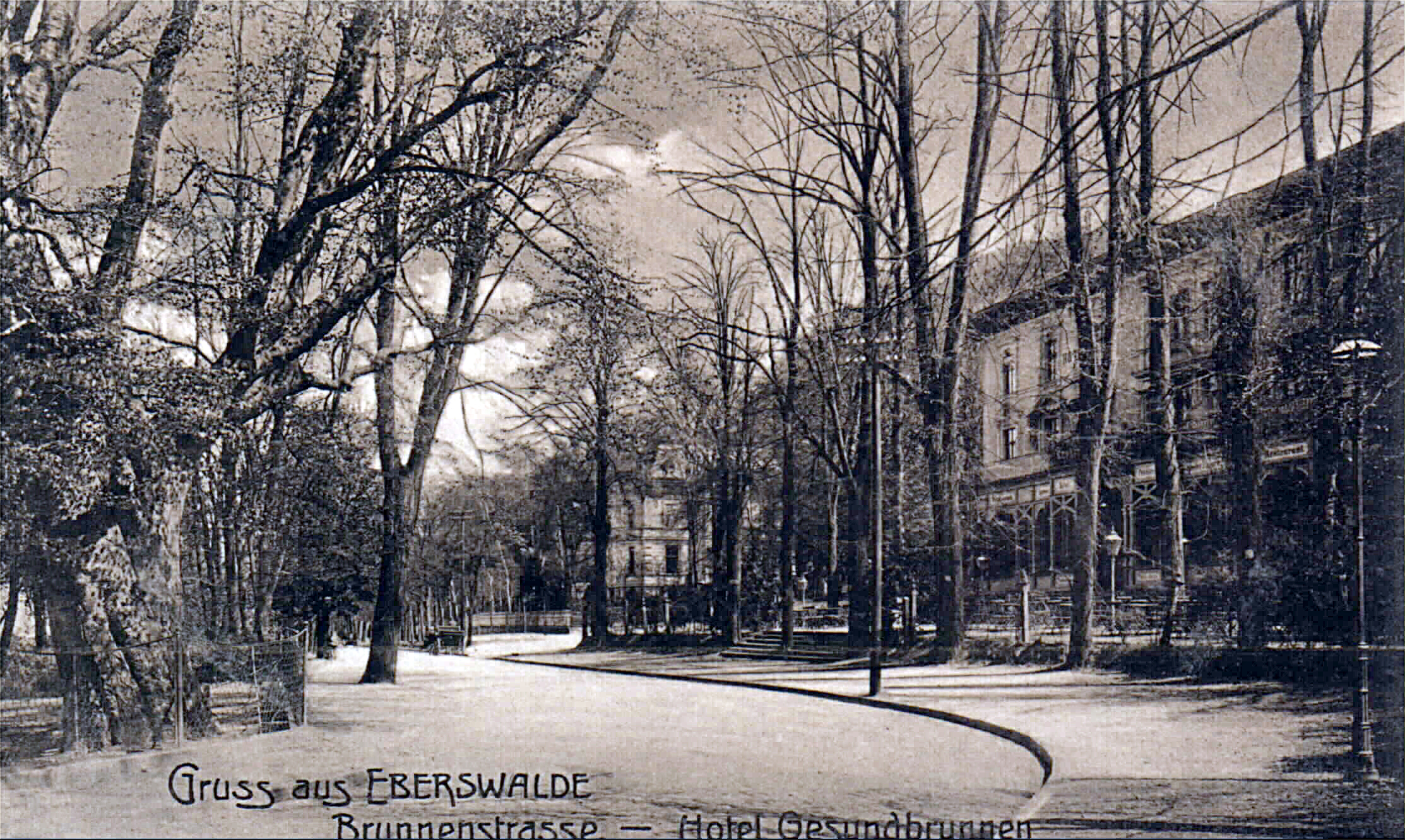
Brunnenstraße mit Hotel Gesundbrunnen (vor 1898)
Auguste-Victoria-Heim (Krankenhaus) vor 1906
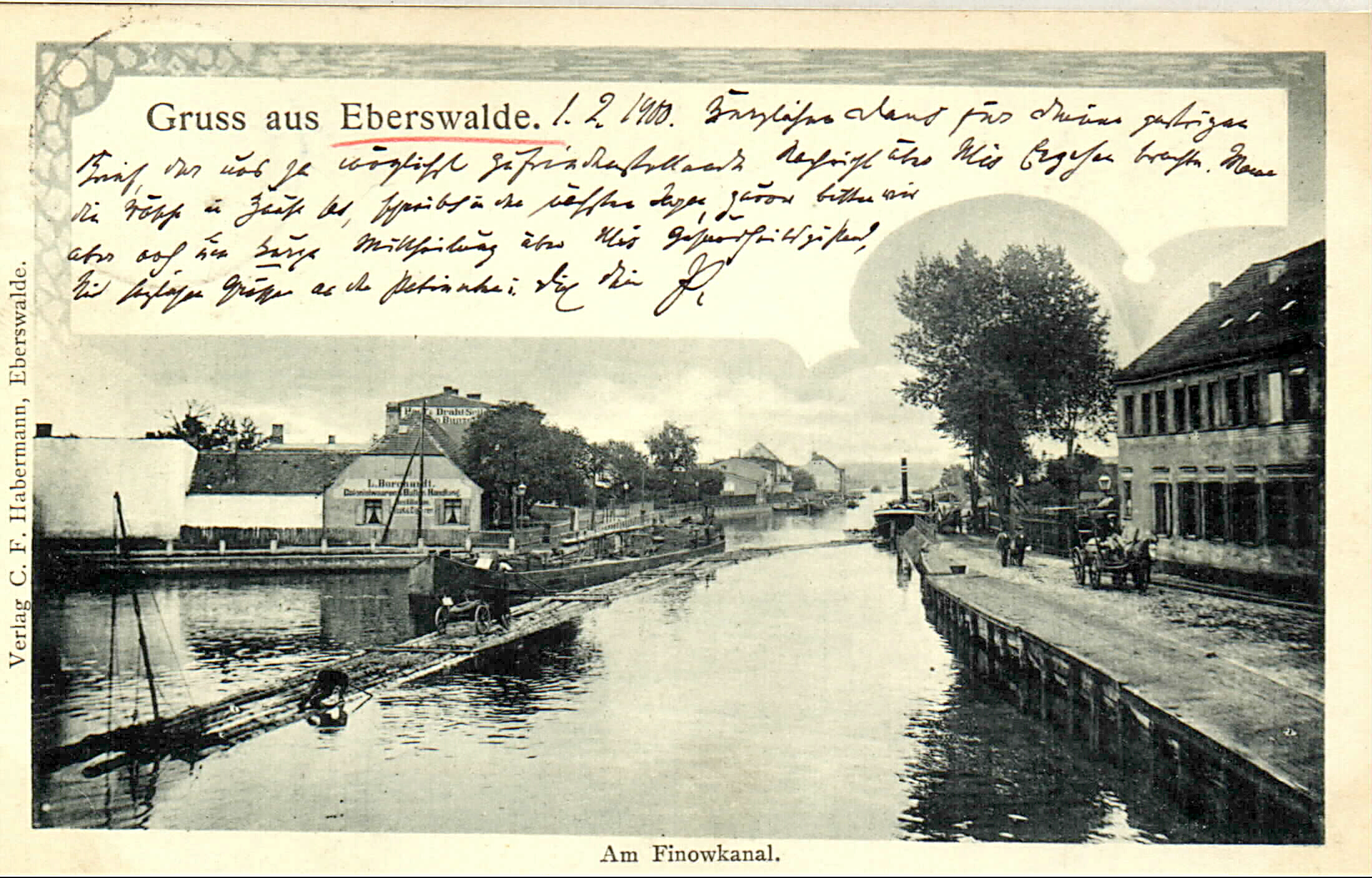
Blick von der Stadtschleuse 1900
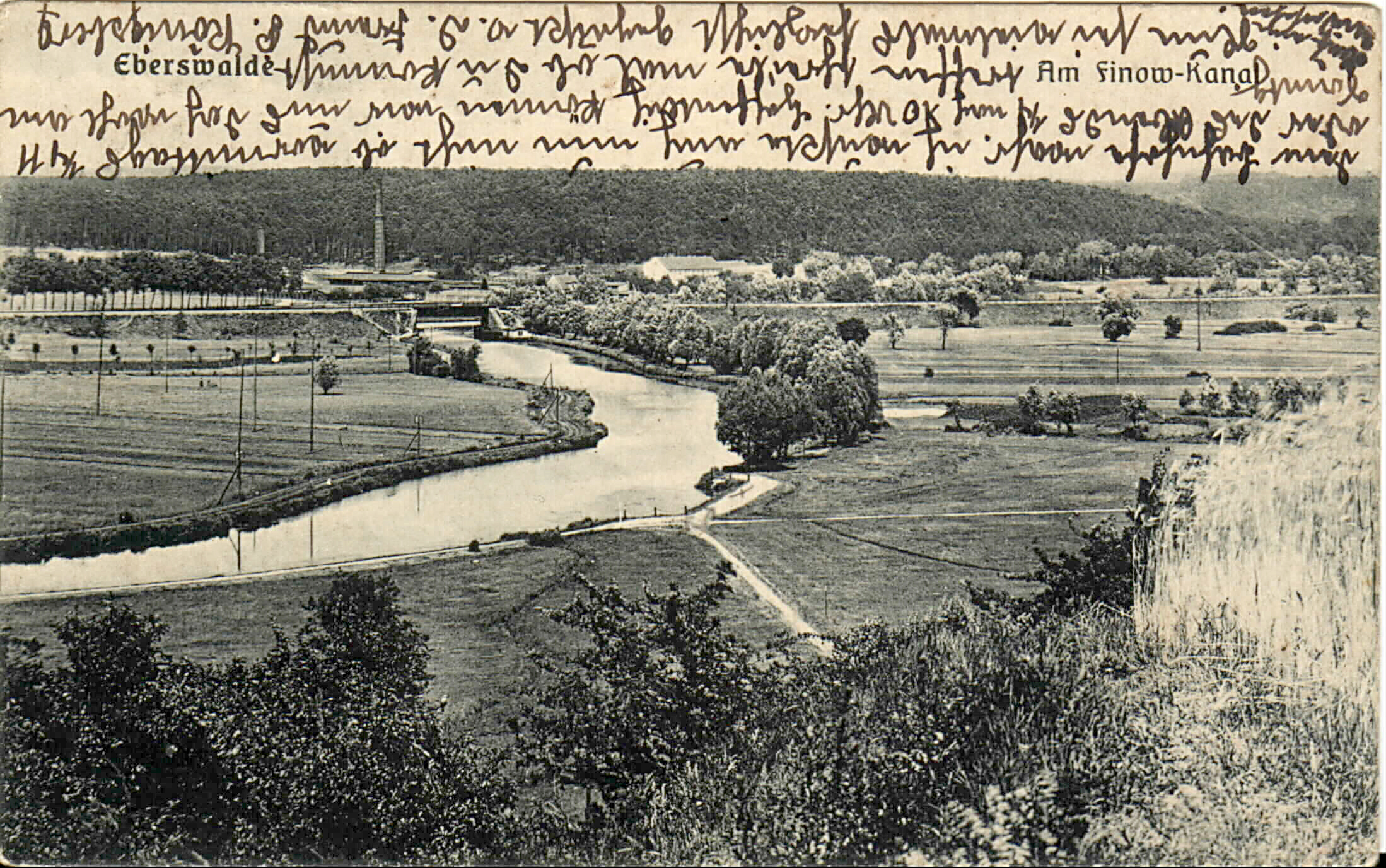
Finowkanal östlich der Stadt um 1906
Alsenplatz (heute Karl-Marx-Platz) vor 1907
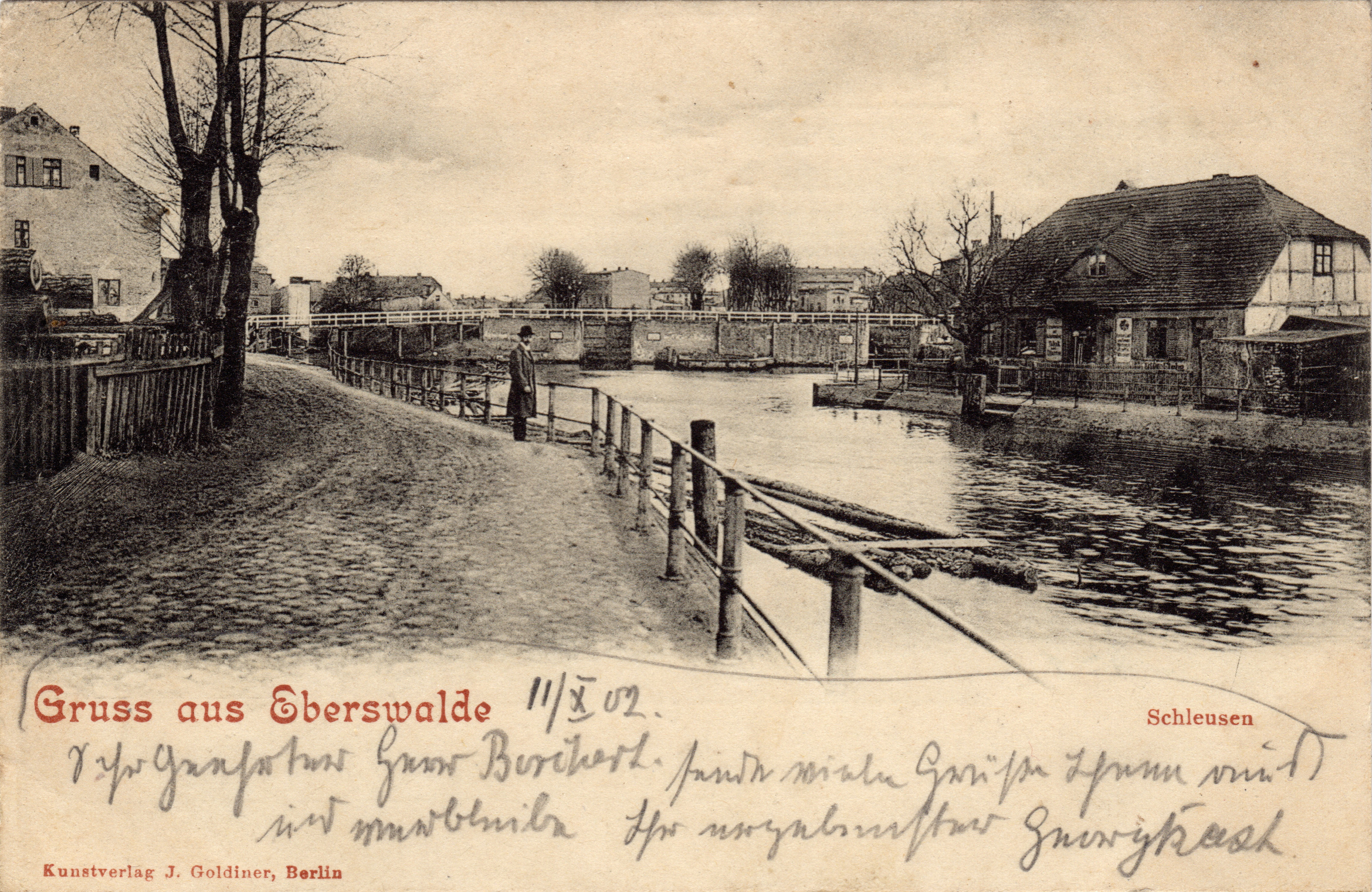
Finowkanal mit Blick zur Stadtschleuse um 1902

### Versuchsfunkstelle Eberswalde

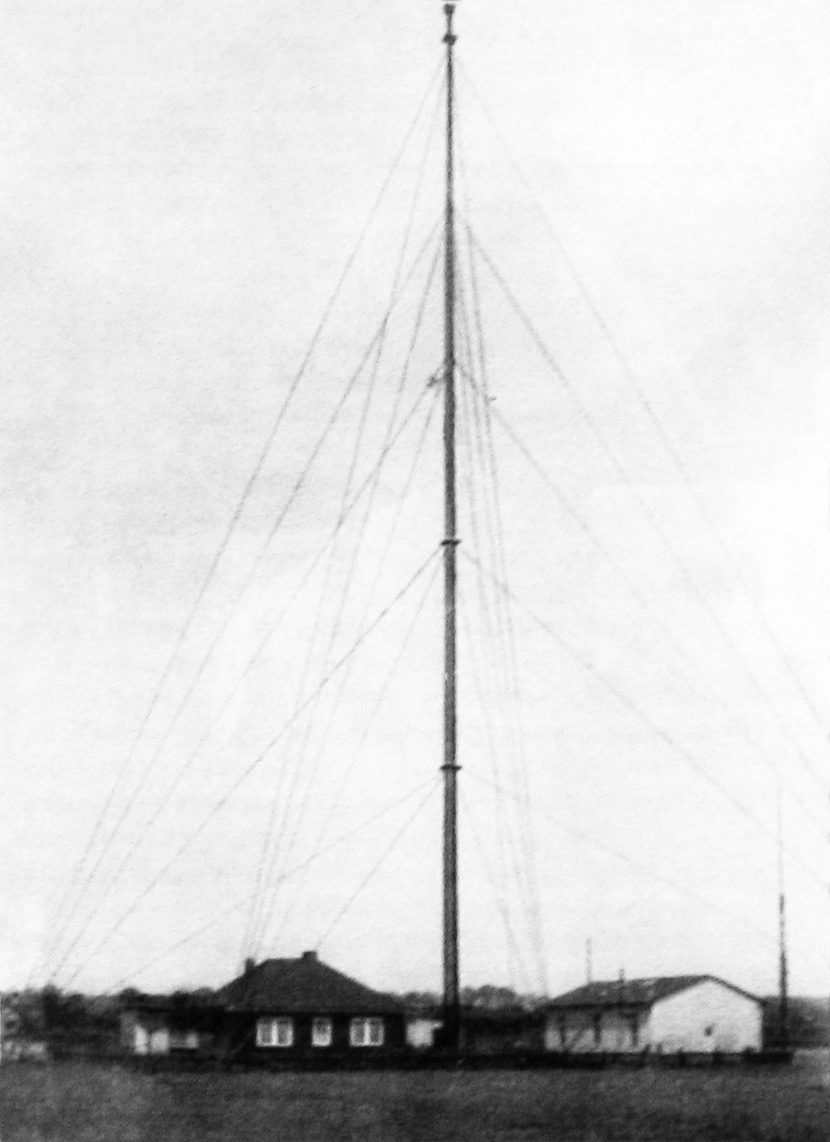
Zeitgenössisches Foto der Versuchsfunkstelle

Die Berliner C. Lorenz AG betrieb von 1909 bis 1939 in der Stadt (hinter der Badeanstalt) ihre Versuchsfunkstelle Eberswalde. Als größter Antennenträger wurde ein eisenarmierter, abgespannter Holzgittermast von 70 Metern Höhe errichtet. Die Funkstelle war anfangs für Telegrafie eingerichtet und führte ab 1919 auch Experimentalsendungen mit Sprachprogrammen (Rundfunk) durch. 1923 fand das erste Original-Rundfunkorchesterkonzert statt und im Oktober desselben Jahres wurde das Festkonzert zur Jahresversammlung des Deutschen Museums in München gesendet. Diese drahtlosen Konzerte waren bahnbrechend und machten die deutsche Rundfunktechnik international bekannt. 1930 ist im Rahmen eines Großversuchs die Technik des Richtfunks erprobt worden. 1939 wurde die Versuchsfunkstelle aufgelöst, die Antennenanlagen demontiert und in den Gebäuden eine Forschungsstelle für die Verwertung von Torf eingerichtet.

### Zeit des Nationalsozialismus
Während der Novemberpogrome 1938 kam es in Eberswalde zu Ausschreitungen gegen die jüdische Bevölkerung, dabei wurde die erst 1932 renovierte Synagoge niedergebrannt (die 1889 an dieser Stelle entstandene Synagoge war am 16. August 1931 durch Blitzschlag zerstört und durch einen Neubau ersetzt worden). Ein Mahnmal (Grundriss der Synagoge) in der Goethestraße erinnert seit 2013 an das Gebäude und die jüdische Gemeinde in Eberswalde.
In den Rüstungsbetrieben der Stadt organisierten die Kommunisten Hans Ammon und Fritz Pehlmann den Widerstand, wurden aber verraten und im August 1941 verhaftet. Ammon wurde erschlagen und Pehlmann ging in den Freitod. Zu DDR-Zeiten hieß der Weidendamm Hans-Ammon-Park. Mit Beginn des Zweiten Weltkrieges 1939 waren in den Betrieben der Städte Eberswalde und Finow zahlreiche Zwangsarbeiter beschäftigt, die in mehreren Arbeitslagern meist in der Nähe der Firmen untergebracht waren. Am 27. August 1943 wurden 205 Juden aus einem Arbeitslager in der Nähe der Märkischen Stahlformwerk GmbH, einer Tochtergesellschaft der Ardelt-Werke (Standort am heutigen Binnenhafen), in das KZ Auschwitz-Birkenau deportiert und in den Gaskammern ermordet. Eine Hachscharastätte gab es ca. 1935 bis 1941 in Polenzwerder, Alte Ziegelei, zur Vorbereitung junger Menschen auf ihre Auswanderung nach Palästina.

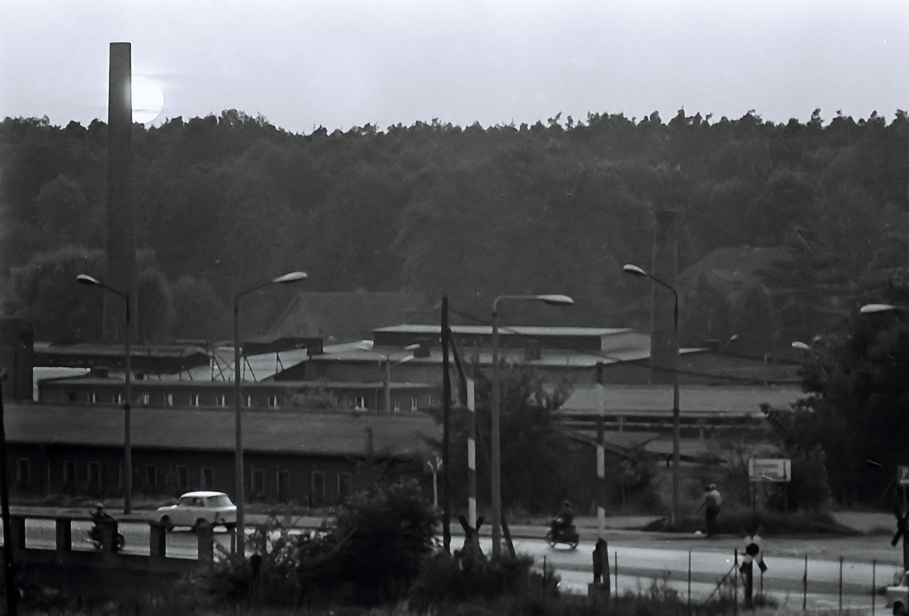
Die Baracken im Jahr 1983; im Hintergrund das Walzwerk-Altwerk, in Resten heute Familiengarten Eberswalde

Am 5. September 1944 entstand ein Außenlager des KZ Ravensbrück (in der Nähe des ehemaligen Bahnhofs Eisenspalterei) für etwa 1000 weibliche Häftlinge verschiedener Nationalität, darunter nur wenige deutsche Frauen. Jüdische Bürger wurden nicht festgehalten. Die Inhaftierten waren ausschließlich politische Häftlinge und mussten in den Ardelt-Werken arbeiten. 1944 waren unter den 7000 Mitarbeitern des größten Unternehmens in Eberswalde 3000 Zwangsarbeiter beschäftigt. Im Stammwerk und in der Märkischen Stahlformwerk GmbH wurden zahlreiche Rüstungsgüter produziert: Panzerabwehrkanonen, Selbstfahrlafetten, Raupenfahrzeuge, Panzerkuppeln für die Küstenartillerie, Getriebe und Kettenglieder für Panzerfahrzeuge, Leichtmetallteile für den Flugzeugbau, Torpedoausstoßrohre, Granatenkörper, Tellerminen, Seeminen, Gehäuse für Fliegerbomben und Pontons für den Bau von Pionierbrücken. Ingenieure der Ardelt-Werke waren auch beim Abschuss der Vergeltungswaffen in Peenemünde beteiligt.
Das KZ-Außenlager in Eisenspalterei wurde wegen des Näherkommens der Roten Armee am 20./21. April 1945 aufgelöst und die Häftlinge nach Ravensbrück zurücktransportiert, wo sie später freikamen. Nach dem Krieg nutzte die Rote Armee das Lager für kurze Zeit als Internierungslager und danach als Versorgungsdepot. Zwei der noch existierenden Baracken stehen heute unter Denkmalschutz.
Am 20. April 1945 gab es in Eberswalde um 19:00 Uhr den ersten Panzeralarm, etwa in dieser Stunde verließ Hermann Göring sein Anwesen Carinhall in der Schorfheide Richtung Obersalzberg. Die SS-Sondereinheit Gruppe Steiner verschanzte sich nördlich der Stadt jenseits des Oder-Havel-Kanals (damals Großschifffahrtsweg) und sprengte alle Brücken in der Nähe der Stadt.
In der Nacht vom 25. auf den 26. April 1945 wurde die Innenstadt von deutschen Flugzeugen mit Brandbomben stark zerstört. Dieser Angriff war strategisch sinnlos, da die sowjetischen Eliteeinheiten Eberswalde im Süden entlang der Bernauer Heerstraße umgingen, um möglichst schnell Berlin zu erreichen. Etwa gleichzeitig wurden mehrere Gebäude der Stadt von der Freischärlerorganisation Werwolf angezündet: der Aussichtsturm, der Wasserfall (Ausflugsgaststätte) und andere. Erst nachfolgende Einheiten der Roten Armee besetzten am 26. April 1945 Eberswalde.

### SBZ und DDR

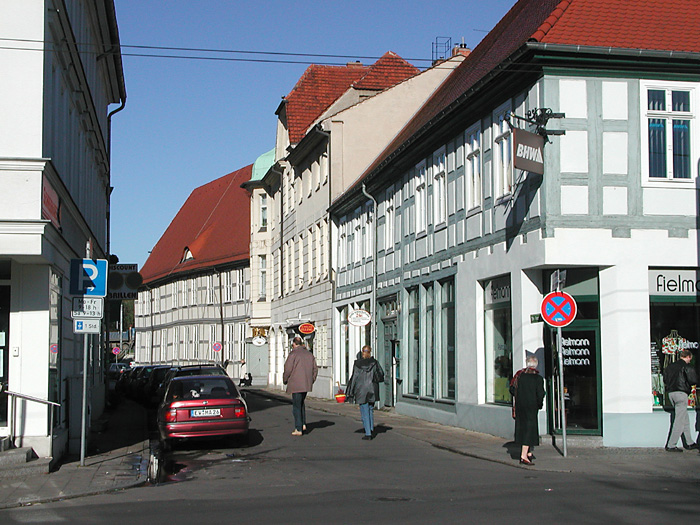
Stadtzentrum, im Hintergrund Adler-Apotheke

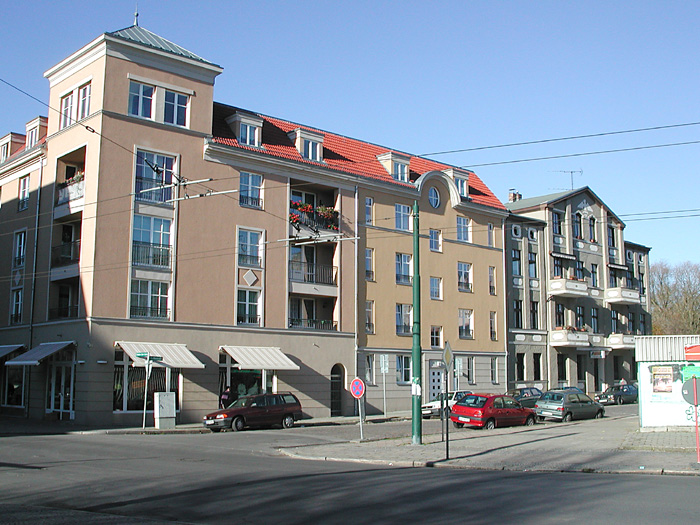
Goethestraße

Im Nachkriegsdeutschland (ab 1948) erfolgten umfangreiche Planungen für einen Neuaufbau der zerstörten Stadtgebiete unter Federführung des Stadtplaners und Architekten Hans Freese. Die Stadt wurde zu einem bedeutenden Industrie- und Agrarstandort, Verkehrsknotenpunkt und kulturellen Zentrum der Region ausgebaut.
1952 wurde Eberswalde auf Grund der Verwaltungsreform in der DDR Kreisstadt des neugebildeten gleichnamigen Kreises Eberswalde. Zwischen 1954 und 1963 hatte das Institut für Forstwirtschaftliche Arbeitslehre der Humboldt-Universität zu Berlin seinen Sitz in den Gebäuden der ehemaligen Versuchsfunkstelle Eberswalde.
Im Jahre 1963 wurde die 1830 eröffnete Forstakademie geschlossen beziehungsweise nach Tharandt bei Dresden verlegt. Am 1. April 1992 wurde die damals unterbrochene Lehre in der neu gegründeten Fachhochschule wieder aufgenommen. Die forstlichen Einrichtungen sind heute wieder ein fester Bestandteil des gesellschaftlichen Lebens in der Stadt.

### Nach der Wende

Gedenktafel, die an den Tod Amadeu Antonios erinnert

In der Nacht vom 24. auf den 25. November 1990 wurde Amadeu Antonio, ein aus Angola stammender Vertragsarbeiter, in Eberswalde von etwa 50 Neonazis brutal zusammengeschlagen. Der 28-jährige erwachte nicht mehr aus dem Koma und erlag zwei Wochen später den Folgen seiner schweren Verletzungen. Während der Tat hielten sich 20 voll ausgerüstete Polizisten in der Nähe auf, ohne einzugreifen. Drei bewaffnete Zivilpolizisten, die der Gruppe gefolgt waren, griffen ebenfalls nicht in das Geschehen ein. Einer der Polizisten sagte aus, er habe seine beiden Kollegen zurückgerufen, da er „verhindern wollte, daß diese mit der Gruppe in Konflikt geraten.“ Fünf der jugendlichen Täter wurden im September 1992 vom Bezirksgericht Frankfurt/Oder zu maximal vierjährigen Haftstrafen verurteilt, einige zu Bewährungsstrafen. Antonios Partnerin und Sohn waren in Eberswalde weiteren Anfeindungen ausgesetzt. So wurde unter anderem der Kinderwagen mit Hakenkreuzen beschmiert und später zerstört. Der Afrikanische Kulturverein PALANCA e. V. engagiert sich für Kulturaustausch und versucht, durch schulische Projekttage den Kontinent Afrika durch Tanz, Essen und Exkursionen der Bevölkerung näher zu bringen, aber auch den Mord an Amadeu Antonio in Erinnerung zu halten.
1993 ist der Landkreis Barnim mit Eberswalde als Kreisstadt gebildet worden. 1994 verließen die russischen Streitkräfte die Stadt. Am 10. April 2000 wurde der Binnenhafen eingeweiht und im Jahre 2002 fand die Landesgartenschau in Eberswalde statt.
Bis zur Wiedervereinigung Deutschlands im Jahre 1990 wurde die Entwicklung des Industriestandortes Eberswalde durch Betriebsneugründungen forciert. Die heutige Kreisstadt des Kreises Barnim setzt nach dem Niedergang der großen Industriebetriebe und Forschungszentren als Verwaltungszentrum auf die Förderung des Mittelstandes, den Aufbau des Stadtzentrums – dort sind bereits viele Neubauten entstanden – mit seinen Infrastrukturen, die Instandsetzung der jahrzehntelang vernachlässigten Wohnsubstanz, die Sanierung der Industrieflächen, Kasernenbauten und des Verkehrsnetzes sowie die Wiederbelebung als Erholungs- und Freizeitzentrum.

### Geschichte von Finow bis 1970
Finow entstand 1928 durch Zusammenlegung des 1294 erstmals genannten Dorfes Heegermühle mit den bis dahin selbständigen Gemeinden Eisenspalterei, Wolfswinkel und Messingwerk und wurde 1935 zur Stadt erklärt. 1970 erfolgte der Zusammenschluss der Städte Eberswalde und Finow unter dem Namen Eberswalde-Finow. Bis 1920 war Messingwerk ein Gutsbezirk und erhielt 1920 den Status einer eigenständigen Gemeinde. Eisenspalterei und Wolfswinkel waren bis 1928 (Eingemeindung) ebenfalls Gutsbezirke und keine eigenständigen Gemeinden.

#### Vorgeschichte und Ortsgründung
Jungsteinzeitliches Material trat vereinzelt auf der südlichen Talsandterrasse und der anschließenden Moränenfläche südlich von Finow auf. Im Ziegeleigelände nordwestlich des Ortes barg man im 19. Jahrhundert ein Depot der mittleren Bronzezeit, das 30 Bronzegegenstände enthielt. Diese weisen auf verschiedene kulturelle Einflüsse aus dem nördlichen und dem südlichen beziehungsweise südöstlichen Europa hin, die hier im Gebiet zwischen Elbe und Oder zusammentreffen. Auch der bronzezeitliche Goldschatz von Eberswalde wurde in Finow (damals Messingwerk bei Eberswalde) gefunden.
An der Finow gab es ursprünglich eine landesherrliche Zollstätte, wo die Güter der von der Oder kommenden Kähne auf Landfahrzeuge umgeladen wurden. Bereits 1294 nennt eine Urkunde außer dem Krug (Schenke) und dem Hof, einem markgräflichen Wirtschafts- und Unterkunftsanwesen, auch die Heghermolle. Das Bestimmungswort Heger gehört zu mittelniederdeutsch heger, das folgende Bedeutung hat: 1. Knecht = Verwalter, 2. zinspflichtige Lehnsleute, Meier, 3. Heger, Hecken-, Knickarbeiter. Diese He(e)germühle gab der Ansiedlung den ersten Namen; 1608 ließ sie der Kurfürst zugunsten eines Eisenhammers beseitigen.

#### Mittelalter und Beginn der Neuzeit
Der bäuerliche Ort Heegermühle umfasste 1375 insgesamt 38 Hufen Land, davon vier Schulzenhufen und ein Kirchhufe. Die Flur, wie das Dorf vom Finowkanal zweigeteilt, setzte sich entsprechend der Dreifelderwirtschaft aus dem Langenstücken- und dem Mittelstückenfeld sowie dem Steinfurthschen Feld zusammen. Die Bewohner mussten ihre Hand- und Spanndienste beim elf Kilometer entfernten Amt Biesenthal leisten, nach der Inbetriebnahme des Eisenhammers für das Werk. Zusätzliche Forderungen stellte das Forstamt Biesenthal an die Gemeinde, beispielsweise in Form von Hackarbeiten in den Schonungen.
Die unmittelbare Umgebung des Dorfes Heegermühle nahm seit Anfang des 17. Jahrhunderts auf Betreiben und mit Unterstützung des Landesherrn eine gewerbliche Entwicklung, die von günstigen Standortfaktoren, wie dem Finowkanal als Transportmittelträger, den Vorkommen von Raseneisenstein und dem Wald als damals wichtigsten Energielieferanten, begünstigt wurde.
Das erste Eisenhammerwerk in Heegermühle arbeitete bis zu seiner Zerstörung im Dreißigjährigen Krieg. Ihm folgte 1660 ein Blechhammer, dessen Warenabsatz durch ein Schutzedikt von 1687 gesichert war. An seiner Stelle entstand 1697 bis 1700 das Messingwerk Heegermühle. Östlich des Ortes am Finowkanal sind zur gleichen Zeit eine Eisenspalterei und ein Drahthammer errichtet worden. Eine 1726 gebaute königliche Papiermühle fiel 1760 dem Siebenjährigen Krieg zum Opfer. Eine neue Fabrik erhielt fünf Jahre später ihren Standort in Wolfswinkel.
1832 arbeitete hier die erste englische Papiermaschine, so dass die manuelle Büttenpapierherstellung allmählich verschwand. Erwähnung verdienen die Ziegeleien, die Mitte des 19. Jahrhunderts vor allem Ton aus der Finowaue verwerteten. Die Steine gelangten auf dem Wasserweg hauptsächlich nach Berlin. Der nach dem ehemaligen Besitzer benannte Mäckersee südlich vom Oder-Havel-Kanal, der Rest einer früheren Tongrube, dient heute zum Baden.

#### Entwicklung von 1900 bis 1990

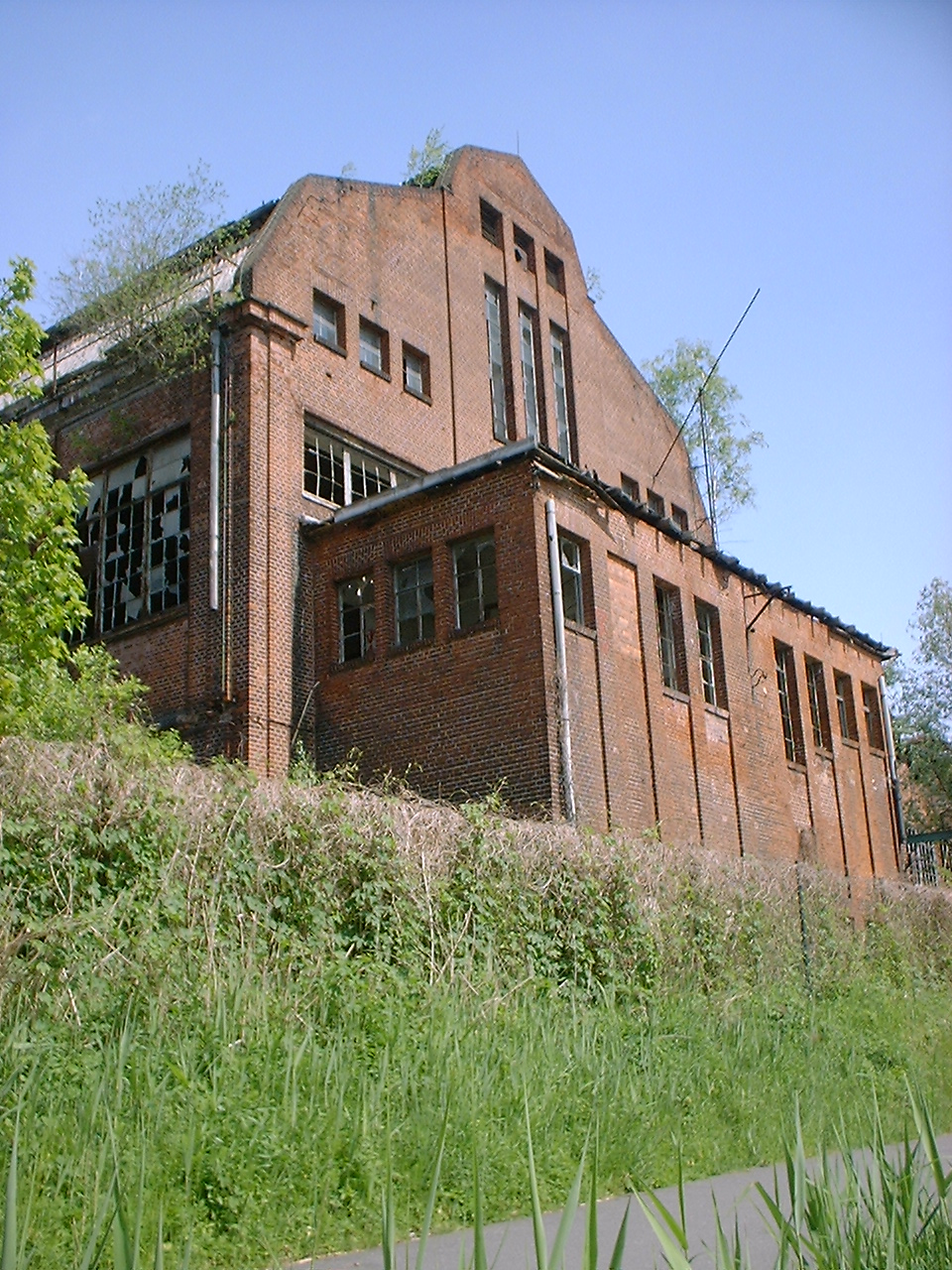
Schaufassade des Kraftwerks Heegermühle

Nachdem am 16. Oktober 1907 eine Eisenbahnstrecke von Eberswalde über Heegermühle nach Schöpfurth eröffnet und 1920 die elektrische Straßenbahn von Eberswalde bis Eisenspalterei geführt worden war, verbesserte sich der Personen- und Güterverkehr bedeutend. In Wolfswinkel ging aus einer Linoleumfabrik ein chemischer Betrieb hervor, 1909 kam ein Elektrizitätswerk hinzu. 1921 wurde die Linoleumfabrik von der Firma Chemische Fabrik auf Actien (vorm. E. Schering) übernommen.
Das Kraftwerk Heegermühle wurde unter dem Namen Märkisches Elektrizitätswerk (MEW) nach Plänen von Georg Klingenberg erbaut, es hat als einziger Industriebau im Finowtal eine Schaufassade zum Finowkanal. Das MEW galt zu Beginn des 20. Jahrhunderts als vorbildliches Beispiel des neuzeitlichen Kraftwerkbaus und dient noch im 21. Jahrhundert als Musterbau für die Fachwelt. 1914 verlegte das Messingwerk seine Produktionsanlagen an den Oder-Havel-Kanal, ein Zeichen für die Standortbedeutung der neuen Wasserstraße. Den Bau von Wohnhäusern trugen Siedlungsgesellschaften, so die Heimstättengesellschaft Heegermühle-Messingwerk.
Am 15. Oktober 1928 entstand durch Zusammenlegung des Dorfes Heegermühle mit den bis dahin selbstständigen Orten Eisenspalterei, Wolfswinkel und Messingwerk die Gemeinde Finow. 1935 wurde das neue Gemeinwesen zur Stadt erhoben.
Ende der 1920er Jahre kaufte das Kupfer- und Messingwerk vom Rittergut Lichterfelde Land zwischen dem Oder-Havel-Kanal und dem Anstieg zur Golzower Platte, um eine Siedlung anlegen zu lassen. Auf einem schachbrettartigen Grundriss, mit einem 350 Meter langen Platz in der Mitte, entstanden im Jahre 1934 Doppelwohnhäuser mit entsprechendem Nutzland für die Selbstversorgung der Familien. 1936 kamen Einfamilienhäuser hinzu. Die Siedlung, die bei der Grundsteinlegung am 13. März 1934 den Namen des völkischen Dichters und Schriftstellers Dietrich Eckart (1886–1923) erhielt, wurde 1945 in Clara-Zetkin-Siedlung umbenannt.
Vom 17. Mai bis zum 3. Juni 1945 waren in einem Waldstück im Südwesten von Finow die teils verkohlten menschlichen Überreste von Adolf und Eva Hitler, der Familie Goebbels und des letzten Generalstabschefs des Heeres im Zweiten Weltkrieg, Hans Krebs, vergraben. Später wurden sie in den Stadtforst von Rathenow transportiert.
Die Industrialisierung führte zu einem schnellen Wachstum der Bevölkerung. Lebten in Heegermühle 1840 erst 419 Menschen, so waren es 1910 bereits 5859. Bei der Volkszählung im Jahre 1939 wurden in Finow 10.488 Personen gezählt. Im Dezember 1969 lebten in der Stadt 11.767 Menschen. Drei Monate später, im März 1970, wurde Finow mit Eberswalde vereinigt.

#### Ereignisse ab 1990
Am 3. Oktober 2020, dem 30. Jahrestag der deutschen Wiedervereinigung, pflanzte Bürgermeister Friedhelm Boginski gemeinsam mit Hans Mai, erstes Stadtoberhaupt nach der Wende, und Sonja Langkau vom Zoo Eberswalde im Familiengarten ein Baumdenkmal für die Deutsche Einheit. Am 3. Oktober 2023 wurde zwischen den Bäumen die Skulptur „Zusammen(ge)wachsen“ des Eberswalder Metallbildhauers Eckhard Herrmann der Öffentlichkeit übergeben.

### Eingemeindungen
- 1928 wurden Eisenspalterei, Wolfswinkel, Heegermühle und Messingwerk zur Gemeinde Finow zusammengeschlossen.
- Am 1. Mai 1936 wurde die Gemeinde Kupferhammer aus dem Kreis Oberbarnim in den Stadtkreis Eberswalde eingegliedert.
- Am 20. März 1970 fand die Vereinigung der bis dahin eigenständigen Städte Eberswalde und Finow unter dem neuen Namen Eberswalde-Finow statt.
- Am 1. Juli 1993, gleichzeitig mit der Umstellung der Postleitzahlen, wurde aus Eberswalde-Finow wieder Eberswalde.
- Am 5. Dezember 1993 wurden die Gemeinden Sommerfelde und Tornow eingemeindet.
- Am 1. Januar 2006 wurde die Gemeinde Spechthausen aus dem Amt Biesenthal-Barnim ein Ortsteil der Stadt.

## Bevölkerungsentwicklung

Einwohnerentwicklung von Eberswalde von 1618 bis 2017

Eberswalde hat 41481 Einwohner (Stand: 2024)
Im Dreißigjährigen Krieg verlor Eberswalde fast seine gesamte Bevölkerung. Die Einwohnerzahl sank von 1200 im Jahre 1618 bis auf 168 im Jahre 1643. Erst 1722 erreichte die Bevölkerungszahl wieder den Vorkriegsstand. Im 18. Jahrhundert wuchs die Einwohnerzahl von Eberswalde nur langsam. Mit Beginn der Industrialisierung im 19. Jahrhundert setzte ein erneutes stärkeres Bevölkerungswachstum ein. Lebten 1817 etwa 4000 Personen in Eberswalde, waren es 1898 schon 20.000. Bis 1939 verdoppelte sich diese Zahl auf knapp 41.000.
Im Zweiten Weltkrieg verlor die Stadt etwa ein Drittel ihrer Bevölkerung. Die Einwohnerzahl sank bis 1945 um 13.238 Personen auf 27.377. Am 20. März 1970 schlossen sich die Städte Eberswalde (33.400 Einwohner 1969) und Finow (11.767 Einwohner 1969) zur Stadt Eberswalde-Finow mit rund 45.000 Einwohnern zusammen. Im Jahre 1989 hatte Eberswalde-Finow mit etwa 55.000 die höchste Einwohnerzahl seiner Geschichte erreicht. 1993 erfolgte die Umbenennung der Stadt in Eberswalde.
1968 kamen die ersten 190 ungarischen Vertragsarbeiter nach Eberswalde. Bis 1969 wuchs ihre Zahl auf 277. Viele Ungarn haben sich in der Stadt niedergelassen und bilden heute die größte Gruppe unter der ausländischen Wohnbevölkerung. 1974 trafen die ersten algerischen Vertragsarbeiter in Eberswalde ein. Später folgten Kubaner, Vietnamesen, Mosambikaner und Angolaner. Ihre Zahl lag in den 1980er Jahren zwischen 500 und 800. Im Jahre 1989 waren in Eberswalde 1310 Ausländer polizeilich registriert, darunter 564 Vertragsarbeiter.
Die größte registrierte ausländische Gruppe stellten die Familienangehörigen der Offiziere der sowjetischen Streitkräfte.
In der Zeit vor der Wende waren in Eberswalde folgende sowjetischen Armeeeinheiten stationiert:
- 20. Gardearmee (Hauptquartier)
- 899. Luftlandebataillon
- 255. Reparaturbataillon
- 307. Reparaturbataillon
- 423. Funkbataillon
- 247. Schützenbataillon
- 81. Garde-Mot. Schützenregiment
- 787. Jagdfliegerregiment
- 41. Hubschrauberstaffel
- 117. Rückwärtige Brigade
- 793. Militärkrankenhaus

Allein zum Stab der 20. Gardearmee gehörten 10.000 Armeeangehörige und 5.000 Zivilbeschäftigte, die nicht in der Bevölkerungsstatistik erfasst wurden. Insgesamt waren im Raum Eberswalde rund 30.000 Soldaten der Sowjetarmee stationiert. Inklusive Zivilbeschäftigten und Kindern waren in Eberswalde etwa so viele Sowjetbürger wie Deutsche wohnhaft, die Bevölkerungszahl von etwa 100.000 wurde jedoch nie offiziell kommuniziert.
Im Jahr 1990 waren bei der Stadtverwaltung noch 435 Ausländer (0,8 %) gemeldet. − Im November 1990 wurde Amadeu Antonio, ein aus Angola stammender Vertragsarbeiter, in Eberswalde von etwa 50 Neonazis brutal zusammengeschlagen und erlag später seinen Verletzungen. Während der Tat hielten sich 20 voll ausgerüstete Polizisten in der Nähe auf, ohne einzugreifen. – Die Zahl der Ausländer sank bis Ende 1991, bedingt u. a. durch die vorzeitige Kündigung der Arbeitsverträge durch die Betriebe und Abwanderung, auf 299 (0,6 %). Bis 2000 wuchs die Ausländerzahl wieder auf 550 Personen (1,2 %). In den letzten Jahren stieg der Ausländeranteil an der Gesamtbevölkerung kontinuierlich und lag 2005 bei 2,2 % (920 Personen).
Seit der Wende und friedlichen Revolution in der DDR verlor die Stadt durch Abwanderung und Geburtenrückgang ein Viertel ihrer Einwohner.
Am 23. September 2008 erhielt Eberswalde-Finow den von der Bundesregierung verliehenen Titel Ort der Vielfalt.

## Religion
Kirchen

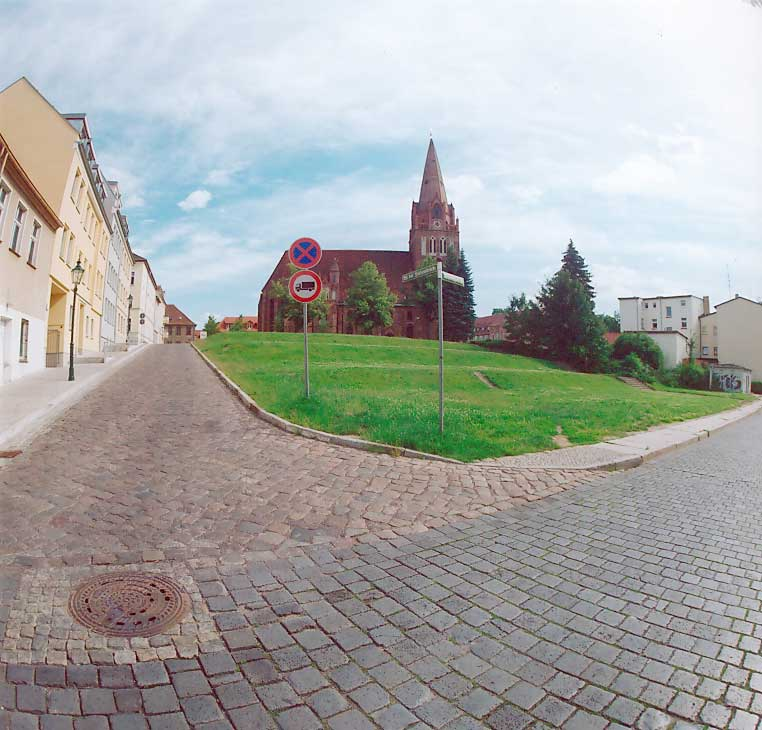
Maria-Magdalenen-Kirche

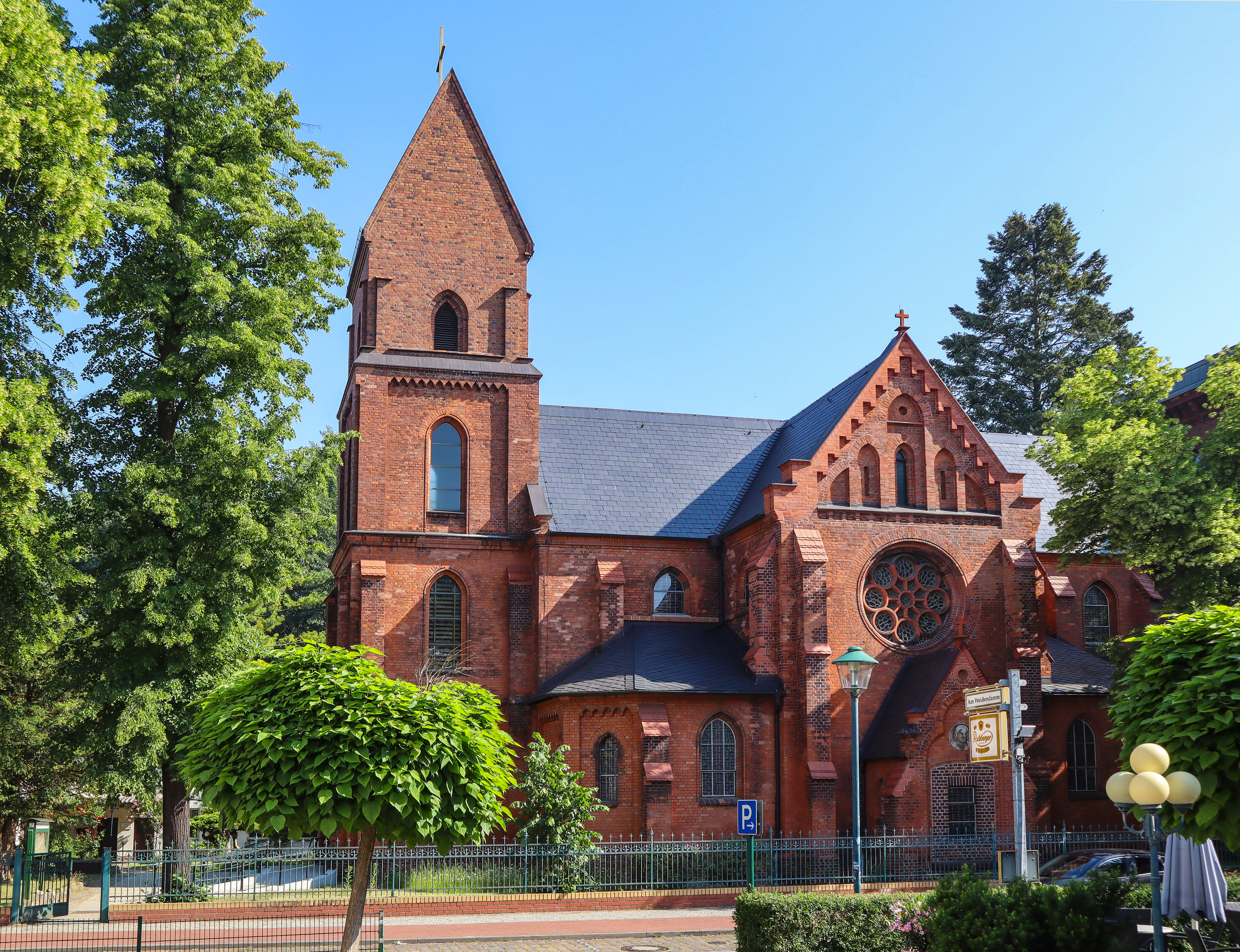
Römisch-katholische Kirche katholische Kirche St. Peter und Paul

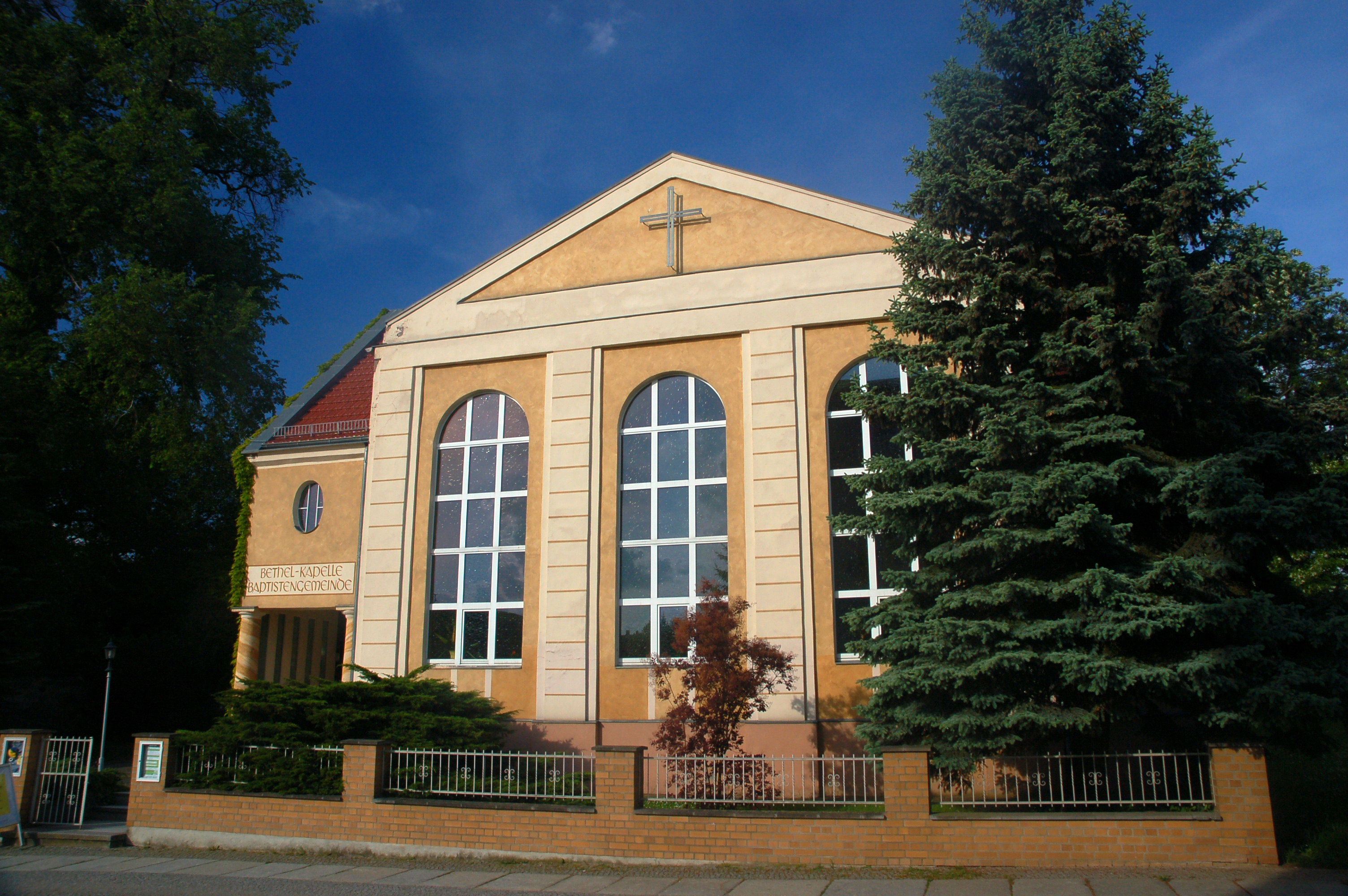
Bethel-Kapelle der Baptisten

Die Evangelische Stadtkirchengemeinde Eberswalde gehört zur Evangelischen Kirche Berlin-Brandenburg-schlesische Oberlausitz (EKBO) und besitzt drei Kirchengebäude: die 1241 gegründete Maria-Magdalenen-Kirche in Eberswalde, die 1892 bis 1894 gebaute Johanniskirche und die 1952 bis 1954 gebaute Pfingstkapelle Ostende. Weiterhin gibt es drei u. a. auch als Gottesdienststätten genutzte Gemeindehäuser: den Friedenskirchsaal im Stadtteil Westend, das Wartburgheim im Stadtteil Nordend und das Gemeindehaus Eisenbahnstraße 84. Zur Evangelischen Kirchengemeinde Finow gehören die Kirche im Stadtteil Finow, das im April 2001 fertiggestellte Gemeindezentrum im Brandenburgischen Viertel, das am 5. November 2006 den Namen Dietrich-Bonhoeffer-Haus erhielt, sowie das Gemeindehaus in der Clara-Zetkin-Siedlung.
Die Römisch-katholische Kirche besitzt jeweils ein Kirchengebäude in den Stadtteilen Eberswalde (St. Peter und Paul, 1876/1877 nach einem Entwurf des Kölner Dombaumeisters Vincenz Statz) und Finow (Heilige Theresia vom Kinde Jesu, 1934, Architekt war Josef Bachem). Vom 1. Januar 1938 bis zur Auflösung der Dekanatsstrukturen im Erzbistum Berlin am 31. März 2021 war Eberswalde Sitz eines Dekanats.
Freikirchen
- Evangelisch-Freikirchliche Gemeinde/Baptisten
- Evangelisch-methodistische Kirche
- Christus-Gemeinde Eberswalde e. V. (Ev. Freikirche)
- Gemeinschaft der Siebenten-Tags-Adventisten

Religionsgemeinschaften
- Neuapostolische Kirche Barnim (Eberswalde, Mertensstraße 4; 2024 Neubau eingeweiht)[46]
- Kirche Jesu Christi der Heiligen der Letzten Tage
- Zeugen Jehovas

## Politik

### Stadtverordnetenversammlung
Die Stadtverordnetenversammlung von Eberswalde besteht aus 36 Stadtverordneten und dem hauptamtlichen Bürgermeister. Die Kommunalwahl am 9. Juni 2024 führte bei einer Wahlbeteiligung von 57,1 % zu folgendem Ergebnis:
| Partei / Wählergruppe                                                              | Stimmenanteil 2019 | Sitze 2019 |        | Stimmenanteil 2024 | Sitze 2024 |
| ---------------------------------------------------------------------------------- | ------------------ | ---------- | ------ | ------------------ | ---------- |
| AfD                                                                                | 13,3 %             | 5          | 24,1 % | 9                  |            |
| Bündnis Eberswalde                                                                 | 09,5 %             | 3          | 11,8 % | 4                  |            |
| CDU                                                                                | 12,2 %             | 4          | 11,8 % | 4                  |            |
| Die Linke                                                                          | 013,3 %            | 5          | 11,8 % | 4                  |            |
| SPD                                                                                | 14,5 %             | 5          | 11,1 % | 4                  |            |
| Bürger für Eberswalde (BfE)                                                        | 08,9 %             | 3          | 07,6 % | 3                  |            |
| Bündnis 90/Die Grünen                                                              | 10,6 %             | 4          | 07,1 % | 3                  |            |
| FDP                                                                                | 07,2 %             | 3          | 06,0 % | 2                  |            |
| Die PARTEI / Alternative Liste Eberswalde / Bürgerinitiative Radwege in Eberswalde | 03,3 %             | 1          | 03,1 % | 1                  |            |
| Bürgerfraktion Barnim                                                              | 03,9 %             | 1          | 02,2 % | 1                  |            |
| BVB / Freie Wähler Eberswalde                                                      | –                  | –          | 02,1 % | 1                  |            |
| Einzelbewerber Jens Fiedler                                                        | –                  | –          | 00,7 % | –                  |            |
| Einzelbewerber Matthias Ludewig                                                    | –                  | –          | 00,7 % | –                  |            |
| Für Umwelt und Natur – Gegen B167neu!                                              | 01,6 %             | 1          | –      | –                  |            |
| Einzelbewerber Carsten Zinn                                                        | 01,6 %             | 1          | –      | –                  |            |
| Insgesamt                                                                          | 100 %              | 36         | 100 %  | 36                 |            |

Im Land Brandenburg hat jeder Wähler bei der Kommunalwahl drei Stimmen, die er auf die Bewerber eines Wahlvorschlages oder unterschiedlicher Wahlvorschläge verteilen kann. Die Fünf-Prozent-Hürde wird bei Kommunalwahlen nicht mehr angewandt. In die Stadtverordnetenversammlung können somit alle Parteien und Gruppierungen einziehen, die – in Abhängigkeit vom Sitzzuteilungsverfahren – genug Stimmen erhalten, um die faktische Sperrklausel für ein Mandat zu überwinden.

### Bürgermeister
| - 1945: August Kremzow - 1945: Robert Kröger - 1945: Harald Albrecht - 1945–1946: Kurt Göhre - 1946: Gustav Ruppel | - 1946–1949: Kurt Göhre - 1949–1950: Otto Wohmann - 1950–1953: Frieda Sanne - 1953–1963: Leopold Hiersche - 1963–1965: Gerhard Wienke | - 1965–1970: Willi Schlöricke - 1970–1973: Helmut Mündlein - 1973–1983: Willi Schlöricke - 1983–1986: Horst Copitzky - 1986–1990: Claus Quahl | - 1990–1995: Hans Mai (SPD) - 1995–2006: Reinhard Schulz (parteilos) - 2006–2021: Friedhelm Boginski (FDP) - seit 2022: Götz Herrmann (Bürger für Eberswalde) |

Reinhard Schulz war 2006 wegen Untreue und Bestechlichkeit verurteilt worden und durfte drei Jahre kein öffentliches Amt ausüben. Am 16. Juli 2006 wurde er bei einem Bürgerentscheid mit 91,2 % der gültigen Stimmen als Bürgermeister abgewählt.
In der Bürgermeisterstichwahl am 19. November 2006 wurde Friedhelm Boginski (FDP) zum neuen Bürgermeister gewählt. Er wurde am 14. September 2014 mit 64,6 % der gültigen Stimmen in seinem Amt bestätigt. Boginski wechselte 2021 als Abgeordneter in den Bundestag und gab deshalb sein Amt vorzeitig auf.
Götz Herrmann (Bürger für Eberswalde) wurde in der Bürgermeisterstichwahl am 3. April 2022 mit 61,9 % der gültigen Stimmen zu seinem Nachfolger gewählt. Seine Kandidatur wurde auch von der SPD unterstützt. Seine Amtszeit beträgt acht Jahre.

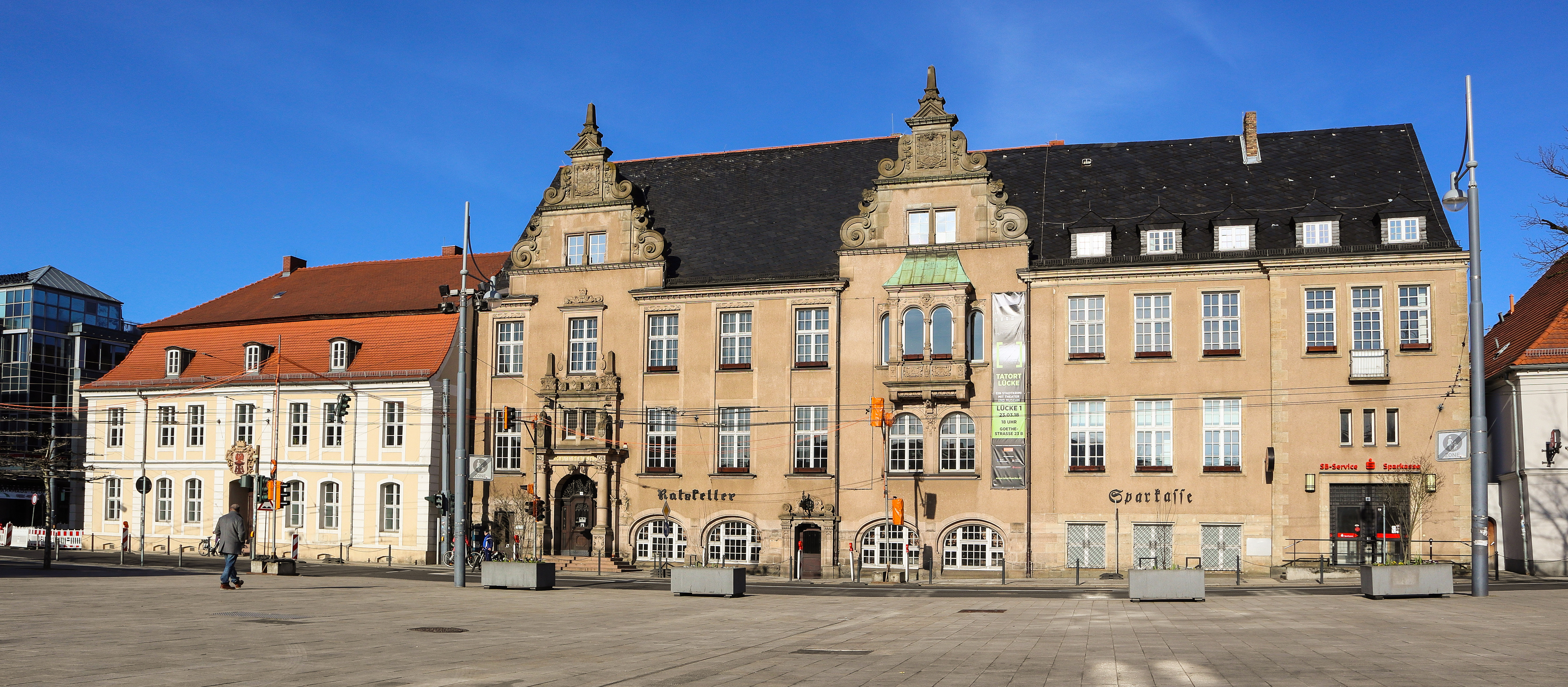
Rathaus der Stadt
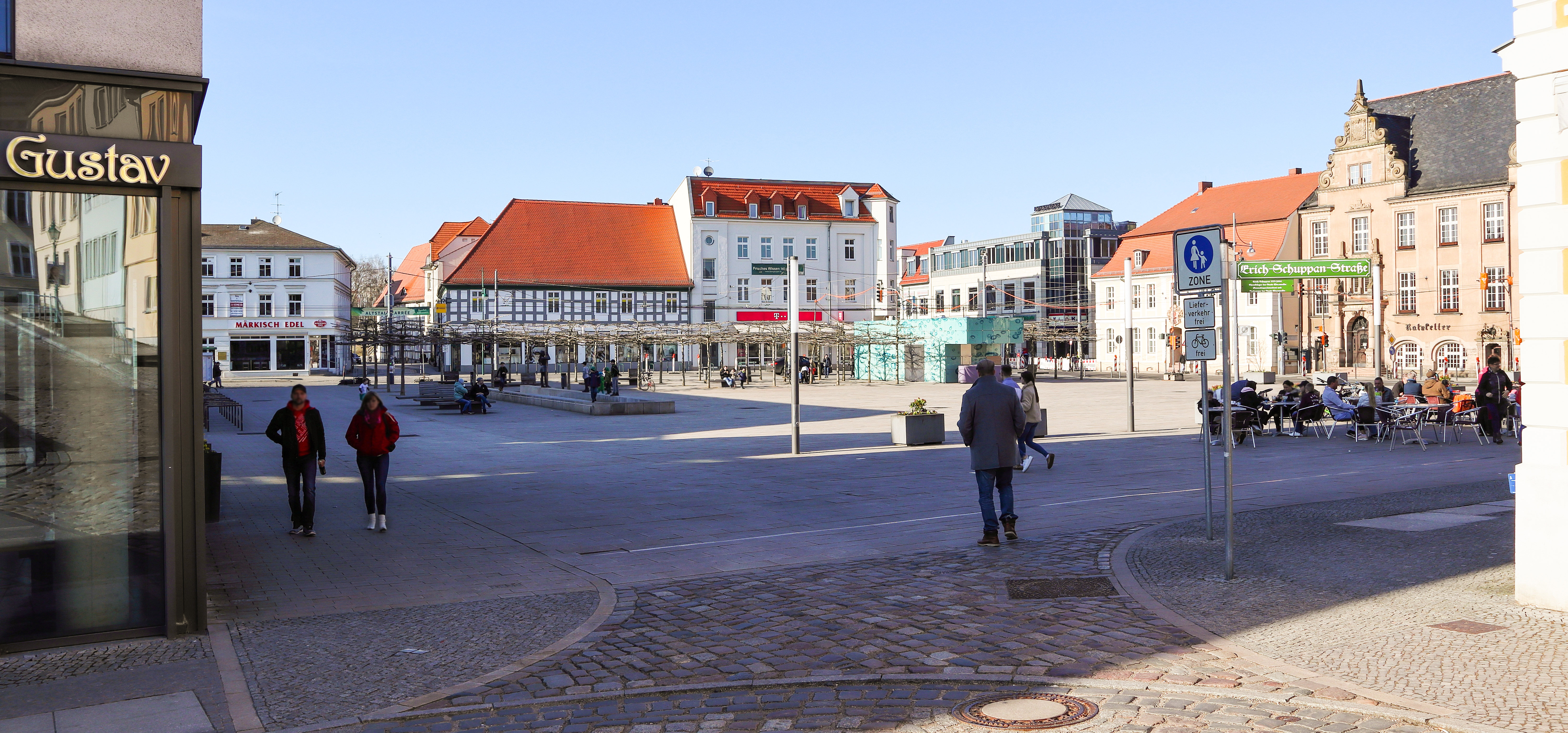
Marktplatz
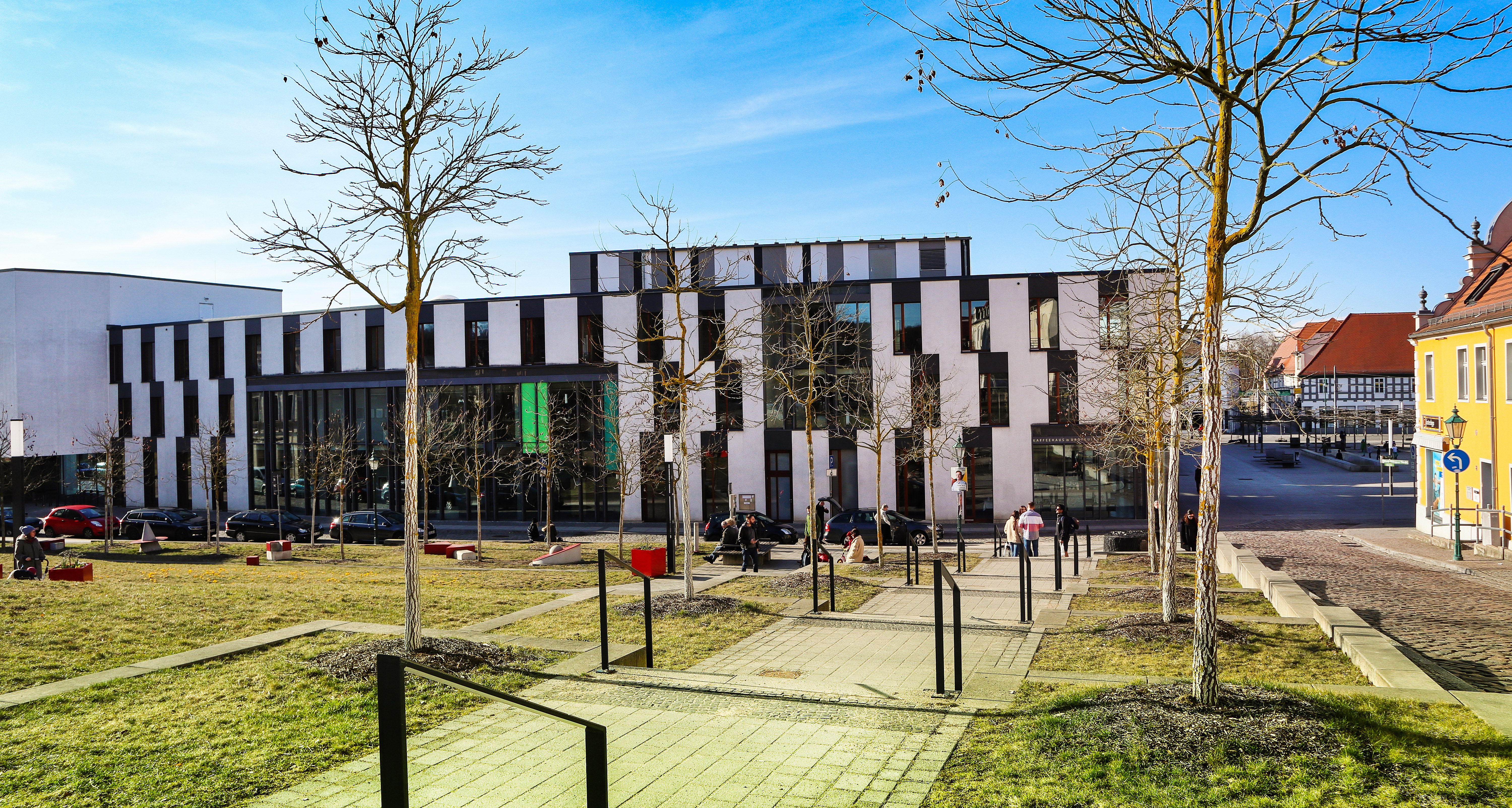
Kirchhang mit Blick Richtung Marktplatz und Paul-Wunderlich-Haus

### Wappen

Historisches Stadtwappen 1892
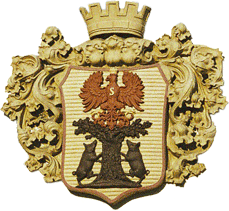
Stadtwappen am alten Rathaus

| Wappen von Eberswalde | Blasonierung: „In Silber eine belaubte bewurzelte grüne Eiche mit goldenen Früchten, in deren Krone ein goldbewehrter, mit goldenen Kleestengeln belegter roter Adler schwebt. Dem Stamm zugewandt steht jederseits ein schwarzer Wildschweineber mit goldenen Hauern und Rückenborsten.“ |
| Wappen von Eberswalde | Wappenbegründung: Das aktuell gültige Wappen wurde auf Grund des Paragrafen 11 der Städteordnung für die östlichen Provinzen vom 30. Mai 1853 unter Zustimmung der Stadtverordnetenversammlung per Ortsstatut vom Magistrat der Stadt Eberswalde am 24. September 1928 festgelegt. Das preußische Staatsministerium hat die Genehmigung zur Führung des Wappens am 13. August 1928 erteilt. Das Wappen wurde am 24. August 1993 durch das Ministerium des Innern genehmigt. |

Historisches Stadtwappen
| Wappen von Eberswalde-Finow | Blasonierung: „In Silber ein bewurzelter grüner Eichbaum mit goldenen Früchten, der Stamm belegt mit einem roten Mühlrad, darunter zu beiden Seiten zwei zugewendete schwarze Eber mit goldenen Hauern und Rückenborsten.“ |
| Wappen von Eberswalde-Finow | Wappenbegründung: Das älteste erhaltene Wappensiegel, das „Hauptsiegel“ von Eberswalde, stammt aus dem Jahre 1327 und gilt als Meisterwerk gotischer Siegelkunst. Das Wappen von Eberswalde ist ein redendes Wappen mit Ebern und Eichbaum. Es ist im Laufe von rund 600 Jahren mehrfach inhaltlichen und stilistischen Veränderungen unterworfen gewesen. So zeigte das Eberswalder Wappen zeitweilig eine Eberesche und die Eber waren nicht stehend, sondern springend dargestellt. Das Mühlrad ist ein Element aus dem Wappen der Stadt Finow und dokumentiert die Vereinigung der beiden Städte zur neuen Stadt Eberswalde-Finow am 20. März 1970. Das Wappen wurde im Jahre 1973 durch den Rat der Stadt bestätigt. |

### Flagge
„Die Flagge ist Schwarz – Weiß – Grün (1:1:1) gestreift und mittig mit dem Stadtwappen belegt.“

### Dienstsiegel
Das Dienstsiegel zeigt das Wappen der Stadt mit der Umschrift STADT EBERSWALDE • LANDKREIS BARNIM.

### Städtepartnerschaften
Eberswalde hat mit drei Städten eine Gemeindepartnerschaft abgeschlossen:
| Stadt                                         | Land        | seit |
| --------------------------------------------- | ----------- | ---- |
| Delmenhorst                                   | Deutschland | 1990 |
| Gorzów Wielkopolski (Landsberg an der Warthe) | Polen       | 2001 |
| Herlev                                        | Dänemark    | 1994 |

## Sehenswürdigkeiten und Kultur
In der Liste der Baudenkmale in Eberswalde und in der Liste der Bodendenkmale in Eberswalde stehen die in der Denkmalliste des Landes Brandenburg eingetragenen Kulturdenkmale.

### Bauwerke

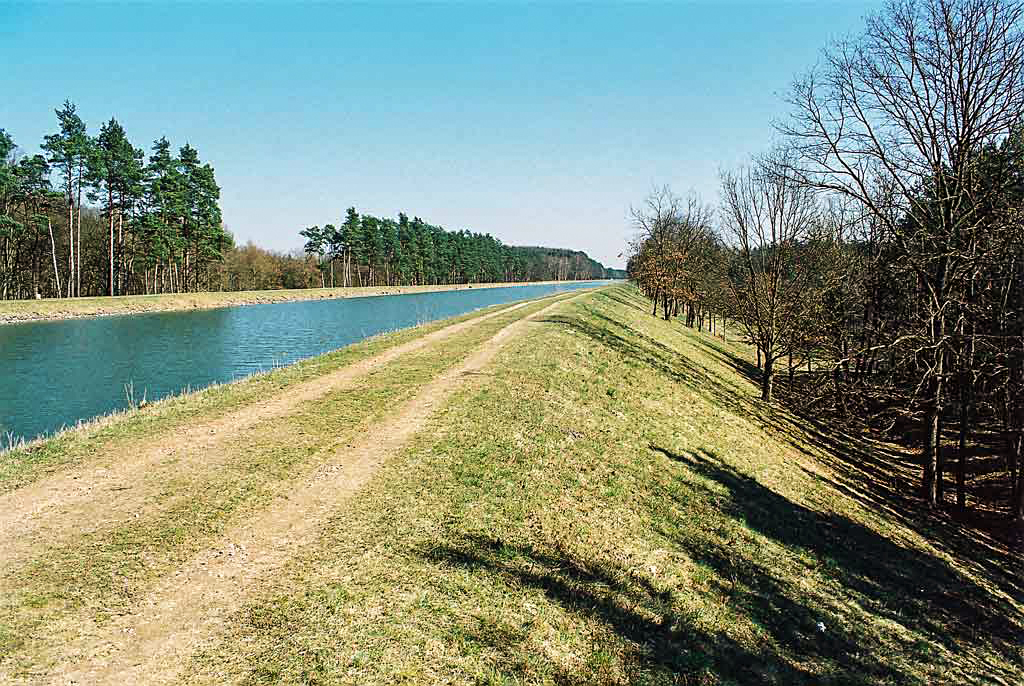
Ragöser Damm mit Blick auf den Oder-Havel-Kanal Richtung Osten

Das Alte Rathaus, ein barockes Bürgerhaus aus dem Jahr 1775, das als Wohnhaus des Tuchfabrikanten Heller erbaut wurde, befindet sich am Marktplatz.
Den Marktplatz schmückte zu DDR-Zeiten der Löwenbrunnen, ein großer runder Brunnen, der von den ursprünglich vier Brunnen an den vier Ecken in der südöstlichen Ecke übriggeblieben war. Mit der Umgestaltung des Platzes ab dem Jahr 2005 wurde der Springbrunnen abgerissen und ein kleines Wasserspiel errichtet, das im Volksmund Pissrinne genannt wird. Am Marktplatz entstand 2007 nach zweijähriger Bauzeit mit dem Paul-Wunderlich-Haus eines der modernsten ökologischen Verwaltungsgebäude Deutschlands. Der Komplex nutzt Erdwärme und benötigt nur etwa ein Drittel der sonst notwendigen Energie. Er ist Sitz der Kreisverwaltung und des Landrates sowie Arbeitsplatz für rund 500 Mitarbeiter. Im Hof des kleeblattartigen Gebäudeensembles stehen Nachbildungen von Werken des Künstlers Paul Wunderlich. Das Innere des Hauses beherbergt eine Dauerausstellung mit mehr als 300 Originalen des in Eberswalde geborenen Malers und Bildhauers.
Ebenfalls in der Nähe des Marktplatzes befindet sich die Maria-Magdalenen-Kirche, eine hochgotische Stadtpfarrkirche aus dem 13. Jahrhundert mit der höchsten gemauerten Kirchturmspitze der Welt.

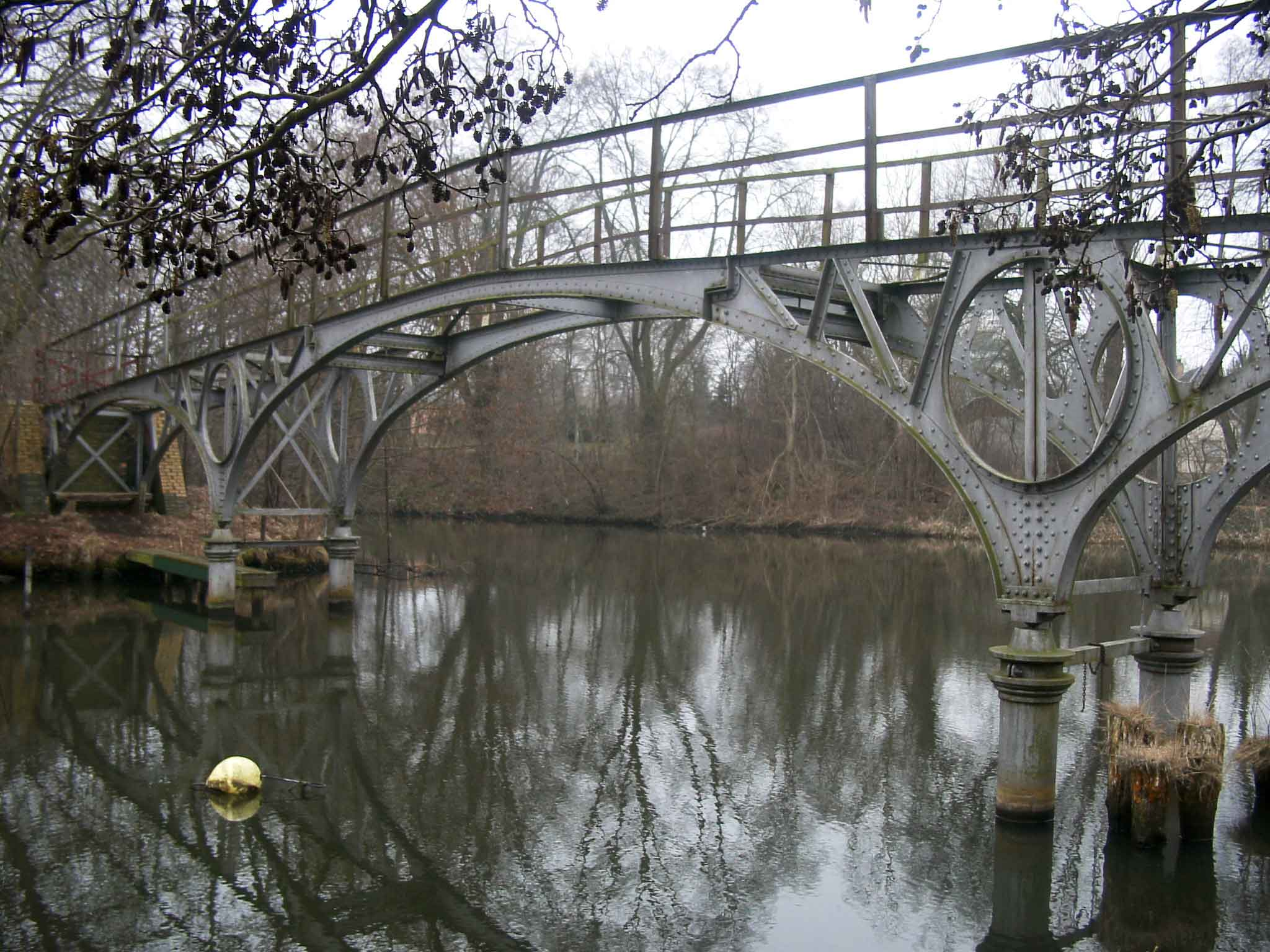
Teufelsbrücke am Finowkanal

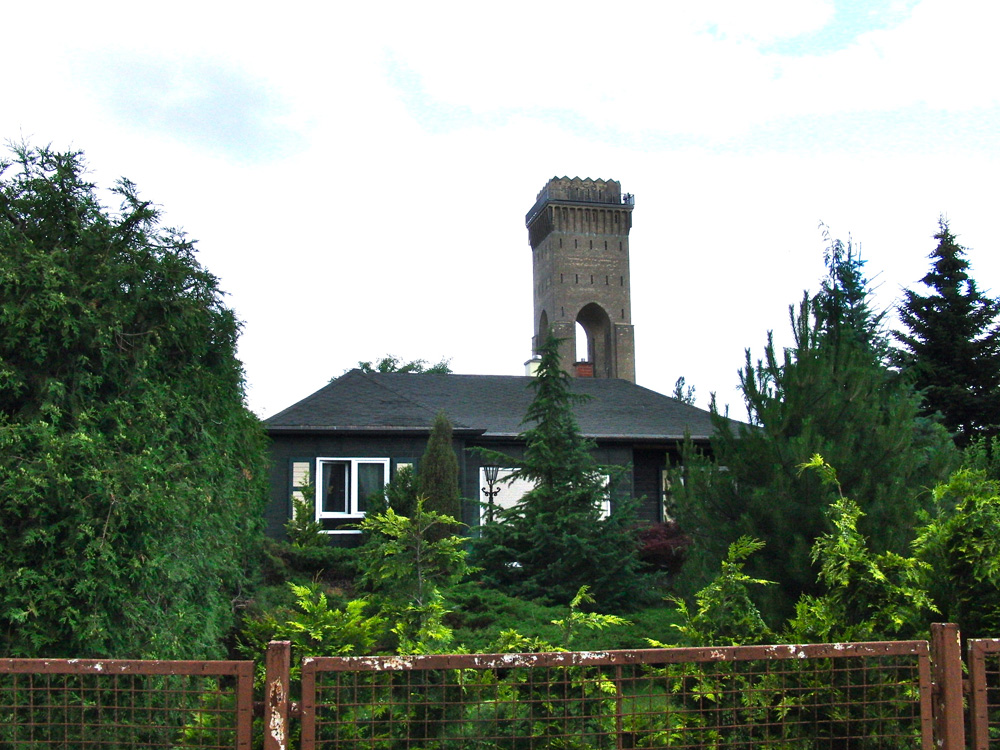
Kupferhaus mit dem expressionistischen Wasserturm von Paul Mebes

Das Martin Gropius Krankenhaus (Klinik für Neurologie und Psychiatrie) war vom Zweiten Weltkrieg bis nach der Wiedervereinigung Deutschlands von der Sowjetarmee besetzt und wurde umfassend renoviert. Im Stadtzentrum befinden sich am südlichen Rand des Eberswalder Urstromtals zwei Treppen: die Goethetreppe und die Schillertreppe. Als Neubau wurde die Bibliothek der Fachhochschule Eberswalde mit Architekturpreisen bedacht.
Einige Kilometer nördlich der Stadt befindet sich das Kloster Chorin, die Ruine eines von Zisterziensermönchen erbauten Kloster-Komplexes. Östlich von Eberswalde findet man am Oder-Havel-Kanal den Ragöser Damm und das Schiffshebewerk Niederfinow, nördlich der Stadt unterquert die Fernbahnlinie Berlin-Stettin den Kanal (Kanalunterführung).
Die Teufelsbrücke am Finowkanal steht im Stadtteil Finow auf dem Gelände des ehemaligen Messingwerkes. Die Brücke ist seit Ende des Zweiten Weltkriegs außer Betrieb, es existiert kein Brückenbelag mehr. Die vorhandenen Bauteile gehörten von 1824 bis 1826 zur Weidendammer Brücke in Berlin. 1880 wurde sie um Gehwegbahnen ergänzt. 1895 erfolgte die erste Umsetzung der Brücke, sie wurde um 13 Meter gekürzt in Liepe über den Finowkanal wieder aufgebaut. Im Jahr 1913 wurde sie nochmals gekürzt und über der Ausfahrt des Messingwerkhafens montiert. Der mittlere Brückenteil ist herausnehmbar, um größeren Schiffen eine Durchfahrt zu ermöglichen. Gelegentlich wird sie auch „Treidelpfadbrücke“ genannt. Die Brücke ist eine dreijochige, jetzt 23 Meter lange und etwa 2,30 Meter breite Ganzmetallkonstruktion aus genieteten und verschraubten L-Profilen und Blechen. Das Mittelteil ist auf gusseisernen Säulen gelagert. Die gesamte Brücke ist in sich schief, dies kann auf nachlässige Fertigung oder auf einen Transportschaden, auf Setzungen oder einen Unfall zurückzuführen sein. Hafen- und Kanalseite des Bauwerks sind um etwa acht Zentimeter versetzt, was eine Schieflage von etwa drei Grad bedeutet.
Die zu Beginn des 20. Jahrhunderts in typisch genieteter Bauweise errichtete Bahnhofsbrücke Eberswalde wurde zwischen 2004 und 2006 abgerissen und durch einen Neubau ersetzt.
Das zweithöchste Gebäude der Stadt ist ein Behälter des Mischfutterwerks Eberswalde, das höchste ist der Fernmeldeturm Eberswalde.
Im Stadtteil Finow befinden sich in der Messingwerksiedlung mehrere Kupferhäuser, entworfen unter anderem von Walter Gropius, und neben den ehemaligen Hirsch-Werken der Wasserturm des Berliner Architekten Paul Mebes. Er ist ein herausragendes Beispiel des deutschen Expressionismus. Die Ruine einer Knüppelhalle und das Generatorenhaus der Eisenspalterei stehen am Finowkanal westlich der Lichterfelder Straße. Die Knüppelhalle wurde 1847 bis 1849 von August Borsig für die Borsigwerke in Berlin-Moabit erbaut; 1900 wurde sie demontiert und umgesetzt.

### Parks

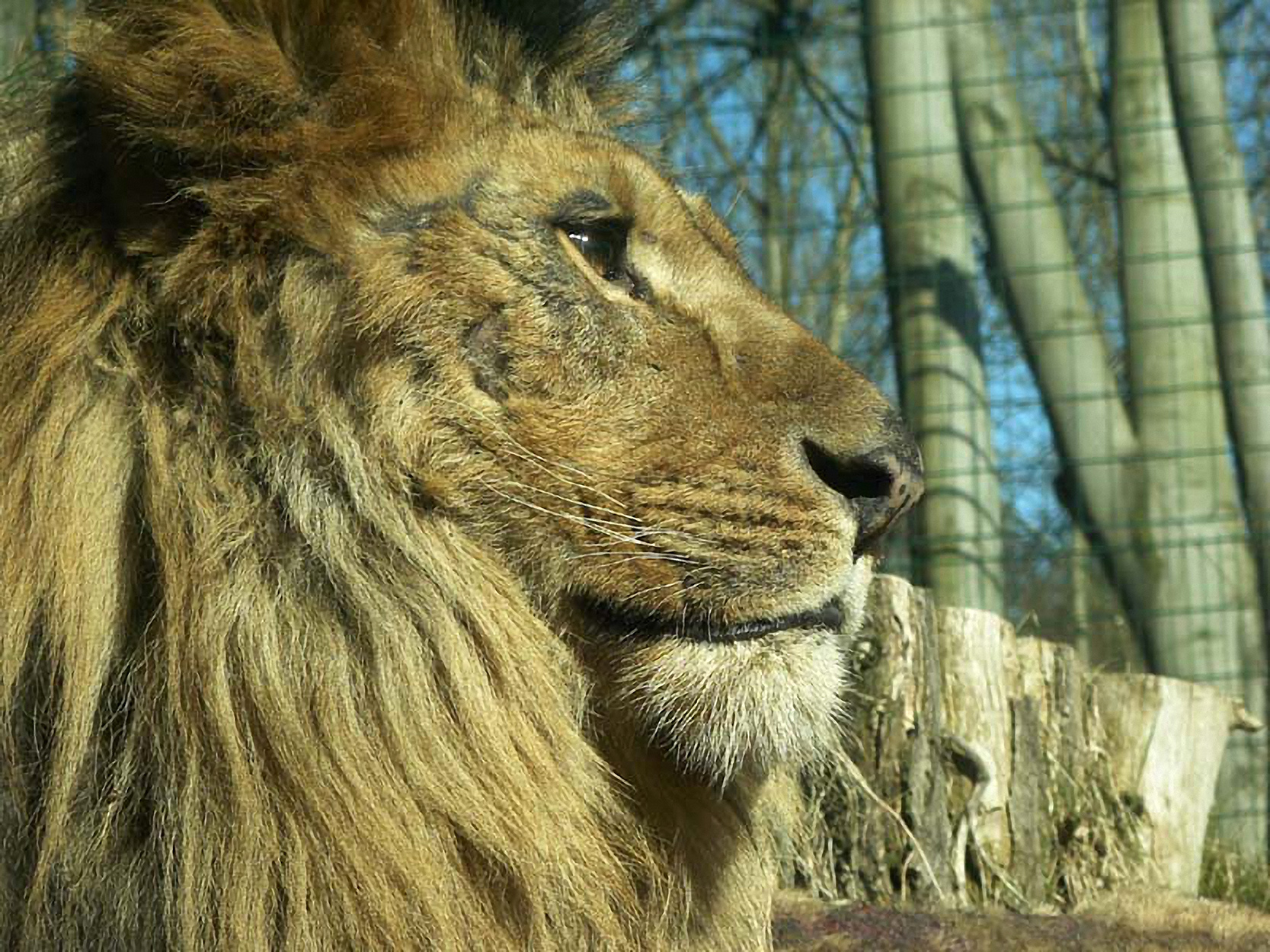
Löwengehege im Zoologischen Garten

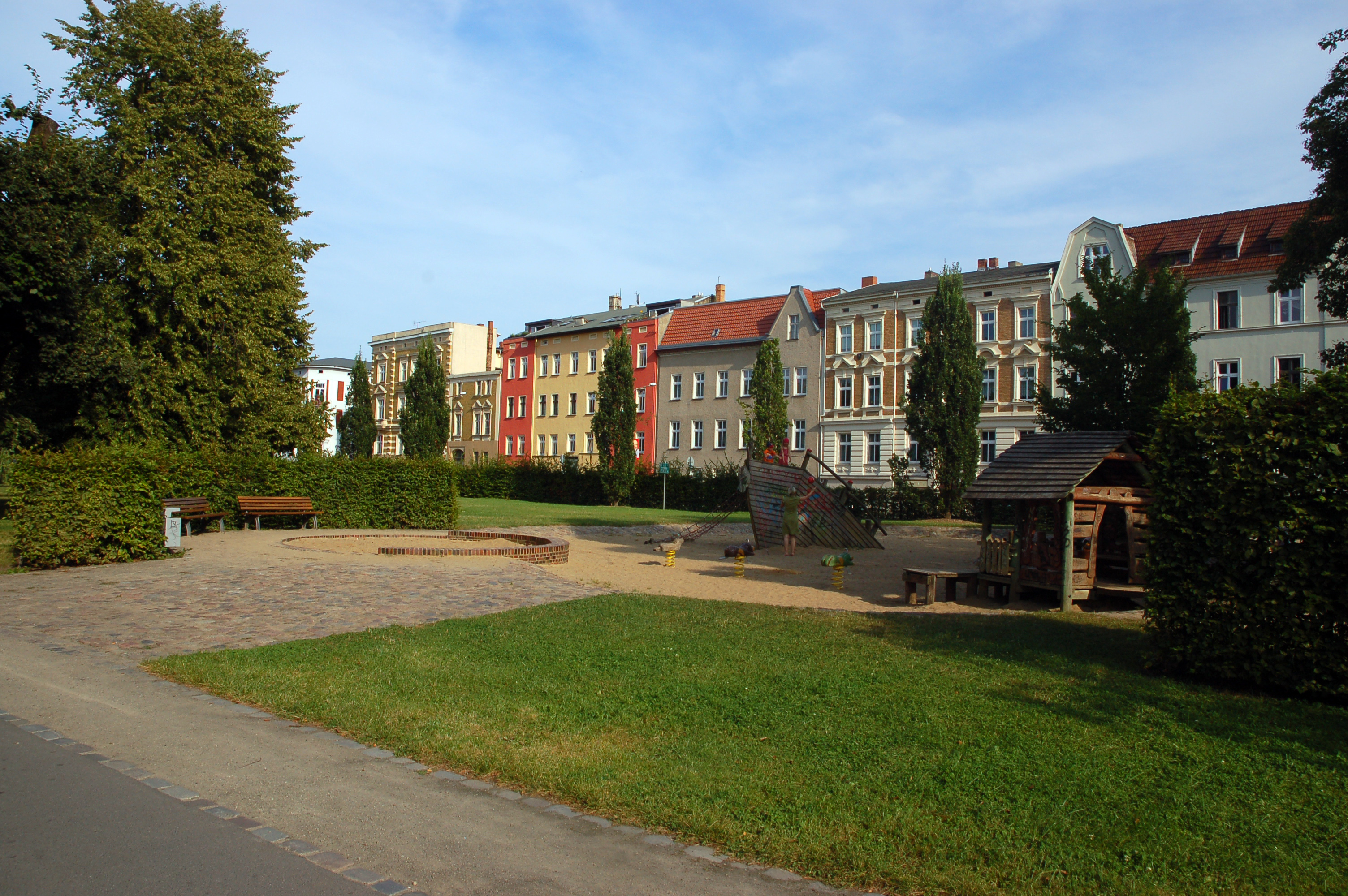
Weidendamm im Stadtzentrum

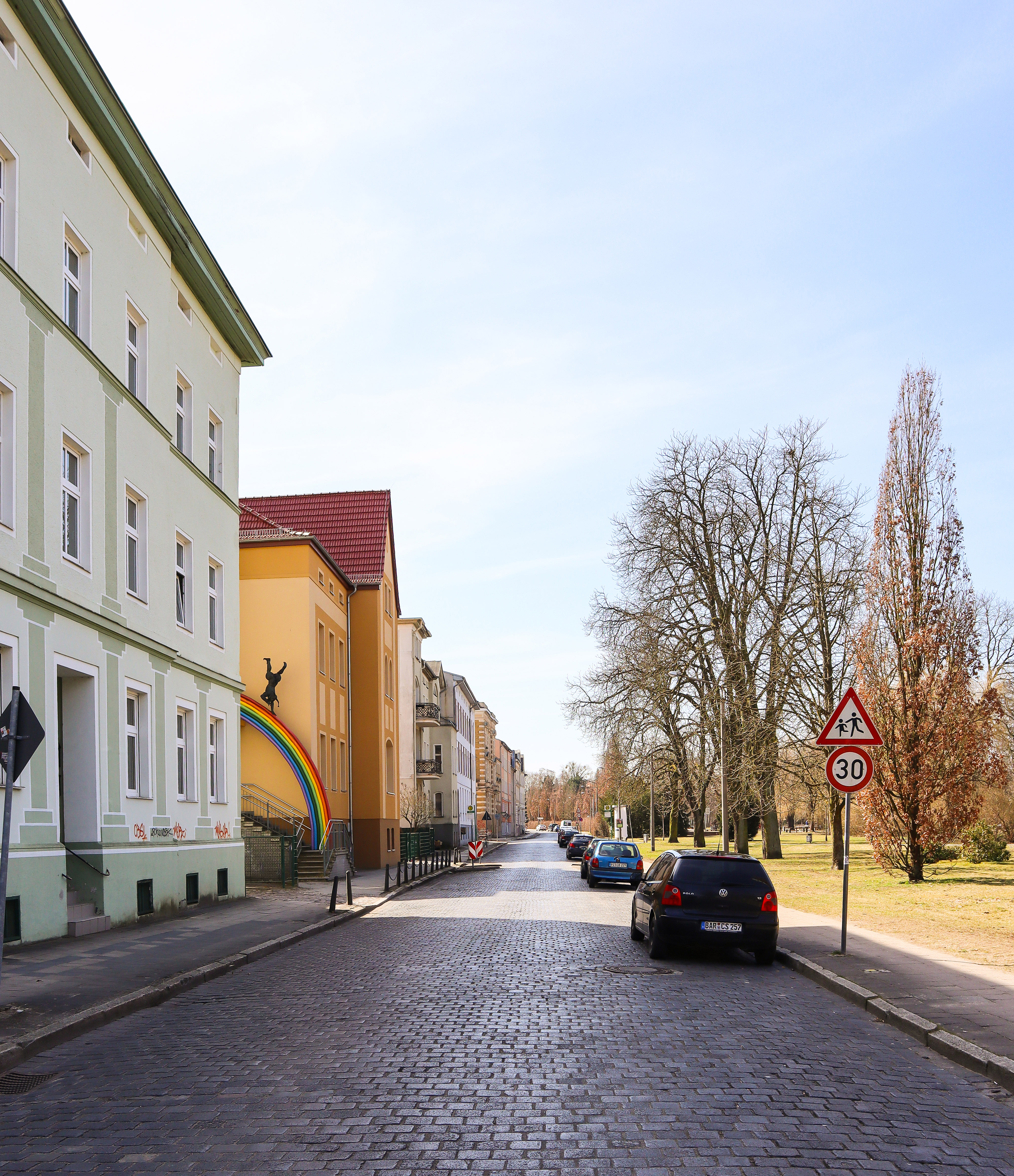
Pfeilstraße mit Park am Weidendamm und Regenbogenkita

Wegen der umliegenden großen Waldflächen hat sich der inoffizielle Beiname Waldstadt eingebürgert. Selbst in der Stadt findet man viele Grünflächen, die größtenteils nach der Zerstörung der Wohnbebauung durch einen Luftangriff der deutschen Luftwaffe im April 1945 angelegt wurden.
Am südlichen Stadtrand befindet sich inmitten des Eberswalder Stadtforsts der Zoologische Garten und der Forstbotanische Garten Eberswalde. Anlässlich der Landesgartenschau 2002 entstand im Ortsteil Eisenspalterei auf dem Gelände des ehemaligen Walzwerkes Altwerk der Familiengarten. Im Zentrum der Stadt befindet sich nahe dem Campus der Fachhochschule der Park Weidendamm, der 2003 ähnlich seiner Gestalt vor dem Ersten Weltkrieg umgebaut wurde.
Der Waldfriedhof (Haupteingang Breite Straße/Ecke Heinrich-Heine-Straße) wurde bereits um 1600 eröffnet und gehörte damals zum St.-Gertrud-Hospital. 1846 erfolgte die Einweihung der Trauerhalle. 1903 erhielt der Friedhof seine heutige Ausdehnung. Die Terrassen und parkähnlichen Gehwege entstanden in der ersten Hälfte des 20. Jahrhunderts nach Plänen des Stadtgarteninspektors Fritz Schumann. Auf dem Friedhof sind zahlreiche Persönlichkeiten der Stadt begraben, darunter Ehrenbürger, Bürgermeister, Forstprofessoren, Baumeister und Künstler.
Der erste jüdische Friedhof in Eberswalde entstand 1751 an der Oderberger Straße und gehört zu den ältesten in Brandenburg. Er wurde 1851 erweitert und 1862 mit einer Mauer aus Ziegelsteinen umgeben. 1987 entfernte man etwa 60 Meter der noch stehenden Umfassungsmauer. Der älteste noch erhaltene Grabstein stammt von 1784. Im Jahre 1924 wurde der zweite jüdische Friedhof an der Freienwalder Straße neben dem Waldfriedhof eröffnet und 1929 die heute nicht mehr bestehende Friedhofshalle eingeweiht. Auf dem Friedhofsgelände sind noch 53 Grabsteine erhalten geblieben.

### Stiftung WaldWelten
Die Stadt Eberswalde hat im Jahr 2010 gemeinsam mit der Hochschule für nachhaltige Entwicklung Eberswalde HNEE (FH) die Stiftung WaldWelten ins Leben gerufen. Zweck der Stiftung WaldWelten ist die Förderung der waldbezogenen Wissenschaft und Klimafolgenforschung, die öffentliche Umweltbildung, die Förderung von waldbezogener Kunst und Kultur sowie des Naturschutzes. Der gut 140 Hektar große Stiftungswald befindet sich im Süden der Stadt, zwischen Forstbotanischem Garten/Schwappachweg und dem Ortsteil Spechthausen. Auf der Fläche entsteht schrittweise das Landesarboretum des Landes Brandenburg. Der Stiftungswald ist mit einem Fuß- und Radweg an das Stadtzentrum angeschlossen und dient der Bevölkerung als Naherholungsgebiet.

### Naturdenkmale

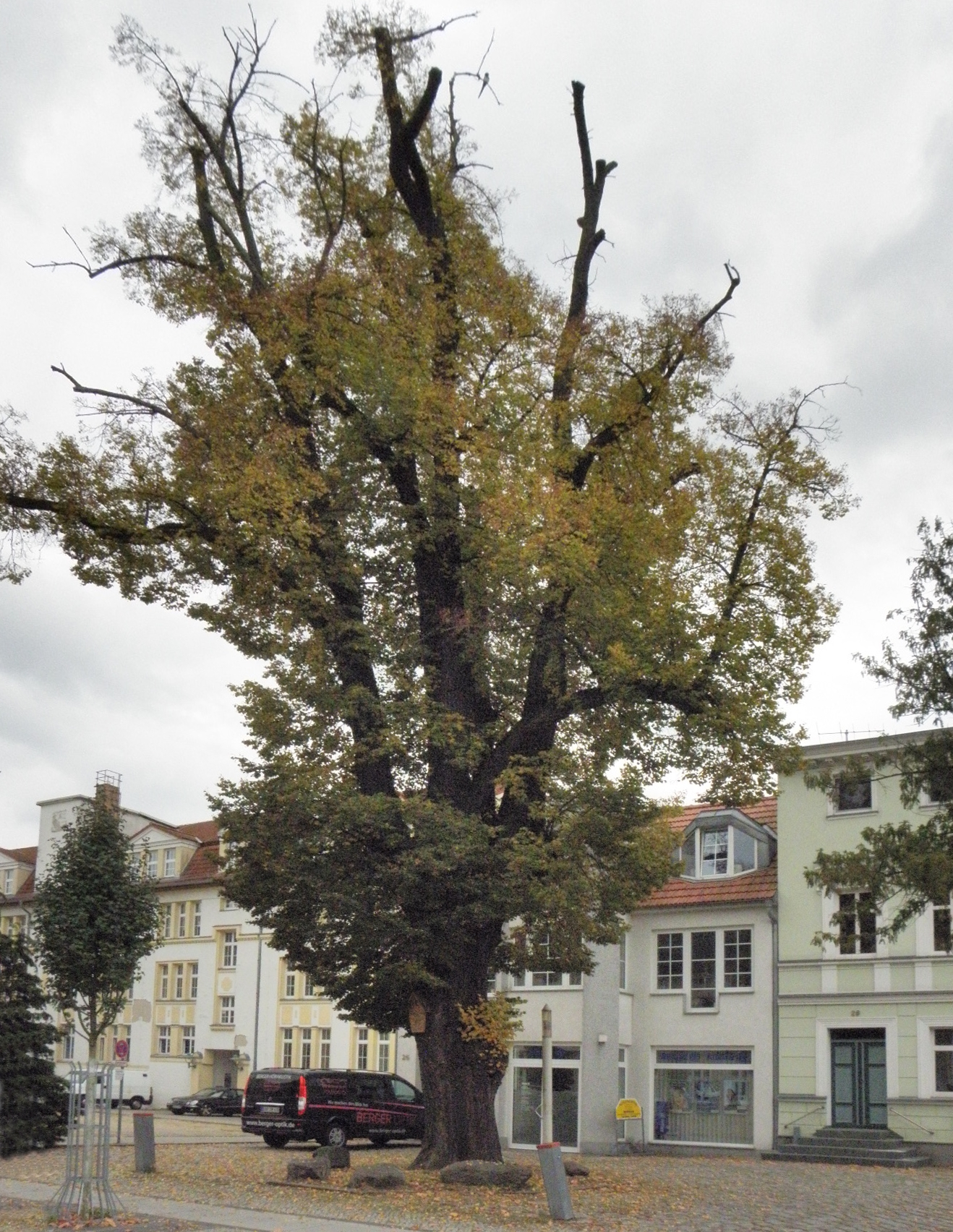
Naturdenkmal tilia cordata

Direkt im Ort, in der Schicklerstraße, am früheren Marktplatz der Eberswalder Vorstadt, ist eine Winterlinde erhalten. Ihr Alter wird auf 250 Jahre geschätzt. Laut angehängter Erklärungstafel ist sie rund 25 Meter hoch und verfügt über einen Stammumfang von 3,25 Meter (siehe Bild).

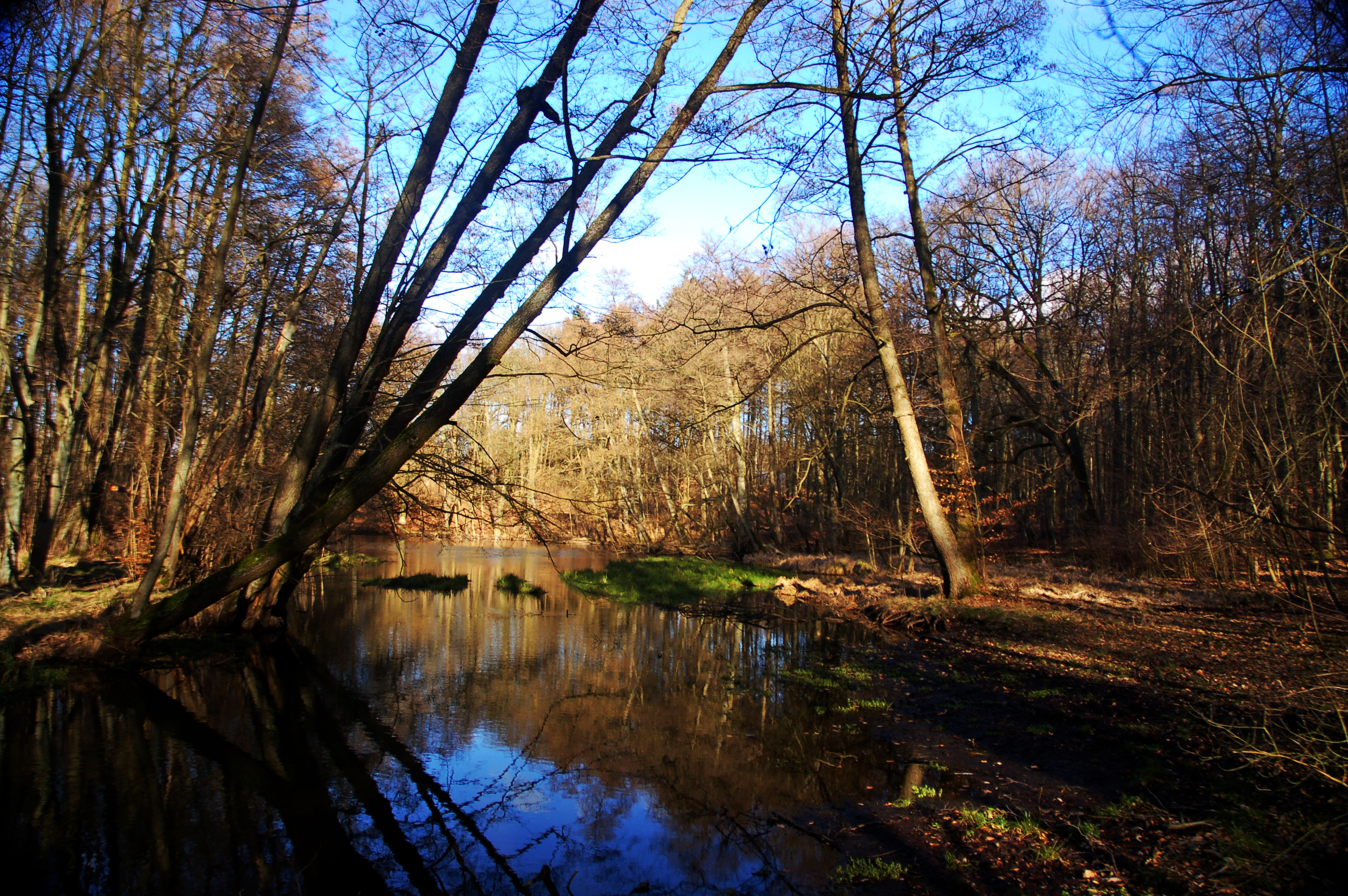
Zainhammer Teich im Stadtforst

Die Stadt Eberswalde ist umgeben von ausgedehnten Waldflächen. Direkt an die Stadt grenzt im Süden der Eberswalder Stadtforst, der sich bis nach Trampe, Klobbicke, Tuchen und Grüntal erstreckt und eine Fläche von ca. 60 km² hat.
Nordöstlich der Stadt gibt es weitere ausgedehnte Waldflächen mit dem Totalreservat Plagefenn nördlich der Ortschaft Liepe. Rings um die Stadt liegen viele Seen, Bäche, Moore und Heiden.

### Geschichtsdenkmale

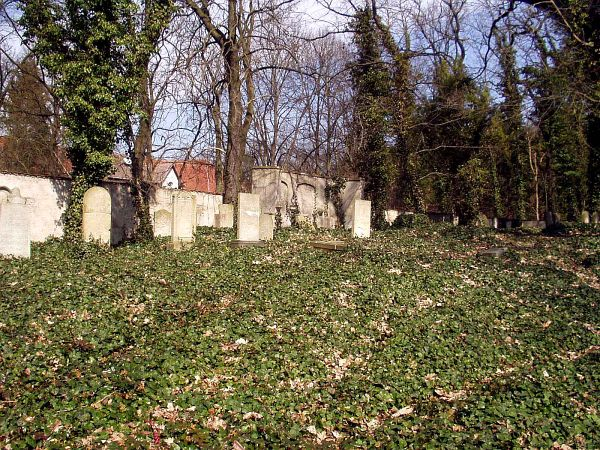
Alter jüdischer Friedhof

- Alter Jüdischer Friedhof von 1751, Oderberger Straße
- Denkmal für die Opfer des Faschismus auf dem Karl-Marx-Platz
- Ehrengrab für drei sowjetische Kriegsgefangene auf dem Lichterfelder Friedhof
- Gedenkstätte für die ausländischen Zwangsarbeiter auf dem Waldfriedhof Freienwalder/Breite Straße
- Judenhaus, Kirchstraße 18 als Deportationssammelstelle
- Neuer Jüdischer Friedhof von 1929, Freienwalder Straße
- Heldenhain Eberswalde, Denkmal für die Gefallenen des Ersten Weltkrieges am Rand der Oberheide, südlich der Georg-Herwegh-Straße
- Baumdenkmal für die Deutsche Einheit im Familiengarten mit Metallskulptur Zusammen(ge)wachsen des Eberswalder Metallbildhauers Eckhard Herrmann[39][40]

### Museum

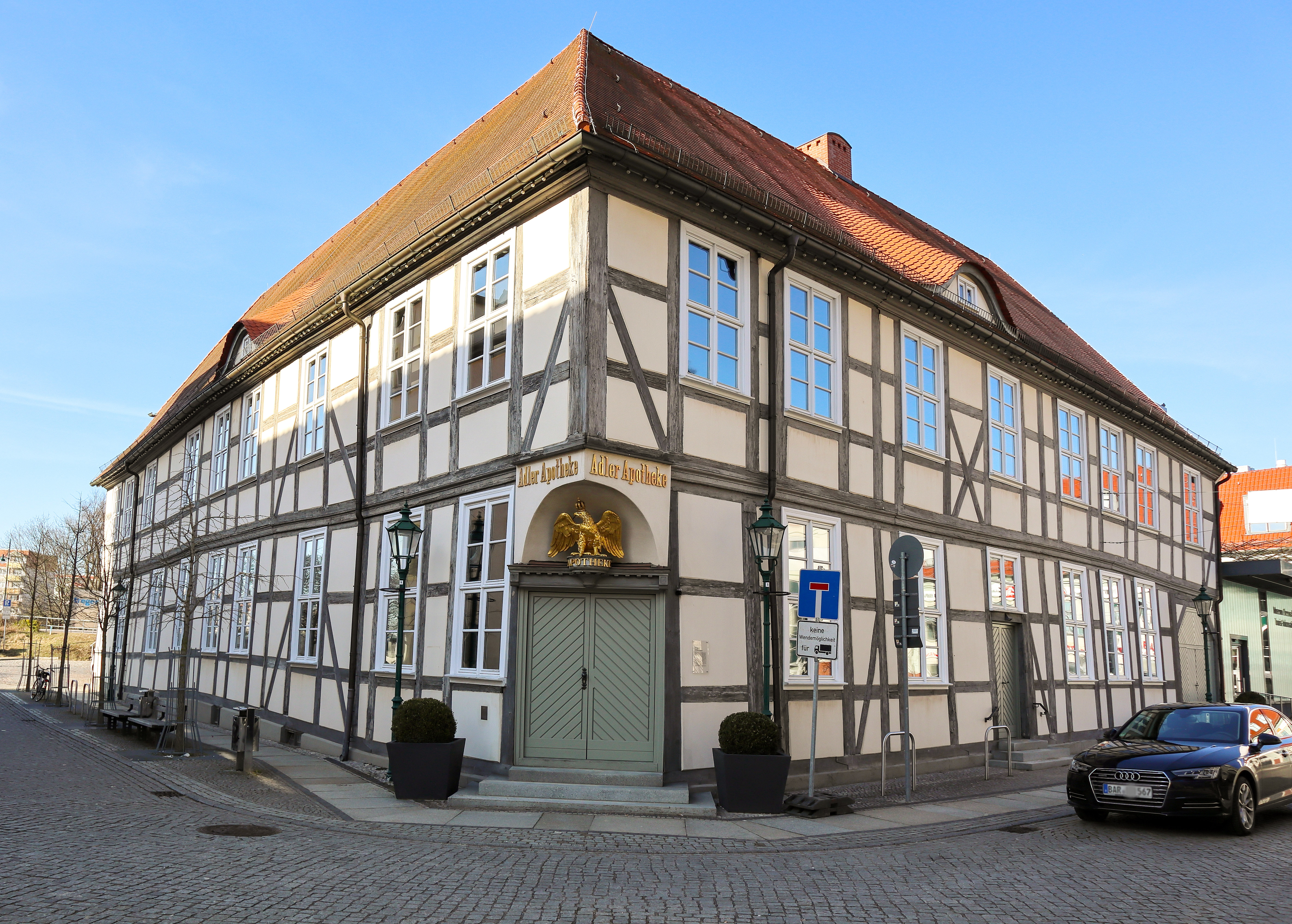
Adlerapotheke mit Stadtinformation und -museum

Ein Museum für Regionalgeschichte befindet sich im ältesten erhaltenen Fachwerkhaus der Stadt, der ehemaligen Adler-Apotheke. In dem dreigeschossigen Gebäude in der Steinstraße befand sich von 1623 bis 1986 eine Apotheke. Seit 1906 ist dort eine Touristeninformation untergebracht. Das Museum wurde am 4. Februar 1906 gegründet. Bei seiner Gründung wurde der Historiker und Redakteur der Eberswalder Zeitung Rudolf Schmidt mit der Verwaltung betraut. Das Museum war zuerst im Dachgeschoss des Rathauses, später in der Hindenburg-Oberrealschule (heute Gesamtschule Mitte), der St.-Georgs-Kapelle und in einer Schule in der Kirchstraße 8 untergebracht. Aus den anfänglich 150 Exponaten sind mittlerweile 12.500 geworden. Zu den interessantesten Ausstellungsstücken zählt die Nachbildung des bronzezeitlichen Eberswalder Goldschatzes – er gilt als der größte Goldfund in Deutschland. Die acht Goldschalen sowie die 73 anderen Teile wie Halsschmuck und Armbänder mit einem Gesamtgewicht von 2,54 Kilogramm purem Gold stammen aus dem 9. Jahrhundert v. Chr. und wurden am 16. Mai 1913 bei Ausschachtungsarbeiten eines Hauses in einem Tongefäß entdeckt und nach Berlin gebracht. 1945 fielen diese offenbar der Roten Armee in die Hände. Im Januar 1994 wurde bekannt, dass sich der sogenannte Eberswalder Goldschatz im Moskauer Puschkin-Museum befindet.
Das Museum zeigt an einem Modell die Funktionsweise des ehemals im Eberswalder Ortsteil Spechthausen betriebenen Kupferhammers. Ein besonderes Ausstellungsstück ist eine aufwendig gestaltete Kupferschmiedeinnungslade des märkischen Kupferschmiedegewerks aus dem Jahre 1663. Diese gehörte dem aus Berlin stammenden Hammermeister Christoph Puchert, der auf dem Kupferhammer arbeitete.

### Musik
Die Freilichtbühne im Familiengarten Eberswalde auf dem ehemaligen Gelände der Landesgartenschau 2002 ist der größte Veranstaltungsort. Sie bietet bis zu 4000 Besuchern einen Sitzplatz. In der St.-Georgs-Kapelle finden Konzerte der klassischen und modernen Kammermusik sowie musikalisch-literarische Veranstaltungen statt. Die kleine Konzerthalle bietet bis zu 80 Personen Platz. Seit der Eröffnung des Paul-Wunderlich-Hauses wird der Plenarsaal auch als öffentlicher Veranstaltungsraum genutzt.
In Eberswalde findet seit 1994 jährlich das Jazz-Festival jazz in e. an wechselnden Veranstaltungsorten statt. Im Forstbotanischen Garten gibt es seit 2001 sommerliche Weltmusikkonzerte mit internationalen Künstlern in der Veranstaltungsreihe Purpur. Der Choriner Musiksommer wird von der Forstakademie Eberswalde veranstaltet und bietet Freunden der klassischen Musik einen ungewöhnlichen Rahmen in den Ruinen des Klosters Chorin.
Das Haus Schwärzetal ist das älteste erhalten gebliebene Haus für Großveranstaltungen. Hier finden jährlich die Eberswalder Faschingstage statt.

### Regelmäßige Veranstaltungen

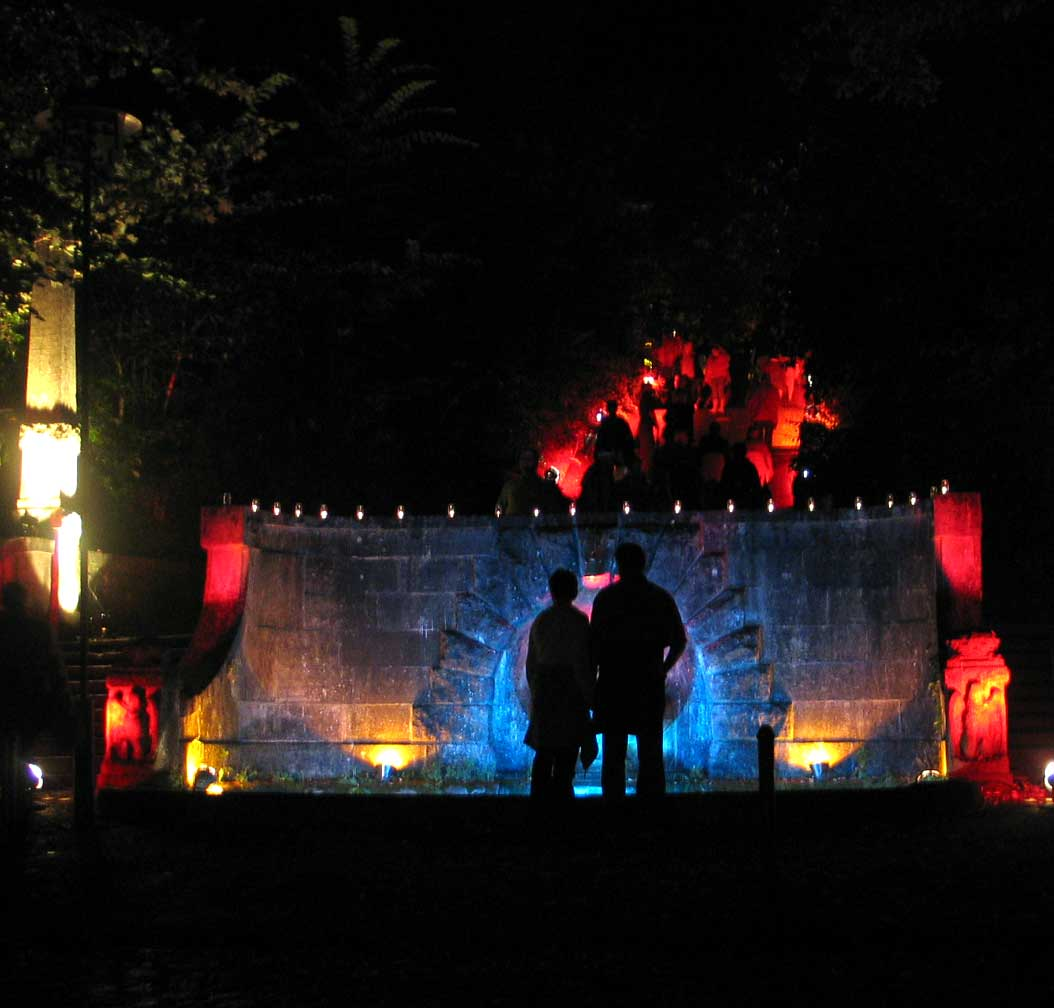
Schillertreppe zur Eberswalder Lichternacht

Fasching/Karneval: Erste Faschingsveranstaltungen in Eberswalde reichen bis ins 19. Jahrhundert zurück. Seit Mitte der 1980er Jahre gibt es Fasching und Karneval in Eberswalde. Traditionell ist der Austragungsort der Schuppen (das Haus Schwärzetal), der die Ausgestaltung der Räumlichkeiten für die Faschingsfeiern bietet. Fasching und Karneval sowie die Veranstaltungen anderer Vereine bilden die Eberswalder Faschingstage.
Für einige Jahre war das 1983 eröffnete Haus der Kultur (im Volksmund Las Vegas) ein kulturelles Zentrum der Stadt. Fast 800 Personen fanden zur gleichen Zeit Platz im Gebäude. Hier befanden sich eine Bierkneipe, Speiserestaurant, Nachtbar und eine Disko. 1985 nahmen 137.000 Menschen das kulturelle Angebot wahr. Nach der Wende in der DDR erfolgte die Schließung und das Haus Schwärzetal trat die Nachfolge des Hauses der Kultur an. Bis 2008 nutzte Neckermann das Gebäude. 2011 wurde das ehemalige Haus der Kultur abgerissen. Auch das Kulturhaus Beimlerstraße (Bauunion) sowie das Kulturhaus Rotes Finowtal (Westend-Kino) wurden nach der Wende geschlossen, um die Mittel für das Haus Schwärzetal und die darin stattfindenden Faschingstage zu konzentrieren.
Das Finowkanalfest findet jährlich im Frühsommer am Finowkanal statt. Im Zentrum nahe der Altstadt wurde dieses Volksfest bis 2003 an der Stadtschleuse veranstaltet. Neben einem Bootskorso städtischer Sport- und Faschingsvereine gibt es Konzerte, mittelalterliche Vorführungen und Tanzveranstaltungen. Seit dieses Fest von der Stadt im Familiengarten durchgeführt wird, sind die Besucherzahlen stark rückläufig.
Weitere Veranstaltungen sind die Choriner Filmnächte (sie finden alljährlich im Spätsommer im Klostergarten Chorin statt), das Internationale Filmfest Eberswalde (es wird alljährlich im Spätsommer unter wechselnden Mottos veranstaltet). Rock aus E. wird seit 1998 jährlich am letzten Sonnabend im Mai veranstaltet. Punk Is Not Dead mit Auftritten diverser Punkrockbands findet seit 2003 immer am 2. Oktober im Jugend- und Kulturverein Exil Eberswalde oder im Rockbahnhof Eberswalde statt.

### Kulinarische Spezialitäten

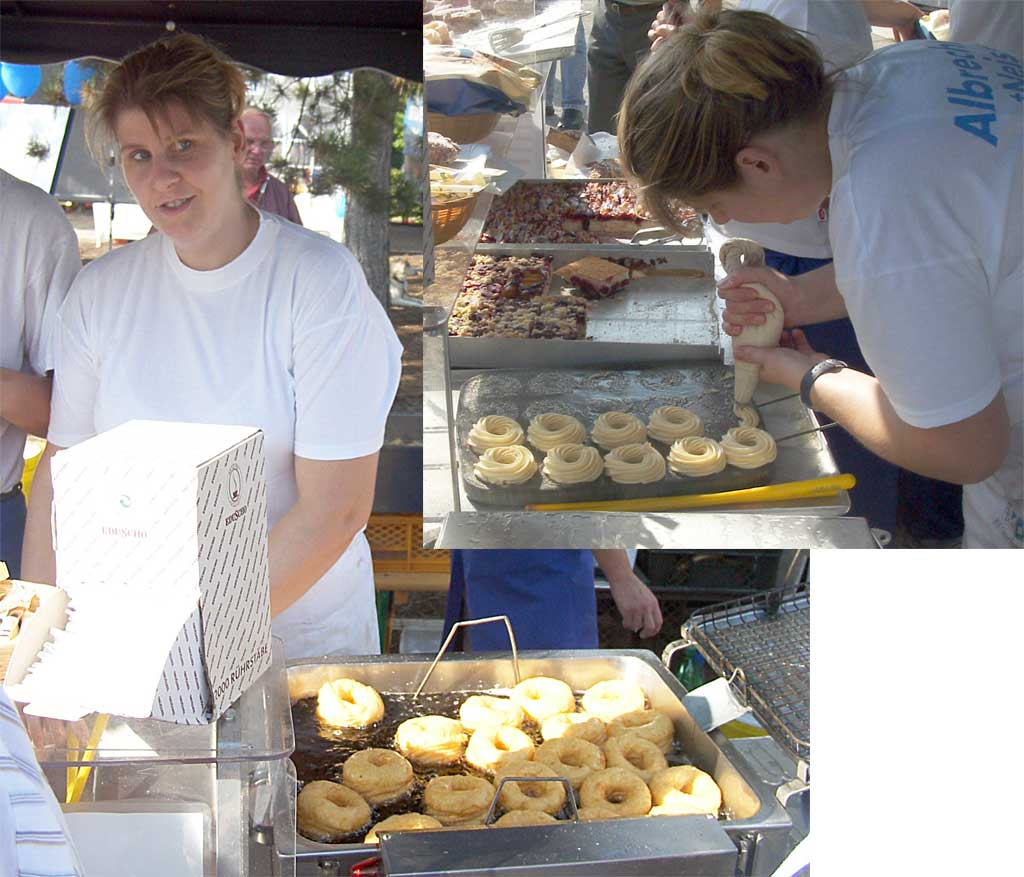
Zubereitung Eberswalder Spritzkuchen

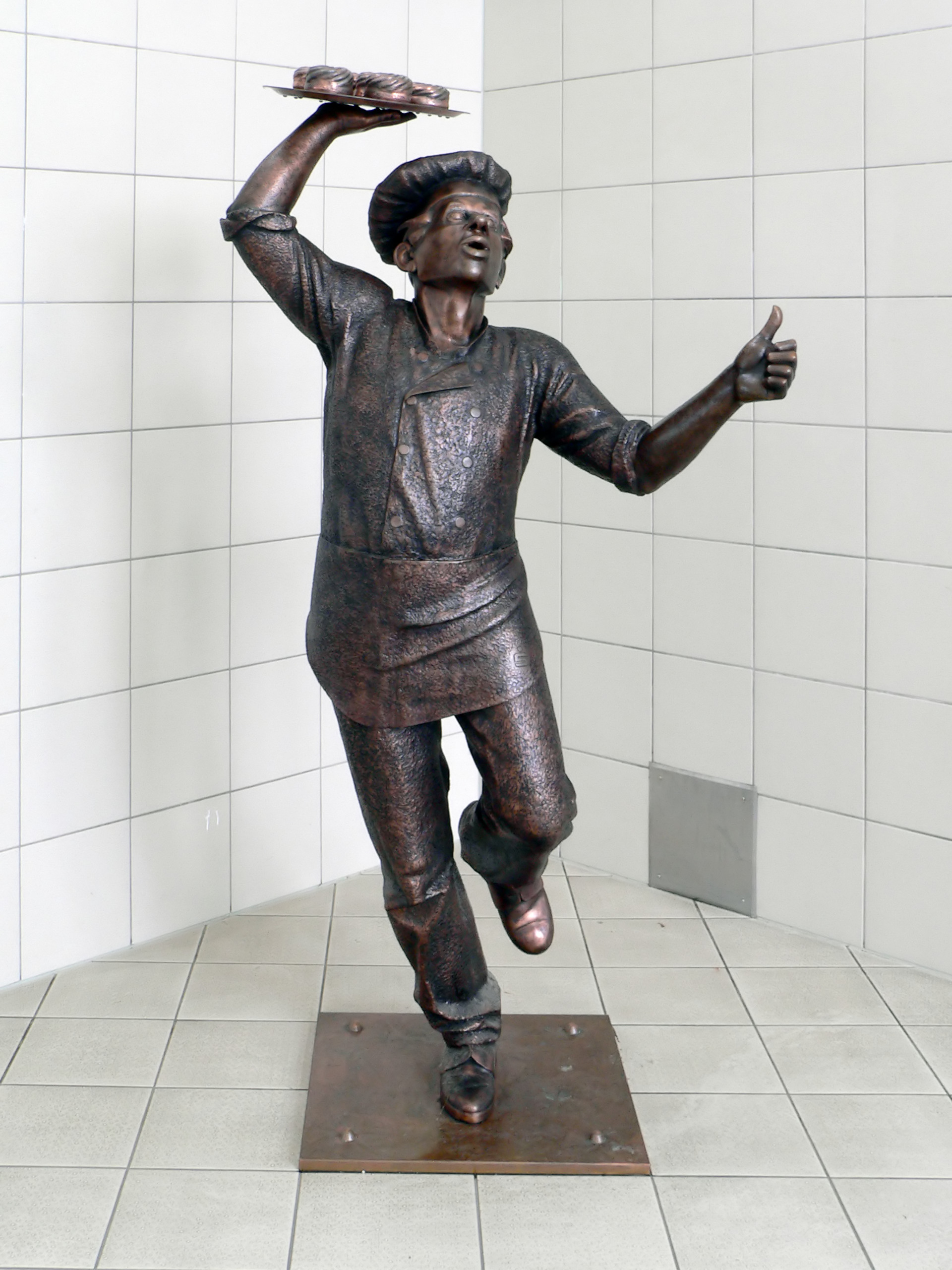
Statue mit Spritzkuchenjungen auf dem Bahnhof

Der Eberswalder Spritzkuchen ist ein Gebäck aus Brandteig, der in Fett frittiert wird. Das Backwerk aus dieser Stadt erreichte bereits im 19. Jahrhundert überregionale Bedeutung. Der Berliner Konditor und Lebküchler Gustav Louis Zietemann hatte am 23. Februar 1832 die Genehmigung erwirkt, sich als Konditor in Eberswalde niederzulassen. Am 1. April 1832 eröffnete er seine Konditorei und bot dort erstmals Eberswalder Spritzkuchen an und lieferte diese ab 1842 an den Bahnhof. So wurden die Spritzkuchen ein Werbeträger für die Stadt und viele Reisende verbanden den Namen von Eberswalde mit den Spritzkuchen.
In der Zeit nach der Weltwirtschaftskrise wurden von der Stadt Eberswalde zwei Notgeld-Scheine ausgegeben (25 und 50 Pfennig). Es kursiert das Gerücht, dass diese Scheine zum Bezahlen von Spritzkuchen auf dem Bahnhof gedacht waren, sie waren aber normales Notgeld. – Zum Gedenken an Zietemann wurde im Eberswalder Bahnhof eine Bronzestatue aufgestellt.
Eberswalder Würstchen sind eine besondere Eberswalder Spezialität, die allerdings in Britz hergestellt wird. Es sind speziell gewürzte und schlanke Bockwürstchen, die eine große Verbreitung auch außerhalb von Eberswalde erlangten.

## Wirtschaft und Infrastruktur

### Wirtschaft

#### Überblick

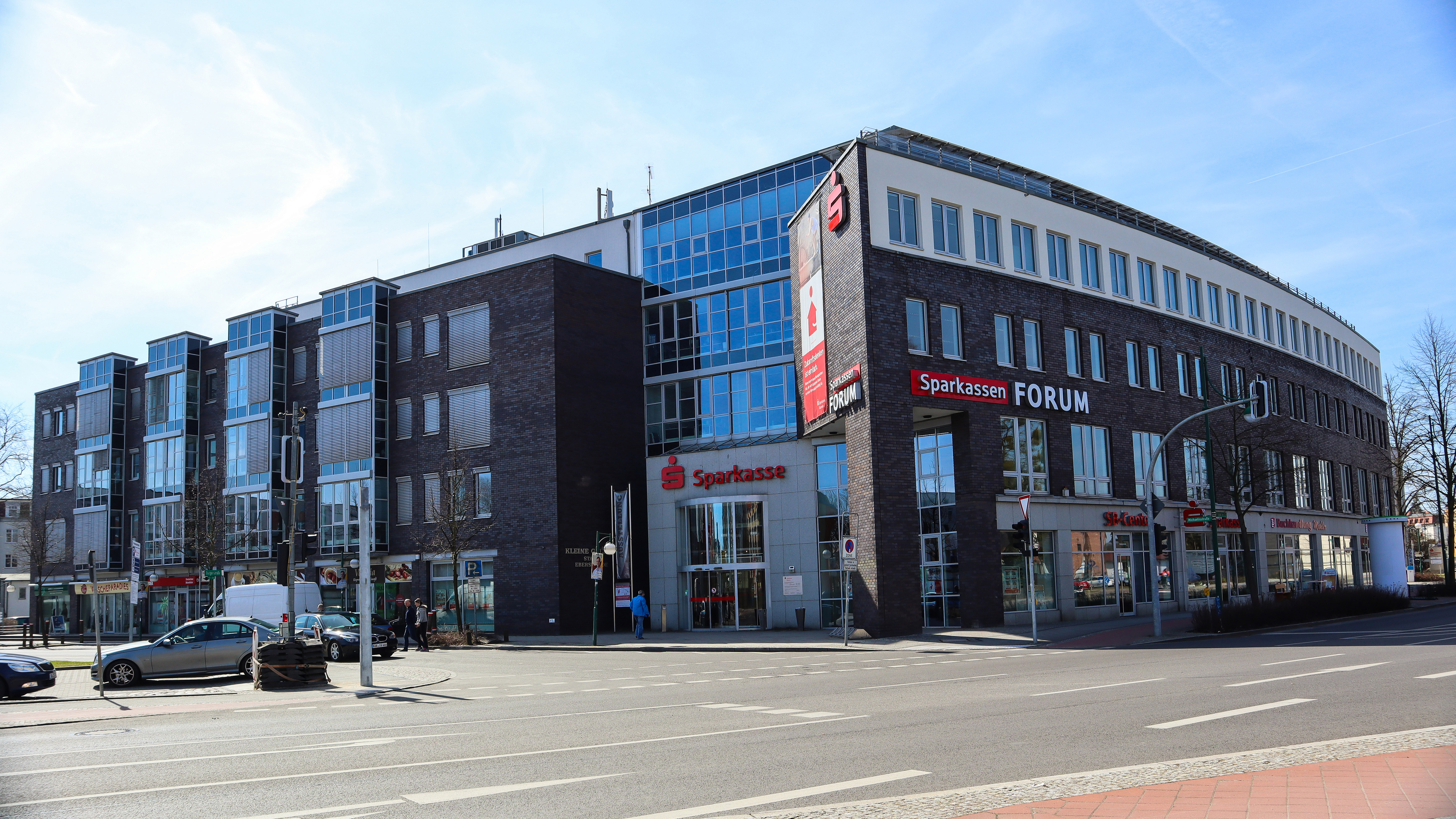
Sparkasse Barnim

Die Stadt ist von der brandenburgischen Landesregierung als Regionales Entwicklungszentrum (REZ) und als Mittelzentrum mit Teilfunktionen eines Oberzentrums eingestuft. Eberswalde ist im Landkreis Barnim der einzige Regionale Wachstumskern mit verschiedenen Branchenkompetenzfeldern. Die Wirtschaftsstruktur ist geprägt durch die Nahrungs- und Genussmittelindustrie, den Waggonbau, die Holzbe- und -verarbeitung, den Maschinenbau, die Eisen-, Stahl- und Buntmetallerzeugung, die Elektrotechnik und den Binnenhafen.
Weiterhin gibt es einige Betriebe aus der Metallverarbeitung, der Massengüterproduktion und dem Recyclinggewerbe. Charakteristisch für die soziale Infrastruktur ist die Gesellschaft für Leben und Gesundheit mbH (GLG), zu der unter anderem die Klinikum Barnim GmbH, das Werner-Forßmann-Krankenhaus und die Martin-Gropius-Krankenhaus GmbH gehören. Im Universalbankgeschäft ist die Sparkasse Barnim mit Sitz in Eberswalde Marktführer im Landkreis Barnim.
Die städtische Infrastruktur wird in den 2020er Jahren durch den Auf- und Ausbau eines hochleistungsfähigen Glasfasernetzes für die Daten-, Sprach- und Bildübertragung modernisiert. Wichtige Standorte wie die Gewerbegebiete, die Banken und Sparkassen, die Stadt- und Kreisverwaltungen sowie das Behördenzentrum wurden an das Citynetz angeschlossen. Die Entwicklung des Flugplatzes Eberswalde-Finow zu einem Verkehrslandeplatz mit überregionaler Bedeutung und der Bau einer Ost-West-Schnellstraße mit Anschluss der Gewerbestandorte ist geplant. Auf dem Flugplatzgelände wurde 2010/11 mit dem Solarpark Finow Tower der zum damaligen Zeitpunkt größte Solarpark Europas mit einer Leistung von 84,7 MWp errichtet.

#### Ansässige Unternehmen in der Region (Auswahl)

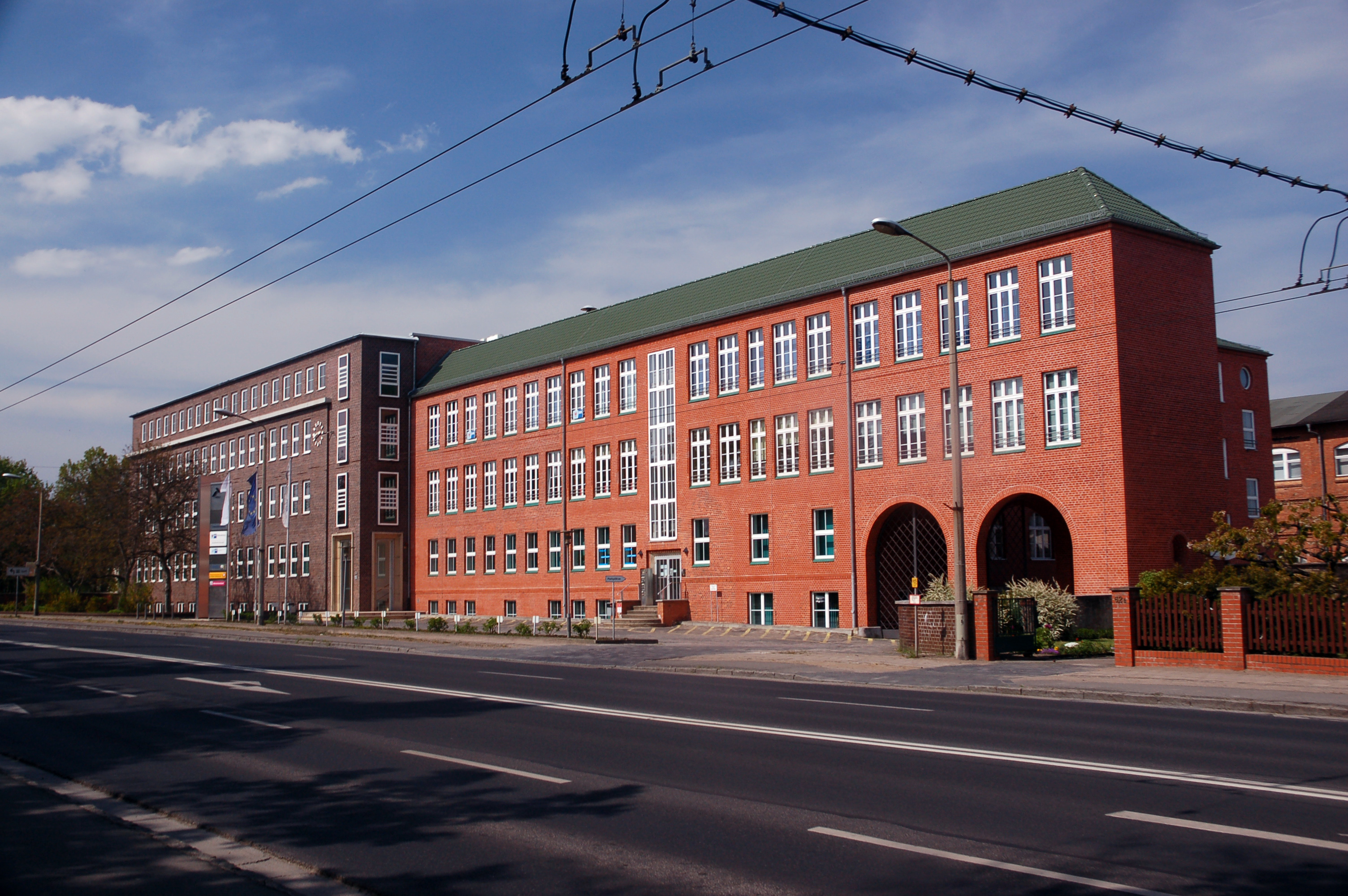
Kranbau Eberswalde

Die in Eberswalde bis 1990 ansässige Schwerindustrie (vor allem metallverarbeitende Betriebe) verlor nach der deutschen Wiedervereinigung stark an Bedeutung. Die großen Betriebe mussten aus wirtschaftlichen Gründen aufgeben oder sich stark verkleinern. Im Kranbau Eberswalde arbeiteten 1989 rund 3500 Menschen; in den 2020er Jahren sind es noch 200. Das Walzwerk Finow hatte zur Wende 2500 Mitarbeiter, bei der Stilllegung am 31. März 2012 waren es noch 145. Trotzdem blieb die Stadt ein industrielles Zentrum und mit der Neuausrichtung der Metallbranche ab 1990 wurde auch die Produktpalette erweitert.
Größter Arbeitgeber der Region ist die in Eberswalde ansässige GLG Holding Gesellschaft für Leben und Gesundheit mbH (siehe oben). Neben den genannten Krankenhäusern gehören ein ambulantes Rehabilitationszentrum, ein ambulanter Pflegedienst, eine Service- und Immobilienverwaltung sowie die MVZ Eberswalde GmbH dazu. In Angermünde gibt es die Medizinisch-Soziales Zentrum Uckermark gGmbH mit ihrer Tochtergesellschaft MVZ Prenzlau GmbH, das Kreiskrankenhaus Prenzlau, das Krankenhaus Angermünde sowie die Fachklinik Wolletzsee. Der Gesundheitskonzern GLG ist mit rund 3.600 Mitarbeitern eines der größten Unternehmen im Bundesland Brandenburg und größter Arbeitgeber in den Landkreisen Barnim und Uckermark.

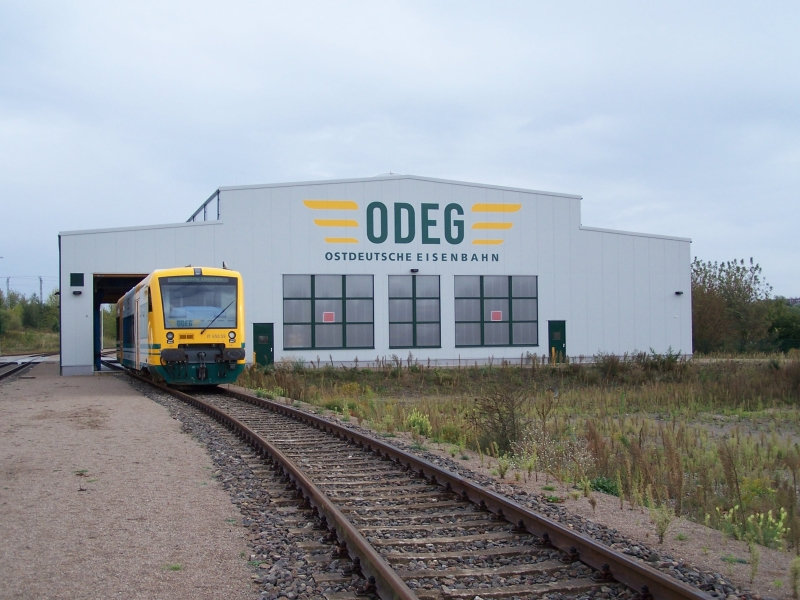
Halle der ODEG-Betriebsstätte

Zweitgrößtes Unternehmen und nach der Kreisverwaltung (mehr als 800 Mitarbeiter) drittgrößter Arbeitgeber ist die Deutsche Eisenbahn Service AG, ehemals DB Fahrzeuginstandhaltung GmbH (bis 1993 Reichsbahnausbesserungswerk) mit etwa 130 Beschäftigten (1989 noch 1500). Zur gleichen Branche zählt die Eberswalder Betriebsstätte der ODIG, einer Tochtergesellschaft der Ostdeutschen Eisenbahn GmbH (ODEG).
An größeren Unternehmen existieren noch die Finow Rohrleitungssystem- und Apparatebau Serviceleistungs GmbH (100 Mitarbeiter) und die Finow Automotive GmbH (70 Mitarbeiter). Überregionale Bedeutung haben die Eberswalder Brot- und Feinbackwaren GmbH Märkisch Edel und der Brennstoff- und Mineralölhandel K.-Otto Hucke.
Am Eberswalder Hafen betreibt die 1Heiz Gruppe eines der größten Biomassekraftwerke Europas (64 MW Leistung). Der erzeugte CO2 neutrale Strom wird in das öffentliche Netz eingespeist und deckt den Strombedarf von Eberswalde. Die anfallende Wärme dient zur Produktion von Holzpellets, am Standort werden 45 Mitarbeiter beschäftigt.
Die DRE/CON Großwälzlager GmbH (100 Mitarbeiter) wurde am 1. Januar 2007 von der Rothe Erde GmbH mit Sitz in Dortmund übernommen. DRE/CON entstand 1994 durch Abspaltung vom Kranbau Eberswalde und wurde 1995 von der Treuhandanstalt privatisiert. Das Werk stellt Drehverbindungen für Windkraftanlagen sowie für Förder- und Antriebstechnik her. Es wird Ende 2021 geschlossen.
Mit MP-TEC hat der größte Solarsystemanbieter für erneuerbare Energien in Ostdeutschland seinen Sitz in Eberswalde. 2006 erhielt das Unternehmen den Zukunftspreis Ostbrandenburg, ein Jahr später den Innovationspreis Berlin-Brandenburg 2007. Damit wurde MP-TEC für seine in Eigenentwicklung entstandene erste hemisphärische Nachführanlage für Solarmodule und Sonnenkollektoren ausgezeichnet.
Die Materialprüfanstalt Eberswalde (MPA) ist aus einem Landesamt des Landes Brandenburg hervorgegangen, bis zum Jahr 2005 hieß die MPA Materialprüfamt Brandenburg. Die Materialprüfanstalt hat die Aufgabe, im öffentlichen Interesse Prüfungen von Stoffen, Produkten, Anlagen und Verfahren mit dem Ziel durchzuführen, die Allgemeinheit gegen Gefahren zu sichern und die Wirtschaft in der Qualitätssicherung zu unterstützen.
Mit dem Namen der Stadt verbunden ist auch die EWG Eberswalder Wurst GmbH/EFG Eberswalder Fleisch GmbH. Sitz und Produktionsstätte liegen jedoch in der Gemeinde Britz nördlich der Stadt. Bekanntestes Produkt sind wahrscheinlich die Eberswalder Würstchen. Das frühere Schlacht- und Verarbeitungskombinat (SVKE) zählte 1989 mit rund 3000 Erwerbstätigen zu den größten Fleischwerken in Europa. Heute arbeiten in dem Betrieb noch 290 Personen.

#### Wirtschaftliche Kennzahlen
Es gibt in Eberswalde insgesamt 18.651 lohn- und einkommensteuerpflichtige Personen mit einem Gesamteinkommen von Euro. Von diesen 18.651 Beschäftigten sind 15.384 am Wohnort beschäftigt, darunter 7.944 männliche und 7.440 weibliche Beschäftigte (Stand 2018).
Im Mai 2014 lag die offizielle Arbeitslosenquote im Bereich Eberswalde bei 11,4 %. Die Arbeitslosenquote erreichte im Jahresdurchschnitt 2024 einen Wert von 7,5 %.

### Verkehr

#### Straßenverkehr
Die Bundesstraßen B 167 zwischen Neuruppin und Frankfurt (Oder) sowie B 168 von Eberswalde nach Cottbus wie auch die Landesstraße L 200 zwischen Bernau und Angermünde führen durch die Stadt und begründen ein erhebliches Verkehrsaufkommen.
Der Ort liegt nahe der A 11 Berlin–Stettin. Die nächstgelegenen Anschlussstellen sind Finowfurt und Chorin. Die Anbindung der Stadt mit einer Umgehungsstraße entlang des Oder-Havel-Kanals ist geplant.

#### Eisenbahnverkehr
Der Eberswalder Hauptbahnhof ist Kreuzungspunkt der Bahnstrecken Berlin–Pasewalk–Stralsund und Eberswalde–Frankfurt/Oder.
Eberswalde Hbf wird von folgenden Regionalexpress- und Regionalbahnlinien bedient:
- RE 3 Stralsund / Schwedt – Berlin – Jüterbog – Lutherstadt Wittenberg
- RB 24 Eberswalde – Schönefeld
- RE
B 60 Eberswalde – Frankfurt (Oder)
- RB 63 Eberswalde – Joachimsthal

Am Bahnhof halten ICE- und IC-Züge auf der Strecke Stralsund–Berlin. Während der überregionale Personenverkehr und die Verbindungen nach Berlin von der DB Regio Nordost betrieben werden, obliegt der Verkehr auf den Nebenstrecken der Niederbarnimer Eisenbahn.
Auf dem Gelände der ehemaligen Hufnagelfabrik im Ortsteil Kupferhammer ist noch eine bahntechnische Besonderheit zu sehen: die Reste des Waggonaufzugs Eberswalde.

#### Öffentlicher Personennahverkehr
Im Jahr 1901 verkehrte in Eberswalde mit der Gleislosen Bahn Eberswalde der erste regelmäßig betriebene Oberleitungsbus (Obus) Deutschlands. Dieser Betrieb hatte wegen technischer Schwierigkeiten jedoch nur drei Monate lang Bestand.
Vom 1. September 1910 bis zum 3. November 1940 verkehrte in der Stadt die Straßenbahn Eberswalde.
Heute besitzt Eberswalde neben Esslingen am Neckar und Solingen einen von nur noch drei deutschen Obus-Betrieben. Dieser Oberleitungsbus Eberswalde existiert seit dem 3. November 1940 und wird seit der Wende von der Barnimer Busgesellschaft mbH (BBG) elektrisch auf folgenden Linien betrieben: Die beiden Verbindungen vom Nordend (Linie 861) beziehungsweise vom Ostende (Linie 862) zum Brandenburgischen Viertel sowie nach Finow. Sie bewältigen den überwiegenden Teil des öffentlichen Verkehrs der Stadt. Im Jahr 2009 führte die BBG eine europaweite Ausschreibung zur Erneuerung der seit circa 1993 vorhandenen Obusse durch. Nachdem zunächst an Wasserstoff-Brennzellen-Busse gedacht worden war, wurden dann jedoch – wegen zu großer Risiken der neuen Antriebstechnik – herkömmliche Obusse mit der Möglichkeit einer autonomen Fahrt über etwa fünf Kilometer bevorzugt.
Im Stadtverkehr gibt es außerdem mehrere Omnibus-Linien.

Straßenbahn in Eberswalde 1915
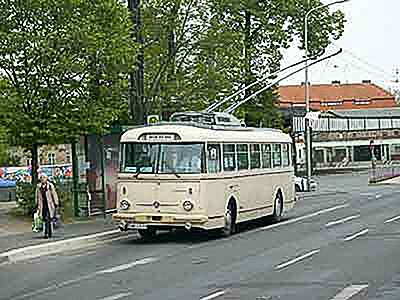
Historischer ŠKODA 9 Tr O-Bus in Eberswalde
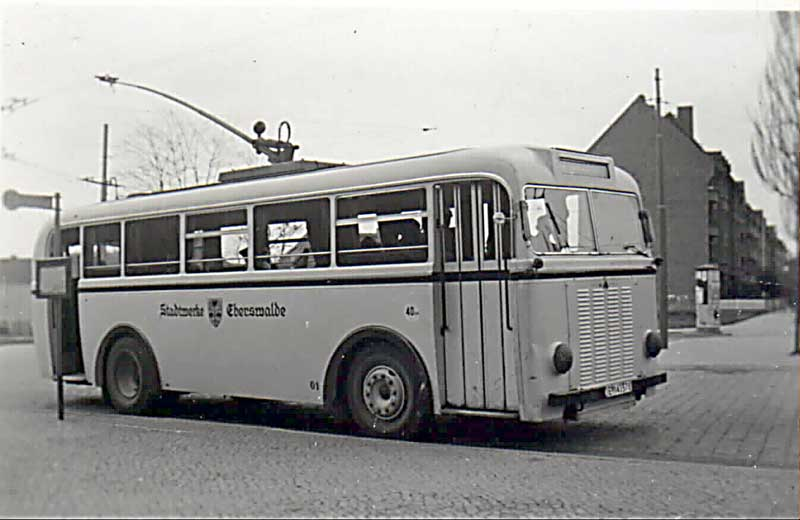
MPE1 O-Bus in Eberswalde 1940
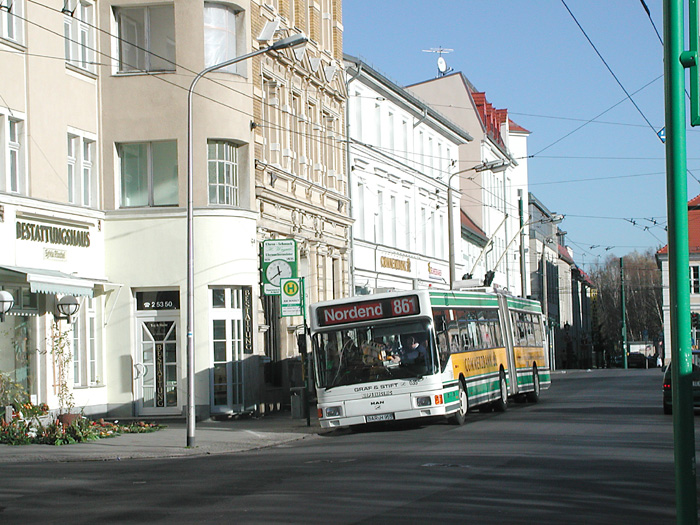
ÖAF Gräf & Stift NGE 152 M17

#### Schifffahrt

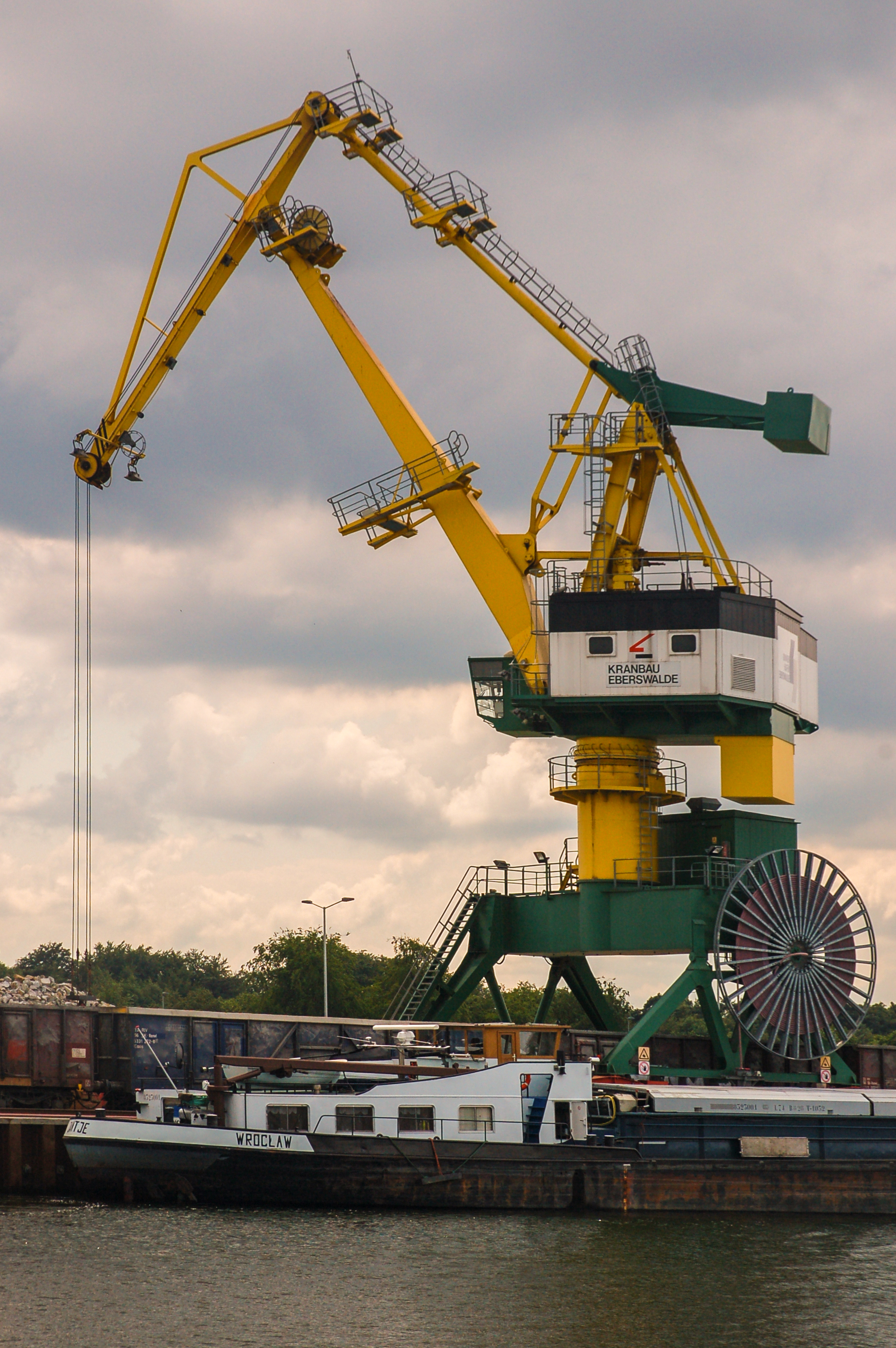
Binnenhafen

Der Finowkanal als älteste noch durchgängig befahrbare künstliche Wasserstraße Deutschlands war eine der Grundlagen der industriellen Entwicklung der Stadt Eberswalde. Er besitzt heute keine Bedeutung als Schifffahrtsweg mehr. Seine Führung mitten durch die Stadt macht ihn jedoch zu einem touristischen Anziehungspunkt.
Die Aufgaben des Finowkanals übernahm der 1914 eröffnete Oder-Havel-Kanal, der nördlich an der Stadt vorbeiführt. Der Oder-Havel-Kanal wird seit Anfang der 2000er Jahre für den Betrieb mit modernen Binnenschiffen kontinuierlich ausgebaut, wobei auch die gesamte Dichtung des Kanalbettes erneuert wird. Ein weiterer Teil dieser Erneuerungsarbeiten war der Ersatz der alten Kanalüberführung über die Berlin-Stettiner Eisenbahn. Dazu wurde nördlich des vorhandenen ein neues Kreuzungsbauwerk in Form eines Tunnels sowie ein neues Kanalbett gebaut. Die Bauarbeiten am Kreuzungsbauwerk begannen am 5. Juli 2004; die Freigabe für den Verkehr erfolgte am 11. Dezember 2006. Das neue Kreuzungsbauwerk schafft auch für die darunter liegende Bahnlinie bessere Bedingungen, die Stromleitungen können jetzt unter dem Kanal unter Spannung bleiben, und die Geschwindigkeit für die Strecke wurde von bisher 80 auf 160 km/h erhöht.
In Eberswalde wurde nach 1990 ein neuer Binnenhafen auf einer alten Liegenschaft der sowjetischen Streitkräfte gebaut und kontinuierlich erweitert. Dieser Hafen befindet sich zwischen der Lichterfelder Wassertorbrücke und der Dusterwinkelbrücke. Er ersetzt den alten Hafen in Nordend, der keine Erweiterungsmöglichkeiten mehr bot. Daneben werden in der neuen Hafenanlage der Steil Holding westlich der Lichterfelder Wassertorbrücke weitere Güter umgeschlagen. Die Kaianlage des ehemaligen Betonwerkes (zwischen Binnenhafen und Dusterwinkelbrücke) ist dagegen stillgelegt.

#### Luftverkehr
Der Flugplatz Eberswalde-Finow ist ein Zivilflugplatz, der bis zum Abzug der sowjetischen Truppen als Militärflugplatz betrieben wurde. Die Einflugschneise liegt über dem Süden der Stadt Eberswalde. Bis zur Wende wurden überwiegend Abfangjäger stationiert, es fanden aber auch Starts und Landungen mit schweren Transportflugzeugen statt.
Der am schnellsten zu erreichende internationale Flughafen ist Berlin Brandenburg.

### Medien
Am 16. Oktober 2009 wurde der bisherige Stadtsender Eberswalde TV (Sendestart 2003) in den Lokalsender ODF – Fernsehen für Ostbrandenburg umgewandelt, der im Barnim, Märkisch-Oderland und dem Landkreis Oder-Spree unterschiedliches Lokalprogramm ausstrahlt. Im Frühjahr 2009 übernahm Eberswalde TV die Sendelizenz des Senders Oskar TV aus Fürstenwalde, der seit 1995 den Landkreis Oder-Spree, Märkisch-Oderland und einen Teil des Barnims mit aktuellem Programm versorgte.
ODF kann in den Kabelnetzen der Landkreise Barnim und Oder-Spree von rund 118.000 Zuschauern empfangen werden. In Eberswalde sind über Kabel etwa 17.000 Haushalte angeschlossen. Redaktionen befinden sich in der Sendezentrale Eberswalde, in Bernau und Fürstenwalde. Veranstalter ist die Eberswalder Blitz Werbe & Verlags GmbH.
Weitere lokale Medien in der Stadt Eberswalde:
- Märkische Oderzeitung, Tageszeitung, Auflage: ca. 31.000 regional, 100.000 gesamt
- BB Radio Nordost über BB Radio
- Eberswalder Blitz, kostenloses Anzeigenblatt, Auflage: ca. 91.000
- Barnimer Bürgerpost (bbp), erscheint monatlich
- Eberswalder Monatsblatt, Amtsblatt der Stadt Eberswalde, erscheint monatlich

### Behörden, Institutionen, Körperschaften

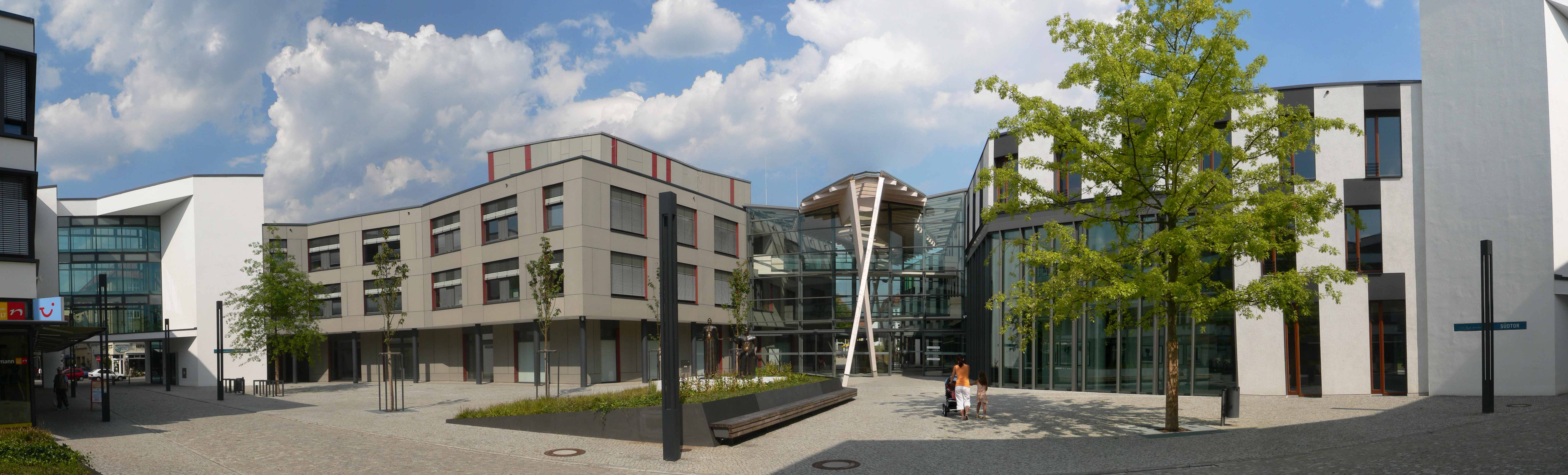
Kreisverwaltung im Paul-Wunderlich-Haus

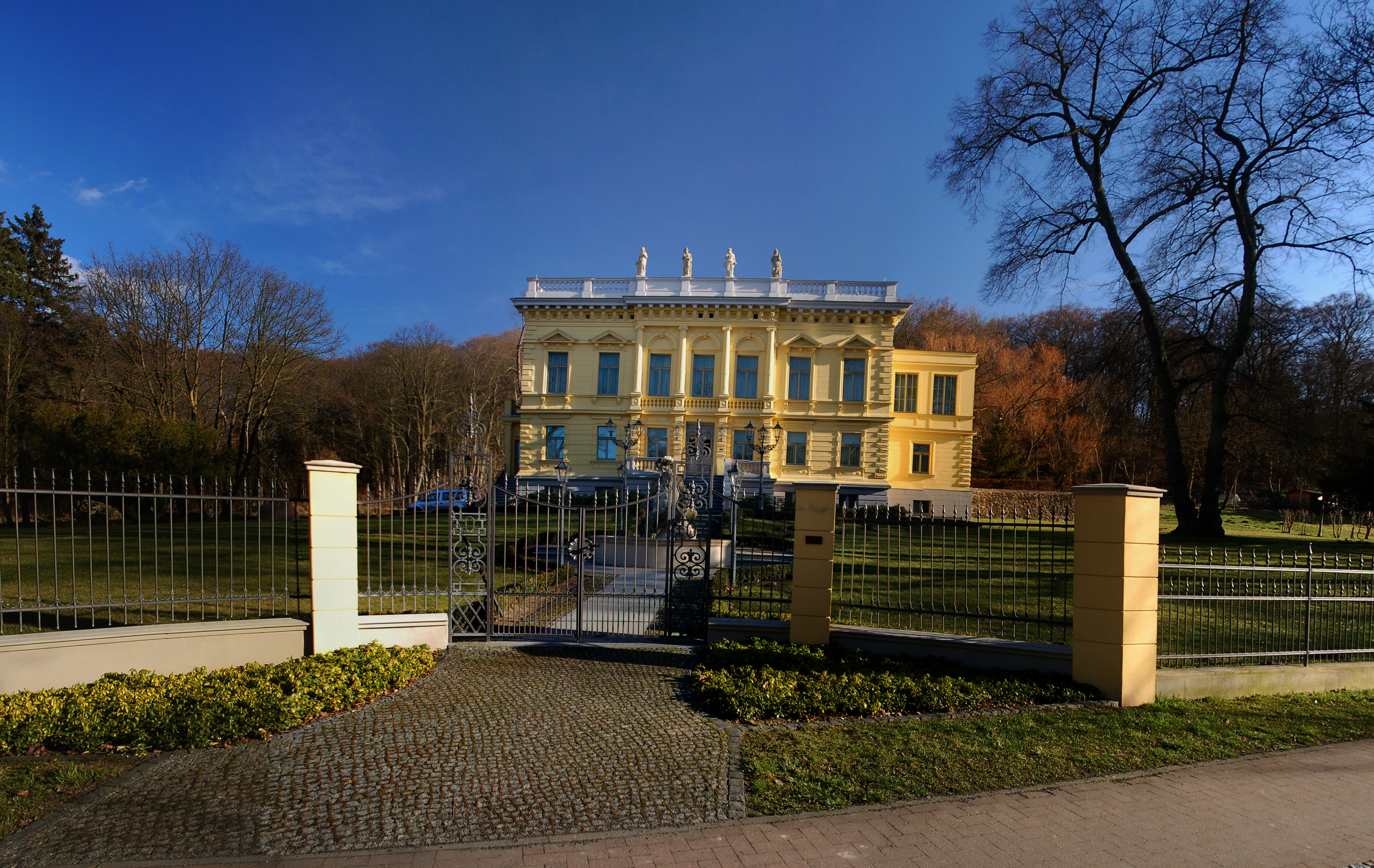
Standesamt in der Märchenvilla

Einer der größten öffentlichen Arbeitgeber ist die Agentur für Arbeit mit 570 Mitarbeitern im gesamten Agenturbezirk, davon 300 im Stadtgebiet von Eberswalde. Zum Agenturbezirk Eberswalde zählen neben der Hauptagentur mit Sitz in der Bergerstraße in Eberswalde die Geschäftsstellen Angermünde, Bernau, Prenzlau, Schwedt und Templin.
In Eberswalde beheimatet sind neben einem Amts- sowie Arbeitsgericht und einer Zweigstelle der Staatsanwaltschaft Frankfurt (Oder) außerdem das Landeskriminalamt für das Bundesland Brandenburg. Das zog im Jahr 2006 vom damaligen Basdorf hierher.
Als traditionelle Forststadt ist die Bundesforschungsanstalt für Forst- und Holzwirtschaft in Eberswalde beheimatet, außerdem die Landesforstanstalt, die Vorlauf- und Dienstleistungsaufgaben für den Fachkomplex Forstwirtschaft übernimmt und eng mit dem Landesumweltministerium zusammenarbeitet.
Weitere Behörden für das Land Brandenburg haben sich in Eberswalde niedergelassen, darunter die Abteilungen Großschutzgebiete und Raumentwicklung des Landesumweltamtes und das Materialprüfungsamt des Landes Brandenburg (Abt. Holz und Holzwerkstoffe), das Holzschutzmittelprüfungen für das gesamte Bundesgebiet vornimmt.
Die Kreisverwaltung für den Landkreis Barnim ist am Marktplatz im Paul-Wunderlich-Haus ansässig. Sie ist mit rund 500 Mitarbeitern größter öffentlicher Arbeitgeber der Stadt. Außerdem existiert in Eberswalde das Kreisarchiv.
Das Staatliche Schulamt, das Wasser- und Schifffahrtsamt, das rund 660 km an Wasserstraßen verwaltet sowie das Amt für Arbeitsschutz und Sicherheitstechnik, eine der unteren Arbeitsschutzbehörden des Landes, haben ihren Sitz ebenfalls in der Stadt. Der Landesbetrieb Straßenwesen Brandenburg betreibt eine Niederlassung in der Stadt und die Bundesanstalt Technisches Hilfswerk (THW) ist mit einem Ortsverband vertreten. Darüber hinaus unterhält Eberswalde seit 2000 eine Berufsfeuerwehr.

### Medizinische Einrichtungen

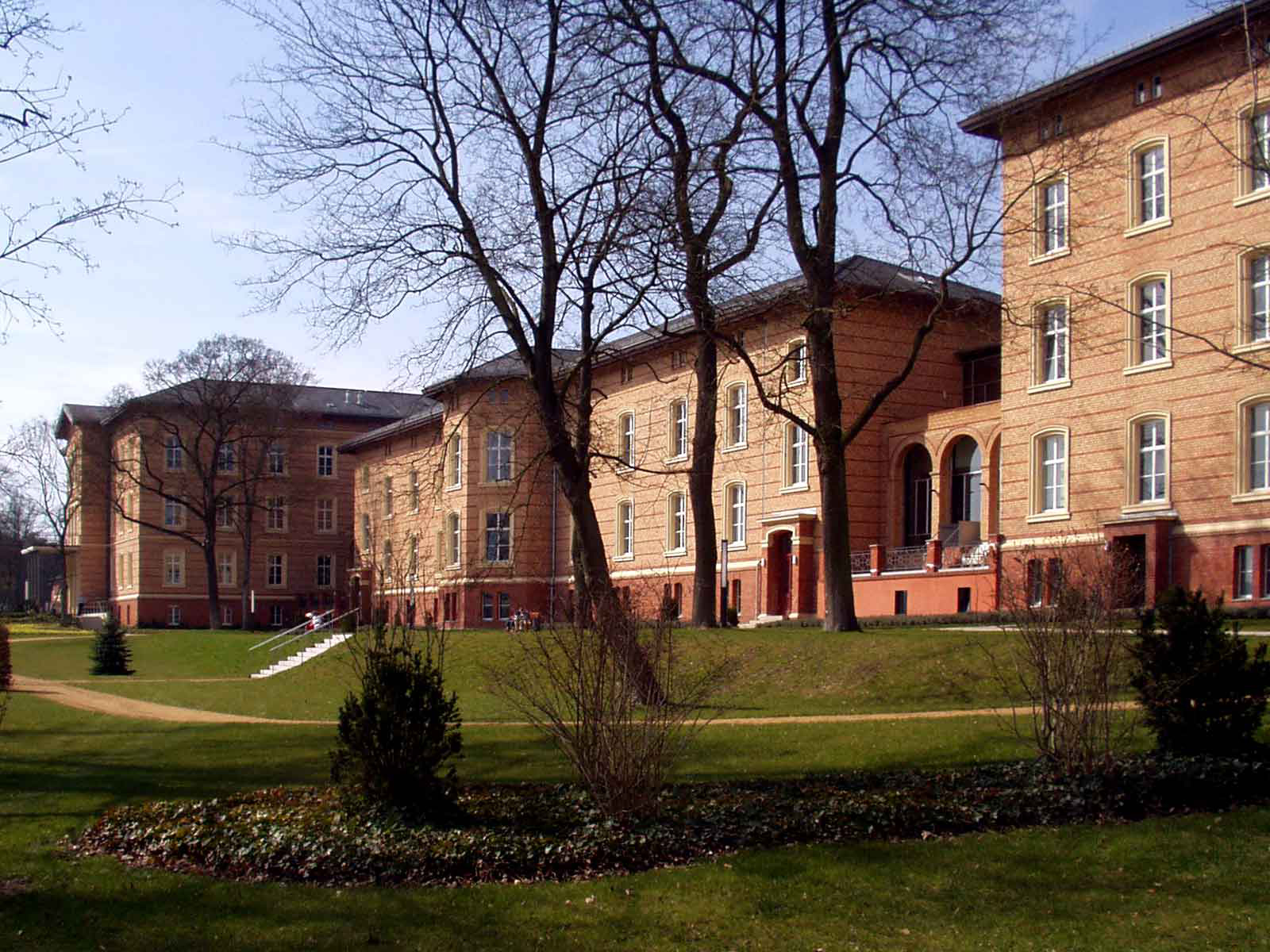
Martin-Gropius-Krankenhaus

In Eberswalde ist die Martin Gropius Krankenhaus GmbH (ehemals Landesirrenanstalt) beheimatet. Diese befindet sich im Stadtteil Nordende. August Zinn gründete schon 1873 einen Hilfsverein für Geisteskranke für die Provinz Brandenburg. An ihn erinnert eine Straße nördlich des Krankenhauses, der Dr.-Zinn-Weg. Der Architekt Martin Gropius entwarf die Pläne für die Provinzial-Irrenanstalt, die von 1862 bis 1865 gebaut wurde und damals den modernsten Standards für Krankenhausbauten entsprach. In den beiden Weltkriegen diente die Klinik als Lazarett, nach 1945 wurde sie von der Sowjetarmee als Zentrallazarett genutzt, während einige umliegende Objekte als Bezirkskrankenhaus für Psychiatrie und Neurologie der alten Bestimmung nachgingen.
Nach der Wende und dem Abzug der Sowjetarmee wurde der Gropius-Bau rekonstruiert und 2002 nach fünfjähriger Bauzeit wiedereröffnet. Die Umbau- und Sanierungsarbeiten sowie der Neubau der Klinik für Forensische Psychiatrie gehörten zu den größten Baumaßnahmen im Land Brandenburg. Lediglich die Gerontopsychiatrie wird weiter genutzt, die weiteren zu DDR-Zeiten benutzten Gebäude werden nicht weiter betrieben.
Das Werner-Forßmann-Krankenhaus ist ein akademisches Lehrkrankenhaus der Charité – Universitätsmedizin Berlin und befindet sich in der Rudolf-Breitscheid-Straße am südlichen Stadtrand von Eberswalde in der Nähe des Tierparks. Das Krankenhaus wurde als Auguste-Victoria-Heim gegründet, benannt nach der letzten deutschen Kaiserin, die bei der Eröffnung persönlich anwesend war.

### Bildung

#### Schulen
In Eberswalde existieren fünf Grund- und zwei weiterführenden Schulen, zwei Gymnasien und ein Oberstufenzentrum. Außerdem gibt es mehrere Schulen in freier Trägerschaft.

#### Hochschule für nachhaltige Entwicklung Eberswalde

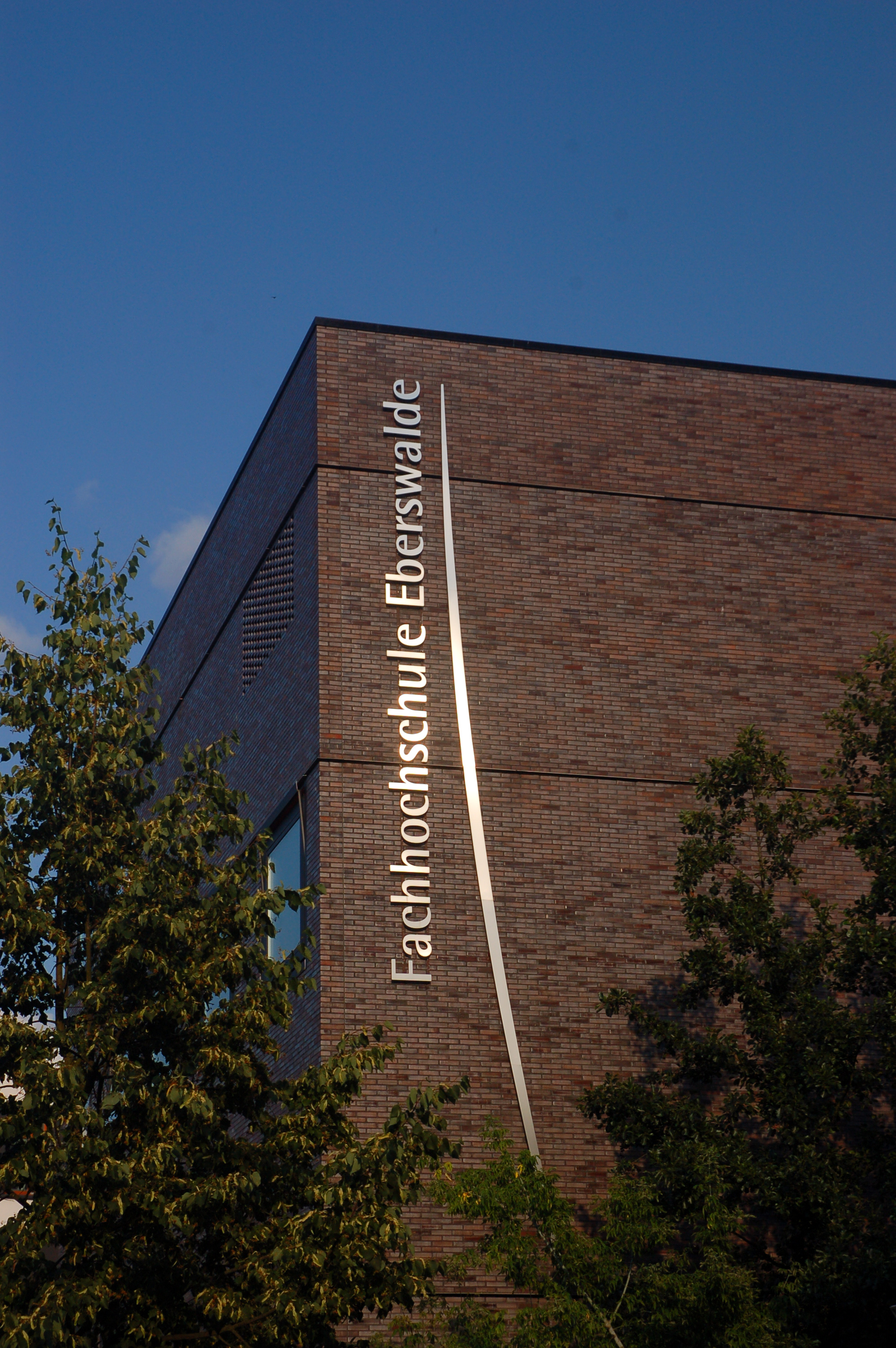
Hauptgebäude der FH Eberswalde

Die Hochschule für nachhaltige Entwicklung Eberswalde (Abkürzung: HNE Eberswalde bzw. HNEE) hat eine lange Tradition in der Stadt. Sie wurde 1830 als Höhere Forstlehranstalt von Friedrich Wilhelm Leopold Pfeil gegründet. Heute können Studenten aus vier Fachbereichen (Wald und Umwelt, Landschaftsnutzung und Naturschutz, Holzingenieurwesen, Nachhaltige Wirtschaft) insgesamt 17 Studiengänge wählen. 56 Professoren stehen rund 2100 Studenten gegenüber. Forschung und Lehre orientieren sich am Leitbild „Mit der Natur für den Menschen“ und stellen Tradition, Innovation und Kooperation in den Mittelpunkt ihres Handelns.

#### Hochschule für Gesundheitsfachberufe Eberswalde
Die HGE bietet seit dem Wintersemester 2023/2024 zwei primärqualifizierende duale Studiengänge an, die jeweils zu einem Bachelor of Science und einem staatlich anerkannten Berufsabschluss führen. Dies ist zum einen der duale Studiengang Hebamme B.Sc. sowie der Studiengang Pflege B.Sc.

### Sportvereine und Sportstätten
Der SV Motor Eberswalde ist mit seinen 13 Sportabteilungen und über 1000 Mitgliedern der größte Sportverein der Stadt. Seit seiner Gründung als Preußen 09 Eberswalde im Jahr 1909 konnten sich seine Mitglieder in 16 Sportarten erfolgreich beweisen und wurden selbst über die Landesgrenzen bekannt.
Größter Fußballverein der Stadt ist der FV Preussen Eberswalde. Seit 1994/1995 war die Mannschaft als FV Motor Eberswalde ununterbrochen Mitglied in der Oberliga Nordost (Staffel Nord). Am Ende der Saison 2006/2007 stieg der Verein als Letzter der Staffel in die Brandenburg-Liga ab und spielt seitdem (Stand Saison 2018/19) in dieser Spielklasse. 2011 fusionierte der FV Motor Eberswalde mit dem FC Freya Marienwerder zum FV Preussen Eberswalde.
Im Handball ist der 1. SV Eberswalde von überregionaler Bedeutung. Der Verein spielte 1987/1988 in der DDR-Oberliga und 1996/1997 in der 2. Bundesliga, Staffel Nord. 1995/1996 wurde die Mannschaft Nordostdeutscher Meister. Der Verein schaffte nach Ende der Saison 2006/2007 den Aufstieg in die Oberliga Berlin-Brandenburg, der damals vierthöchsten Spielklasse im Handball. Am Ende der Saison 2009/2010 gelang der Mannschaft der Aufstieg in die Handball-Oberliga Ostsee-Spree. Die neue vierthöchste Liga im Handballsport wurde zum Beginn der Spielzeit 2010/2011 gebildet. Am Ende der Saison 2011/2012 stieg der Verein in die Brandenburgliga ab.
Der SV Stahl Finow war sehr erfolgreich in den Sportarten Segeln, Kanu und Tischtennis, stellte in den 1970er- und 1980er-Jahren mehrere DDR-Meister. Die Sektion Segeln des Vereins hat ihren Standort am westlichen Ende des Werbellinsees in Wildau bei Eichhorst. Die 1994 herausgelöste Fußballabteilung des FV Stahl Finow agierte insgesamt vier Spielzeiten (1974/1975 bis 1976/1977 und 1981/1982) in der DDR-Liga, der zweithöchsten Spielklasse im Deutschen Fußball-Verband der DDR (DFV).
Die Herren-Mannschaft des Finower TTC Eberswalde spielte 1996/97 in der 2. Tischtennis-Bundesliga. 2007 kam es zur Fusion des TTC mit dem ESV Eberswalde, der nach Abschluss der Saison 2006/2007 den Aufstieg in die Oberliga Ost, der vierthöchsten Spielklasse im Tischtennis schaffte. Nach Abschluss der Spielzeit 2010/2011 stieg der Verein in die Verbandsliga ab. 2012 wurden die Herren des TTC Finow GEWO-Eberswalde Brandenburger Landesmeister und schafften damit sportlich den Aufstieg in die Oberliga. Aus finanziellen Gründen verzichtete der Verein aber auf diese Option. Die Damen-Mannschaft des TTC Finow GEWO-Eberswalde stieg nach Ende der Saison 2007/2008 aus der Regionalliga Nord, der dritthöchsten Spielklasse im Tischtennis, in die Oberliga Ost ab.

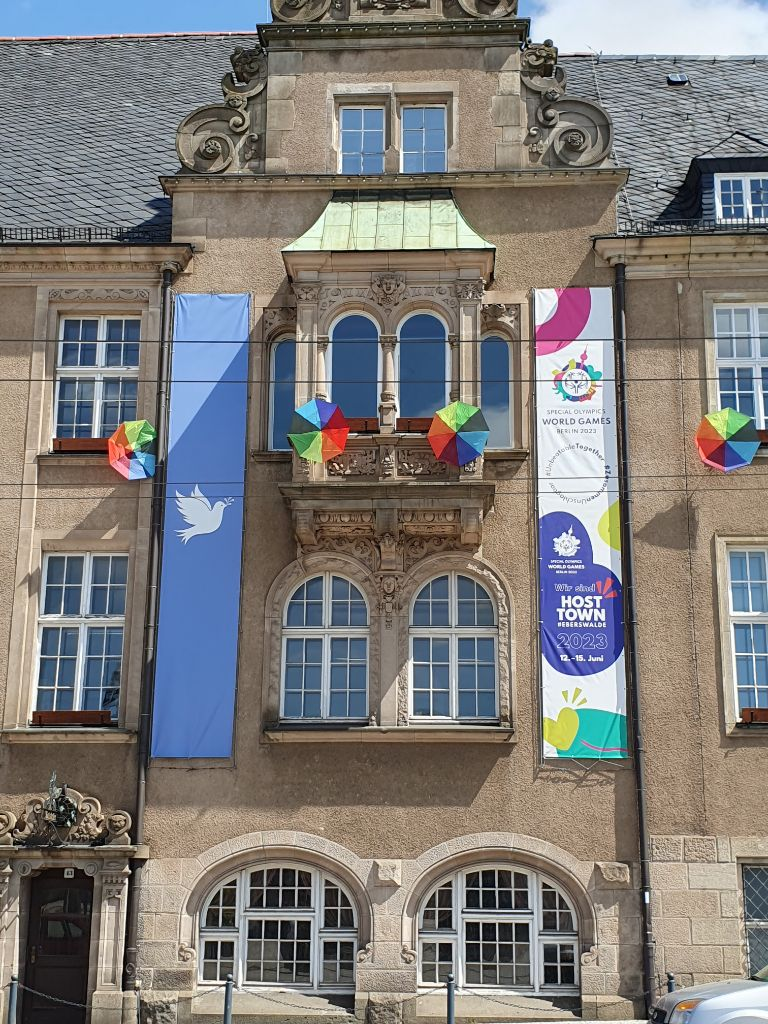
Rathaus Eberswalde, Host Town der Special Olympics World Summer Games 2023 in Berlin

In der Sporthalle der Technischen Werke in Westend ist der Judoclub Eberswalde beheimatet, dessen Mannschaft in der Saison 2007 in der 1. Bundesliga, Gruppe Nord, kämpfte. Nach einem Jahr Zugehörigkeit stieg der Verein am Ende der Saison wieder in die 2. Bundesliga ab. In der Aufstiegsrunde (Relegation) am 27. Oktober 2007 in Bottrop belegte er den vierten und letzten Platz. Von 2003 bis 2006 und von 2008 bis 2010 gehörte die Mannschaft zur 2. Bundesliga, Gruppe Nord. Nach einem Jahr Zugehörigkeit zur Regionalliga Nordost kämpft der Judoclub ab der Saison 2012 erneut in der 2. Bundesliga.
Der Tauchclub Werbellow ist in Eberswalde zu Hause und hat seine Tauchbasis am Werbellinsee.
Am 15. Juli 1952 gründeten Mitarbeiter der Chemischen Fabrik Finowtal die Betriebssportgemeinschaft Chemie Finow. Daraus entstand der heutige FSV Eintracht Finowtal (seit 2005 SV Medizin Eberswalde e. V.)
Auf das Jahr 1891 sind die ersten Anfänge des Schwimmsports in Eberswalde zurückzuführen. Seitdem hat der Eberswalder Schwimmverein viele große Erfolge gefeiert. Treffpunkt ist die Schwimmhalle (baff) im Stadtteil Westend.
Seit 1999 gibt es in Eberswalde das American-Football-Team der Eberswalde Warriors. Gegründet wurde das Team als Projekt für schwererziehbare Kinder und entwickelte sich über die Jahre mit steigendem Erfolg zu einem richtigen Verein. Mittlerweile spielen die Eberswalde Warriors in der Oberliga Ost, der vierthöchsten Spielklasse in Deutschland.
2021 bewarb sich die Stadt als Host Town für die Gestaltung eines viertägigen Programms für eine internationale Delegation der Special Olympics World Summer Games 2023 in Berlin. 2022 wurde sie als Gastgeberin für Special Olympics St. Vincent und die Grenadinen ausgewählt. Damit wurde sie Teil des größten kommunalen Inklusionsprojekts in der Geschichte der Bundesrepublik mit mehr als 200 Host Towns.

## Persönlichkeiten

### Ehrenbürger

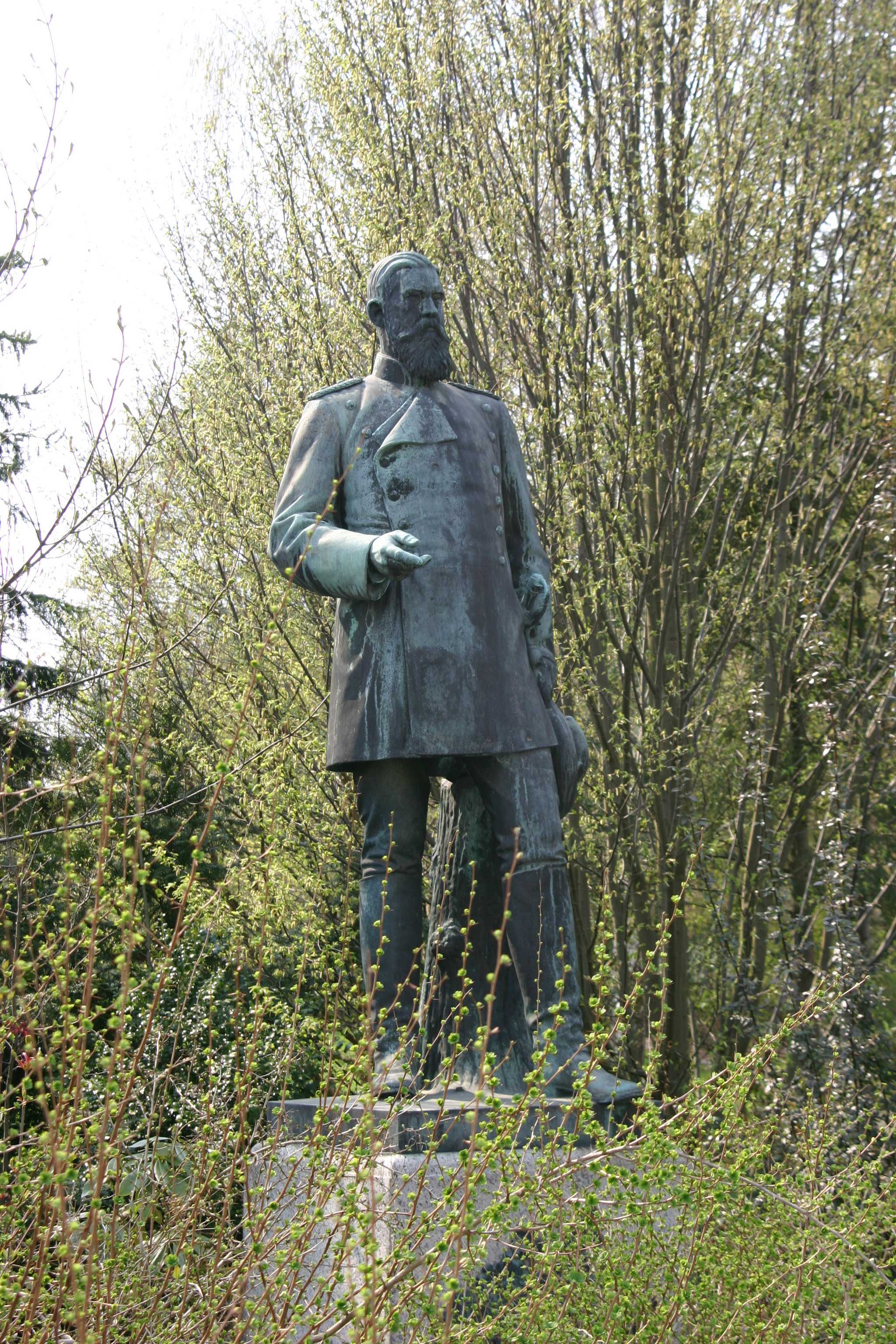
Bernhard Danckelmann, königlicher Landforstmeister und Direktor der Forstakademie

Den Titel Ehrenbürger erhalten nur lebende Personen. Die nachfolgende Übersicht zeigt deshalb ehemalige und heutige Ehrenbürger der Stadt Eberswalde, geordnet nach dem Datum der Verleihung.
- 1817: David Schickler (1755–1818), Bankier
- 1876, 25. Oktober: Theodor Bergmann (1808–1883), Kauf- und Ratmann
- 1892, 17. August: Johann Gottlieb Schreiber (1802–1905), Stadtverordneter, Kaufmann
- 1899, 29. August: Wilhelm Noebel (1821–1901), Mühlenbesitzer, Beigeordneter
- 1899, 29. August: August Lautenschläger (1843–1918), Stadtrat
- 1900: Bernhard Danckelmann (1831–1901), Akademiedirektor, Stadtrat
- 1908, 17. November: Herrmann Krause (1850–1932), Zimmermeister, Stadtrat
- 1909, 11. November: Herrmann Großmann (1837–1927), Bankdirektor, Stadtverordnetenvorsteher
- 1917: Paul Radack (1851–1929), Stadtrat
- 1917, 4. Oktober: Otto von Schjerning (1853–1921), Generalstabsarzt
- 1920, 11. Februar: Friedrich Boldt (1850–1925), Geheimer Studienrat, Stadtverordnetenvorsteher
- 1926, 30. März: August Teuber (1850–1927), Geheimer Studienrat, Kirchenältester
- 1927, 1. Juni: Ludwig Sandberg (1867–1933), Justizrat, jüdischer Anwalt
- 1928, 1. April: Ernst Hopf (1862–1948), Oberbürgermeister[92]
- 1928, 2. November: Adam Schwappach (1851–1932), Forstmeister
- 1933, 19. April: Paul von Hindenburg (1847–1934); 1991 aberkannt
- 1934. 13. März: Wilhelm Kube (1887–1943); aberkannt
- 1939, 13. Juni: Hermann Göring (1893–1946); 1991 aberkannt
- 1969, 25. April: Wiktor Lisizki, sowjetischer Oberst
- 1972: Fritz Schwarz, (1890–?), Widerstandskämpfer gegen den Nationalsozialismus[93]
- 1975, 23. April: Wassili Makarzew, sowjetischer Generalmajor
- 1995, 23. März: Erich Schuppan (1915–2006), Generalsuperintendent
- 2000: Günter Schulz, Tierparkdirektor
- 2008, 29. Juni: Paul Wunderlich (1927–2010), Künstler
- 2013, 27. September: Gunther Wolff (1930–2013), Forstwissenschaftler, Gründungsrektor der Fachhochschule Eberswalde (Verleihung posthum)

### Söhne und Töchter der Stadt
- Friedrich Leopold Palm (1786–1873), preußischer Generalmajor
- Oskar von Reichenbach (1848–1922), preußischer Generalleutnant
- Paul Müller-Walde (1858–1931), Kunsthistoriker
- Albert Kienscherf (1859–1928), Orgelbauer
- Marie Luise Becker (1871–1960), Schriftstellerin
- Clara Russo (1876–1943), Opernsängerin
- Martin Michael Rosenblüth (1886–1963), deutsch-israelischer Verbandsfunktionär, geboren in Messingwerk
- Herbert Kleine (1887–1978), Verwaltungsjurist, geboren in Heegermühle
- Friedrich Mieth (1888–1944), General der Infanterie der Wehrmacht
- Erich Lindemann (1894–1934), führendes Mitglied des Reichsbundes jüdischer Frontsoldaten, Opfer des sogenannten Röhm-Putsches
- Ernst Krüger (1895–1970), Politiker (KPD/SED)
- Vineta Bastian-Klinger (1897–1976), Schriftstellerin und Drehbuchautorin
- Bernhard Panzram (1902–1998), katholischer Priester und Theologe
- Karl Schulz (1902–1984), SS-Hauptsturmführer
- Wolfgang Zarnack (1902–1980), Jurist, SA-Führer
- Walter Gross (1904–1989), Schauspieler und Kabarettist
- Gerd von Koerber (1906–1983), Politiker (NSDAP)
- Erna Bürger (1909–1958), Kunstturnerin
- Hans Schrem (1911–1961), Journalist
- Dietrich von Oppen (1912–2006), Sozialethiker
- Volkmar von Zühlsdorff (1912–2006), Publizist und Diplomat, geboren in Finow
- Edith Krüger (1913–1988), Politikerin (SPD)
- Otto Siewert (1913–1986), Jurist und Politiker (CDU), geboren in Finow
- Wolfgang Rutschke (1919–1996), Politiker (FDP/DVP), geboren in Heegermühle
- Ingeborg Nahnsen (1923–1996), Sozialwissenschaftlerin und Professorin
- Eva Zeller (1923–2022), Schriftstellerin
- Horst Kramer (1924–2015), Forstwissenschaftler
- Erwin Mill (1927–2022), Fußballspieler
- Paul Wunderlich (1927–2010), Grafiker und Bildhauer
- Peter Baronsky (* 1932), Handballspieler
- Joachim Krüger (* 1933), Metallurge, Hochschullehrer
- Heinz Löhn (* 1934), Diplomat, DDR-Botschafter in Ecuador und Kolumbien
- Joachim Roering (* 1934), Filmregisseur und Drehbuchautor
- Peter Freiherr von Fürstenberg (1936–2024), Diplom-Forstwirt und Vizepräsident des Malteserordens
- Roland Reichwein (1936–2023), Soziologe und Hochschullehrer
- Dietrich-Jürgen Manske (1937–2019), Geograph und Heimatforscher
- Karlheinz Mund (* 1937), Dokumentarfilm-Regisseur
- Gebhard von Oppen (1938–2023), Physiker und Hochschullehrer
- Erhard Meier (* 1939), Politiker (SPÖ)
- Joachim Linck (1940–2013), Jurist und Honorarprofessor
- Jörg Köpke (1941–2021), Generalmajor, Amtschef des Luftwaffenamtes
- Ulf Böge (* 1942), Volkswirt, Präsident des Bundeskartellamtes
- Hans-Jürgen Döscher (* 1943), Historiker
- Detlef Heider (1943–1997), Maler und Grafiker
- Sabine Köttelwesch (* 1943), Bibliothekarin
- Christiane Nord (* 1943), Übersetzungswissenschaftlerin, Hochschullehrerin
- Ursula Werner (* 1943), Schauspielerin
- Burkhard Meier (1943–2001), Musikpädagoge und Komponist, geboren in Finow
- Gert Heidenreich (* 1944), Schriftsteller und Radiosprecher
- Dieter Saldecki (1944–2006), Erfinder des WDR-Kinderprogramms Die Sendung mit der Maus
- Candida Höfer (* 1944), Fotografin
- Dagmar Frederic (* 1945), Sängerin und Moderatorin
- Eberhard Kirsch (* 1947), Historiker
- Wilhelm Bartsch (* 1950), Schriftsteller
- Erwin Hagedorn (1952–1972), bekannt geworden als Kindermörder von Eberswalde
- Siegbert Schefke (* 1959), Journalist
- André von Ossowski (* 1960), Arbeitsrichter und Politiker (BSW)
- Henning Wagenbreth (* 1962), Grafiker, Comic-Zeichner
- Anke Graneß (* 1967), Philosophin und Hochschullehrerin
- Ralf Hauptmann (* 1968), Fußballspieler
- Udo Hartmann (* 1970), Althistoriker und Hochschuldozent
- Götz Herrmann (* 1977), Politiker (parteilos)
- Kristin Heiß (* 1983), Politikerin (Die Linke)
- Benjamin Stöwe (* 1983), Wettermoderator und Synchronsprecher
- BattleBoi Basti (* 1984), Rapper
- Robert Klauß (* 1984), Fußballspieler und -trainer
- Markus Müller (* 1988), Fußballspieler
- Teresa Sickert (* 1988), Rundfunkmoderatorin und Journalistin
- Sebastian Walter (* 1990), Politiker (Die Linke)
- Betty Taube (* 1994), Model und Schauspielerin
- Yuan Wan (* 1997), deutsche Tischtennisnationalspielerin
- Kurt Fischer (* 2000), Politiker (SPD)
- Franz Roggow (* 2002), Fußballspieler

### Mit Eberswalde verbundene Persönlichkeiten
- Wilhelm Pfeil (1783–1859), Forstwissenschaftler
- Julius Theodor Christian Ratzeburg (1801–1871), Zoologe, Entomologe und Forstwissenschaftler
- Otto von Hagen (1817–1880), Forstwissenschaftler
- Bernard Altum (1824–1900), Zoologe
- Bernhard Danckelmann (1831–1901), Forstwissenschaftler
- Robert Hartig (1839–1901), Forstwissenschaftler
- Ernst Krause (1839–1903), populärwissenschaftlicher Schriftsteller
- Rudolf Schmidt (1875–1943), Stadtchronist
- Werner Forßmann (1904–1979), Arzt, Nobelpreisträger
- Herbert Hesmer (1904–1982), Forstwissenschaftler
- Fritz Schwerdtfeger (1905–1986), Forstwissenschaftler und Zoologe
- Egon Wagenknecht (1908–2005), Forst- und Jagdwissenschaftler
- Albert Richter (1909–2007), Forstwissenschaftler
- Alexis Scamoni (1911–1993), Forstwissenschaftler
- Hans Borgelt (1914–2000), Journalist und Autor
- Lothar Dieckmann (1920–1990), Entomologe, lebte und arbeitete in Eberswalde
- Ekkehard Schwartz (1926–2005), Forstwissenschaftler
- Albrecht Milnik (1931–2021), Forstwissenschaftler
- Gerhard Wienckowski (1935–2011), Maler und Graphiker, lebte in Eberswalde
- Hans Dresig (1937–2018), Professor für technische Mechanik, lebte und arbeitete in Eberswalde
- Bärbel Wachholz (1938–1984), Sängerin, wuchs in Eberswalde auf
- Wladimir Wyssozki (1938–1980), Sänger, lebte als Kind in Eberswalde
- Günter Rinnhofer (* 1945), Fotograf, lebt in Eberswalde
- Axel Vogel (* 1956), Politiker (Bündnis 90/Die Grünen), lebt in Eberswalde
- Andreas Bogdain (* 1959), Maler, lebte in Eberswalde
- Roman Kuffert (* 1959), Politiker (AfD), Mitglied der Stadtverordnetenversammlung von Eberswalde
- Amadeu Antonio (1962–1990), Todesopfer rechtsextremer Gewalt

## Bemerkenswertes

### Dialekt
Eberswalder Kanaldeutsch ist strenggenommen kein eigenständiger Dialekt, sondern eine durch den märkischen Einfluss etwas veränderte Variante des Berliner Dialekts. So wird beispielsweise „widda“* statt „wieder“ gesagt. Weiterhin wird mit „janich“ (gar nicht) oder einfach „janee“ verneint. Sprachlich wird das „-er“ am Ende im Kanalplatt als „-a“ gesprochen, das kurze „i“ oft als sehr kurzes „ü“, so wird z. B. „immer“ zu „ümma“ und „Kirsche“ zu „Kürsche“ in der Eberswalder Aussprache. Es kommt noch zu weiteren Lautverschiebungen: „Pferd“ z. B. wird in Eberswalde als „féad“ im langem „e“ ausgesprochen.

### Namensvergabe für einen außerirdischen Krater
Der Marskrater Eberswalde mit einem Durchmesser von 65,3 Kilometern und einer Tiefe von etwa 800 Metern wurde nach der Stadt Eberswalde benannt. Dieser Krater wurde als einer von vier möglichen Landeplätzen des neuen Mars-Rovers Curiosity ausgewählt.

### Superlative
- Am 15. März 1901 erfolgte hier der erste Linienbetrieb eines Obusses in Deutschland.
- Mit dem 1908 geschaffenen Ragöser Damm besitzt das Stadtgebiet den höchsten Kanaldamm Europas (28 m Höhe).
- Die größte Taschenuhr der Welt von Wilfried Schwuchow liegt seit September 1999 im Familiengarten, nachdem sie in das Guinness-Buch der Rekorde eingetragen wurde.[94]

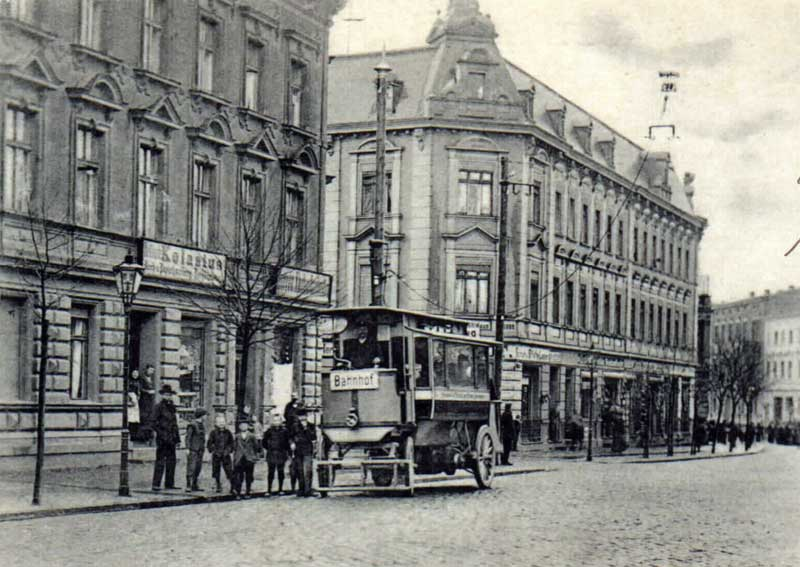
Obus in Eberswalde 1901
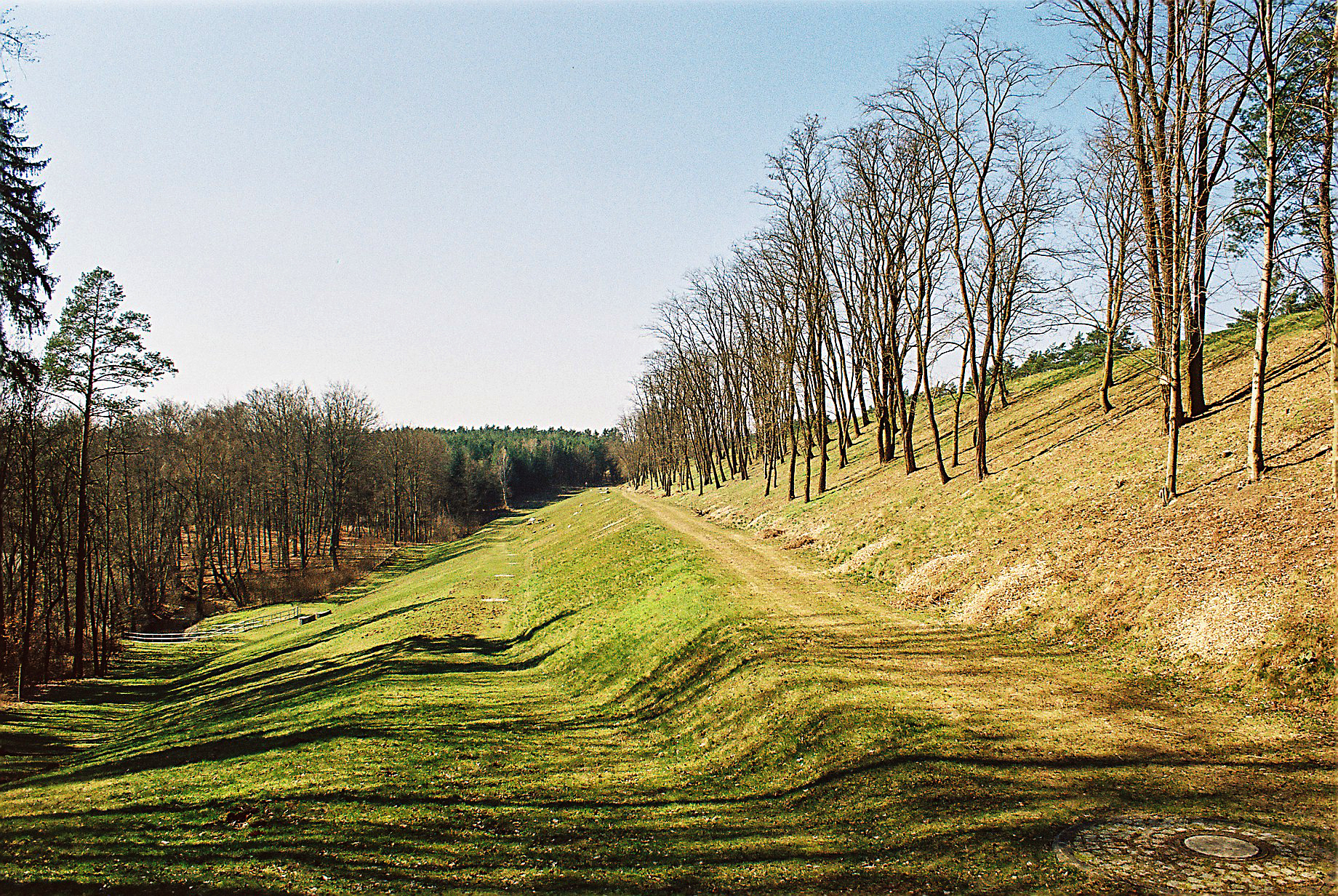
Südliche Böschung des Ragöser Damms
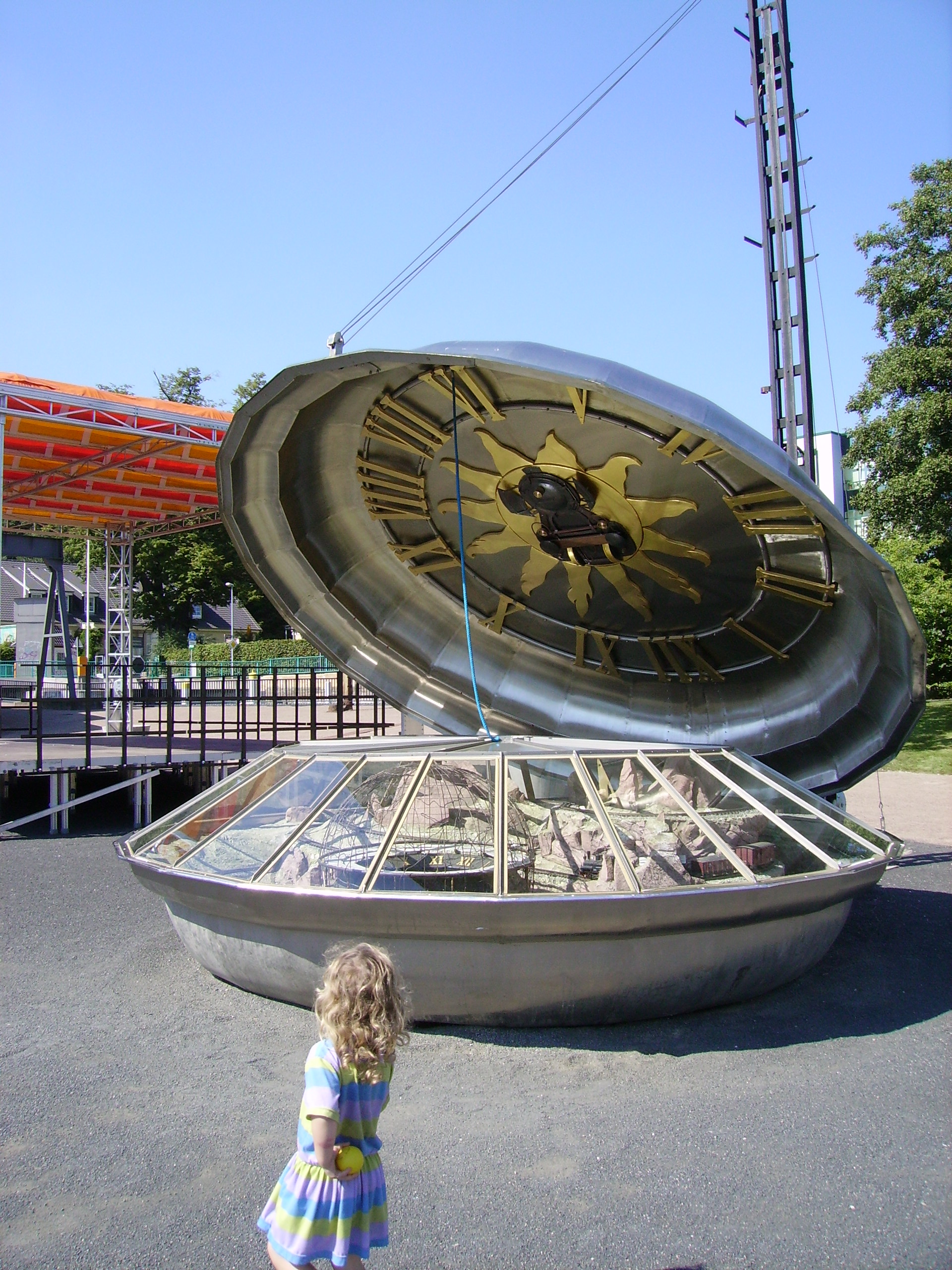
Taschenuhr im Familiengarten

### Die Stadt im Roman
Eberswalde ist Hauptschauplatz des Romans Die Not der Hella Grawehn (1918, Concordia Deutsche Verlags-Anstalt Berlin, 325 Seiten) des Berliner Schriftstellers Richard May (1886–1970), dessen Mutter Jenny Liepmann in Eberswalde aufwuchs. Seine Großeltern wohnten in der Schicklerstraße 6, das Haus zwischen HNE (damals Forstakademie) und Park am Weidendamm (damals Weidendamm-Promenade) existiert noch. Durch seine Familienbesuche kannte der Autor die Stadt gut. Die Stadt heißt im Roman fiktiv Schwirtow, die Schwärze heißt Schwirte. Trotz dieser Verfremdung ist Eberswalde leicht erkennbar.